# 1937
Portal Geschichte | Portal Biografien | Aktuelle Ereignisse | Jahreskalender | Tagesartikel

◄ |
19. Jahrhundert |
20. Jahrhundert
| 21. Jahrhundert

◄ |
1900er |
1910er |
1920er |
1930er
| 1940er | 1950er | 1960er | ►

◄◄ |
◄ |
1933 |
1934 |
1935 |
1936 |
1937
| 1938 | 1939 | 1940 | 1941 | ► | ►►
Staatsoberhäupter · Wahlen · Nekrolog · Kunstjahr · Literaturjahr · Musikjahr · Filmjahr · Rundfunkjahr · Sportjahr
| Januar | Januar | Januar | Januar | Januar | Januar | Januar | Januar |
| Kw     | Mo     | Di     | Mi     | Do     | Fr     | Sa     | So     |
| ------ | ------ | ------ | ------ | ------ | ------ | ------ | ------ |
| 53     |        |        |        |        | 1      | 2      | 3      |
| 1      | 4      | 5      | 6      | 7      | 8      | 9      | 10     |
| 2      | 11     | 12     | 13     | 14     | 15     | 16     | 17     |
| 3      | 18     | 19     | 20     | 21     | 22     | 23     | 24     |
| 4      | 25     | 26     | 27     | 28     | 29     | 30     | 31     |

| Februar | Februar | Februar | Februar | Februar | Februar | Februar | Februar |
| Kw      | Mo      | Di      | Mi      | Do      | Fr      | Sa      | So      |
| ------- | ------- | ------- | ------- | ------- | ------- | ------- | ------- |
| 5       | 1       | 2       | 3       | 4       | 5       | 6       | 7       |
| 6       | 8       | 9       | 10      | 11      | 12      | 13      | 14      |
| 7       | 15      | 16      | 17      | 18      | 19      | 20      | 21      |
| 8       | 22      | 23      | 24      | 25      | 26      | 27      | 28      |

| März | März | März | März | März | März | März | März |
| Kw   | Mo   | Di   | Mi   | Do   | Fr   | Sa   | So   |
| ---- | ---- | ---- | ---- | ---- | ---- | ---- | ---- |
| 9    | 1    | 2    | 3    | 4    | 5    | 6    | 7    |
| 10   | 8    | 9    | 10   | 11   | 12   | 13   | 14   |
| 11   | 15   | 16   | 17   | 18   | 19   | 20   | 21   |
| 12   | 22   | 23   | 24   | 25   | 26   | 27   | 28   |
| 13   | 29   | 30   | 31   |      |      |      |      |

| April | April | April | April | April | April | April | April |
| Kw    | Mo    | Di    | Mi    | Do    | Fr    | Sa    | So    |
| ----- | ----- | ----- | ----- | ----- | ----- | ----- | ----- |
| 13    |       |       |       | 1     | 2     | 3     | 4     |
| 14    | 5     | 6     | 7     | 8     | 9     | 10    | 11    |
| 15    | 12    | 13    | 14    | 15    | 16    | 17    | 18    |
| 16    | 19    | 20    | 21    | 22    | 23    | 24    | 25    |
| 17    | 26    | 27    | 28    | 29    | 30    |       |       |

| Mai | Mai | Mai | Mai | Mai | Mai | Mai | Mai |
| Kw  | Mo  | Di  | Mi  | Do  | Fr  | Sa  | So  |
| --- | --- | --- | --- | --- | --- | --- | --- |
| 17  |     |     |     |     |     | 1   | 2   |
| 18  | 3   | 4   | 5   | 6   | 7   | 8   | 9   |
| 19  | 10  | 11  | 12  | 13  | 14  | 15  | 16  |
| 20  | 17  | 18  | 19  | 20  | 21  | 22  | 23  |
| 21  | 24  | 25  | 26  | 27  | 28  | 29  | 30  |
| 22  | 31  |     |     |     |     |     |     |

| Juni | Juni | Juni | Juni | Juni | Juni | Juni | Juni |
| Kw   | Mo   | Di   | Mi   | Do   | Fr   | Sa   | So   |
| ---- | ---- | ---- | ---- | ---- | ---- | ---- | ---- |
| 22   |      | 1    | 2    | 3    | 4    | 5    | 6    |
| 23   | 7    | 8    | 9    | 10   | 11   | 12   | 13   |
| 24   | 14   | 15   | 16   | 17   | 18   | 19   | 20   |
| 25   | 21   | 22   | 23   | 24   | 25   | 26   | 27   |
| 26   | 28   | 29   | 30   |      |      |      |      |

| Juli | Juli | Juli | Juli | Juli | Juli | Juli | Juli |
| Kw   | Mo   | Di   | Mi   | Do   | Fr   | Sa   | So   |
| ---- | ---- | ---- | ---- | ---- | ---- | ---- | ---- |
| 26   |      |      |      | 1    | 2    | 3    | 4    |
| 27   | 5    | 6    | 7    | 8    | 9    | 10   | 11   |
| 28   | 12   | 13   | 14   | 15   | 16   | 17   | 18   |
| 29   | 19   | 20   | 21   | 22   | 23   | 24   | 25   |
| 30   | 26   | 27   | 28   | 29   | 30   | 31   |      |

| August | August | August | August | August | August | August | August |
| Kw     | Mo     | Di     | Mi     | Do     | Fr     | Sa     | So     |
| ------ | ------ | ------ | ------ | ------ | ------ | ------ | ------ |
| 30     |        |        |        |        |        |        | 1      |
| 31     | 2      | 3      | 4      | 5      | 6      | 7      | 8      |
| 32     | 9      | 10     | 11     | 12     | 13     | 14     | 15     |
| 33     | 16     | 17     | 18     | 19     | 20     | 21     | 22     |
| 34     | 23     | 24     | 25     | 26     | 27     | 28     | 29     |
| 35     | 30     | 31     |        |        |        |        |        |

| September | September | September | September | September | September | September | September |
| Kw        | Mo        | Di        | Mi        | Do        | Fr        | Sa        | So        |
| --------- | --------- | --------- | --------- | --------- | --------- | --------- | --------- |
| 35        |           |           | 1         | 2         | 3         | 4         | 5         |
| 36        | 6         | 7         | 8         | 9         | 10        | 11        | 12        |
| 37        | 13        | 14        | 15        | 16        | 17        | 18        | 19        |
| 38        | 20        | 21        | 22        | 23        | 24        | 25        | 26        |
| 39        | 27        | 28        | 29        | 30        |           |           |           |

| Oktober | Oktober | Oktober | Oktober | Oktober | Oktober | Oktober | Oktober |
| Kw      | Mo      | Di      | Mi      | Do      | Fr      | Sa      | So      |
| ------- | ------- | ------- | ------- | ------- | ------- | ------- | ------- |
| 39      |         |         |         |         | 1       | 2       | 3       |
| 40      | 4       | 5       | 6       | 7       | 8       | 9       | 10      |
| 41      | 11      | 12      | 13      | 14      | 15      | 16      | 17      |
| 42      | 18      | 19      | 20      | 21      | 22      | 23      | 24      |
| 43      | 25      | 26      | 27      | 28      | 29      | 30      | 31      |

| November | November | November | November | November | November | November | November |
| Kw       | Mo       | Di       | Mi       | Do       | Fr       | Sa       | So       |
| -------- | -------- | -------- | -------- | -------- | -------- | -------- | -------- |
| 44       | 1        | 2        | 3        | 4        | 5        | 6        | 7        |
| 45       | 8        | 9        | 10       | 11       | 12       | 13       | 14       |
| 46       | 15       | 16       | 17       | 18       | 19       | 20       | 21       |
| 47       | 22       | 23       | 24       | 25       | 26       | 27       | 28       |
| 48       | 29       | 30       |          |          |          |          |          |

| Dezember | Dezember | Dezember | Dezember | Dezember | Dezember | Dezember | Dezember |
| Kw       | Mo       | Di       | Mi       | Do       | Fr       | Sa       | So       |
| -------- | -------- | -------- | -------- | -------- | -------- | -------- | -------- |
| 48       |          |          | 1        | 2        | 3        | 4        | 5        |
| 49       | 6        | 7        | 8        | 9        | 10       | 11       | 12       |
| 50       | 13       | 14       | 15       | 16       | 17       | 18       | 19       |
| 51       | 20       | 21       | 22       | 23       | 24       | 25       | 26       |
| 52       | 27       | 28       | 29       | 30       | 31       |          |          |

| Januar | Januar | Januar | Januar | Januar | Januar | Januar | Januar |
| Kw     | Mo     | Di     | Mi     | Do     | Fr     | Sa     | So     |
| ------ | ------ | ------ | ------ | ------ | ------ | ------ | ------ |
| 53     |        |        |        |        | 1      | 2      | 3      |
| 1      | 4      | 5      | 6      | 7      | 8      | 9      | 10     |
| 2      | 11     | 12     | 13     | 14     | 15     | 16     | 17     |
| 3      | 18     | 19     | 20     | 21     | 22     | 23     | 24     |
| 4      | 25     | 26     | 27     | 28     | 29     | 30     | 31     |

| Februar | Februar | Februar | Februar | Februar | Februar | Februar | Februar |
| Kw      | Mo      | Di      | Mi      | Do      | Fr      | Sa      | So      |
| ------- | ------- | ------- | ------- | ------- | ------- | ------- | ------- |
| 5       | 1       | 2       | 3       | 4       | 5       | 6       | 7       |
| 6       | 8       | 9       | 10      | 11      | 12      | 13      | 14      |
| 7       | 15      | 16      | 17      | 18      | 19      | 20      | 21      |
| 8       | 22      | 23      | 24      | 25      | 26      | 27      | 28      |

| März | März | März | März | März | März | März | März |
| Kw   | Mo   | Di   | Mi   | Do   | Fr   | Sa   | So   |
| ---- | ---- | ---- | ---- | ---- | ---- | ---- | ---- |
| 9    | 1    | 2    | 3    | 4    | 5    | 6    | 7    |
| 10   | 8    | 9    | 10   | 11   | 12   | 13   | 14   |
| 11   | 15   | 16   | 17   | 18   | 19   | 20   | 21   |
| 12   | 22   | 23   | 24   | 25   | 26   | 27   | 28   |
| 13   | 29   | 30   | 31   |      |      |      |      |

| April | April | April | April | April | April | April | April |
| Kw    | Mo    | Di    | Mi    | Do    | Fr    | Sa    | So    |
| ----- | ----- | ----- | ----- | ----- | ----- | ----- | ----- |
| 13    |       |       |       | 1     | 2     | 3     | 4     |
| 14    | 5     | 6     | 7     | 8     | 9     | 10    | 11    |
| 15    | 12    | 13    | 14    | 15    | 16    | 17    | 18    |
| 16    | 19    | 20    | 21    | 22    | 23    | 24    | 25    |
| 17    | 26    | 27    | 28    | 29    | 30    |       |       |

| Mai | Mai | Mai | Mai | Mai | Mai | Mai | Mai |
| Kw  | Mo  | Di  | Mi  | Do  | Fr  | Sa  | So  |
| --- | --- | --- | --- | --- | --- | --- | --- |
| 17  |     |     |     |     |     | 1   | 2   |
| 18  | 3   | 4   | 5   | 6   | 7   | 8   | 9   |
| 19  | 10  | 11  | 12  | 13  | 14  | 15  | 16  |
| 20  | 17  | 18  | 19  | 20  | 21  | 22  | 23  |
| 21  | 24  | 25  | 26  | 27  | 28  | 29  | 30  |
| 22  | 31  |     |     |     |     |     |     |

| Juni | Juni | Juni | Juni | Juni | Juni | Juni | Juni |
| Kw   | Mo   | Di   | Mi   | Do   | Fr   | Sa   | So   |
| ---- | ---- | ---- | ---- | ---- | ---- | ---- | ---- |
| 22   |      | 1    | 2    | 3    | 4    | 5    | 6    |
| 23   | 7    | 8    | 9    | 10   | 11   | 12   | 13   |
| 24   | 14   | 15   | 16   | 17   | 18   | 19   | 20   |
| 25   | 21   | 22   | 23   | 24   | 25   | 26   | 27   |
| 26   | 28   | 29   | 30   |      |      |      |      |

| Juli | Juli | Juli | Juli | Juli | Juli | Juli | Juli |
| Kw   | Mo   | Di   | Mi   | Do   | Fr   | Sa   | So   |
| ---- | ---- | ---- | ---- | ---- | ---- | ---- | ---- |
| 26   |      |      |      | 1    | 2    | 3    | 4    |
| 27   | 5    | 6    | 7    | 8    | 9    | 10   | 11   |
| 28   | 12   | 13   | 14   | 15   | 16   | 17   | 18   |
| 29   | 19   | 20   | 21   | 22   | 23   | 24   | 25   |
| 30   | 26   | 27   | 28   | 29   | 30   | 31   |      |

| August | August | August | August | August | August | August | August |
| Kw     | Mo     | Di     | Mi     | Do     | Fr     | Sa     | So     |
| ------ | ------ | ------ | ------ | ------ | ------ | ------ | ------ |
| 30     |        |        |        |        |        |        | 1      |
| 31     | 2      | 3      | 4      | 5      | 6      | 7      | 8      |
| 32     | 9      | 10     | 11     | 12     | 13     | 14     | 15     |
| 33     | 16     | 17     | 18     | 19     | 20     | 21     | 22     |
| 34     | 23     | 24     | 25     | 26     | 27     | 28     | 29     |
| 35     | 30     | 31     |        |        |        |        |        |

| September | September | September | September | September | September | September | September |
| Kw        | Mo        | Di        | Mi        | Do        | Fr        | Sa        | So        |
| --------- | --------- | --------- | --------- | --------- | --------- | --------- | --------- |
| 35        |           |           | 1         | 2         | 3         | 4         | 5         |
| 36        | 6         | 7         | 8         | 9         | 10        | 11        | 12        |
| 37        | 13        | 14        | 15        | 16        | 17        | 18        | 19        |
| 38        | 20        | 21        | 22        | 23        | 24        | 25        | 26        |
| 39        | 27        | 28        | 29        | 30        |           |           |           |

| Oktober | Oktober | Oktober | Oktober | Oktober | Oktober | Oktober | Oktober |
| Kw      | Mo      | Di      | Mi      | Do      | Fr      | Sa      | So      |
| ------- | ------- | ------- | ------- | ------- | ------- | ------- | ------- |
| 39      |         |         |         |         | 1       | 2       | 3       |
| 40      | 4       | 5       | 6       | 7       | 8       | 9       | 10      |
| 41      | 11      | 12      | 13      | 14      | 15      | 16      | 17      |
| 42      | 18      | 19      | 20      | 21      | 22      | 23      | 24      |
| 43      | 25      | 26      | 27      | 28      | 29      | 30      | 31      |

| November | November | November | November | November | November | November | November |
| Kw       | Mo       | Di       | Mi       | Do       | Fr       | Sa       | So       |
| -------- | -------- | -------- | -------- | -------- | -------- | -------- | -------- |
| 44       | 1        | 2        | 3        | 4        | 5        | 6        | 7        |
| 45       | 8        | 9        | 10       | 11       | 12       | 13       | 14       |
| 46       | 15       | 16       | 17       | 18       | 19       | 20       | 21       |
| 47       | 22       | 23       | 24       | 25       | 26       | 27       | 28       |
| 48       | 29       | 30       |          |          |          |          |          |

| Dezember | Dezember | Dezember | Dezember | Dezember | Dezember | Dezember | Dezember |
| Kw       | Mo       | Di       | Mi       | Do       | Fr       | Sa       | So       |
| -------- | -------- | -------- | -------- | -------- | -------- | -------- | -------- |
| 48       |          |          | 1        | 2        | 3        | 4        | 5        |
| 49       | 6        | 7        | 8        | 9        | 10       | 11       | 12       |
| 50       | 13       | 14       | 15       | 16       | 17       | 18       | 19       |
| 51       | 20       | 21       | 22       | 23       | 24       | 25       | 26       |
| 52       | 27       | 28       | 29       | 30       | 31       |          |          |

Im Jahr 1937 tobt in Spanien weiterhin der Bürgerkrieg, in den mittlerweile zahlreiche ausländische Mächte direkt oder indirekt eingreifen. Die deutsche Luftwaffe probt mit mehreren kriegsverbrecherischen Luftangriffen wie dem Luftangriff auf Gernika den Einsatz für den von Adolf Hitler bereits geplanten Großen Krieg.
In der Sowjetunion erreicht der Große Terror unter Josef Stalin einen Höhepunkt: In mehreren geheimen Prozessen werden hohe Offiziere verurteilt und hingerichtet. Die „Enthauptung“ der Roten Armee wird sich in den nächsten Jahren für das Land als beinahe fatal herausstellen.
In Asien löst der Zwischenfall an der Marco-Polo-Brücke den Zweiten Japanisch-Chinesischen Krieg aus. Die kaiserliche japanische Armee hat mit den zerstrittenen chinesischen Truppen wenig Schwierigkeiten und besetzt in kurzer Zeit große Teile Chinas, wobei es auch hier zu Kriegsverbrechen wie dem Massaker von Nanking kommt.

## Ereignisse

### Politik und Weltgeschehen

#### Deutsches Reich
- 1. Januar: Um den Bedarf der Rüstungsindustrie zu decken, wird im Deutschen Reich die Verwendung von Edelstahl für andere Artikel verboten.

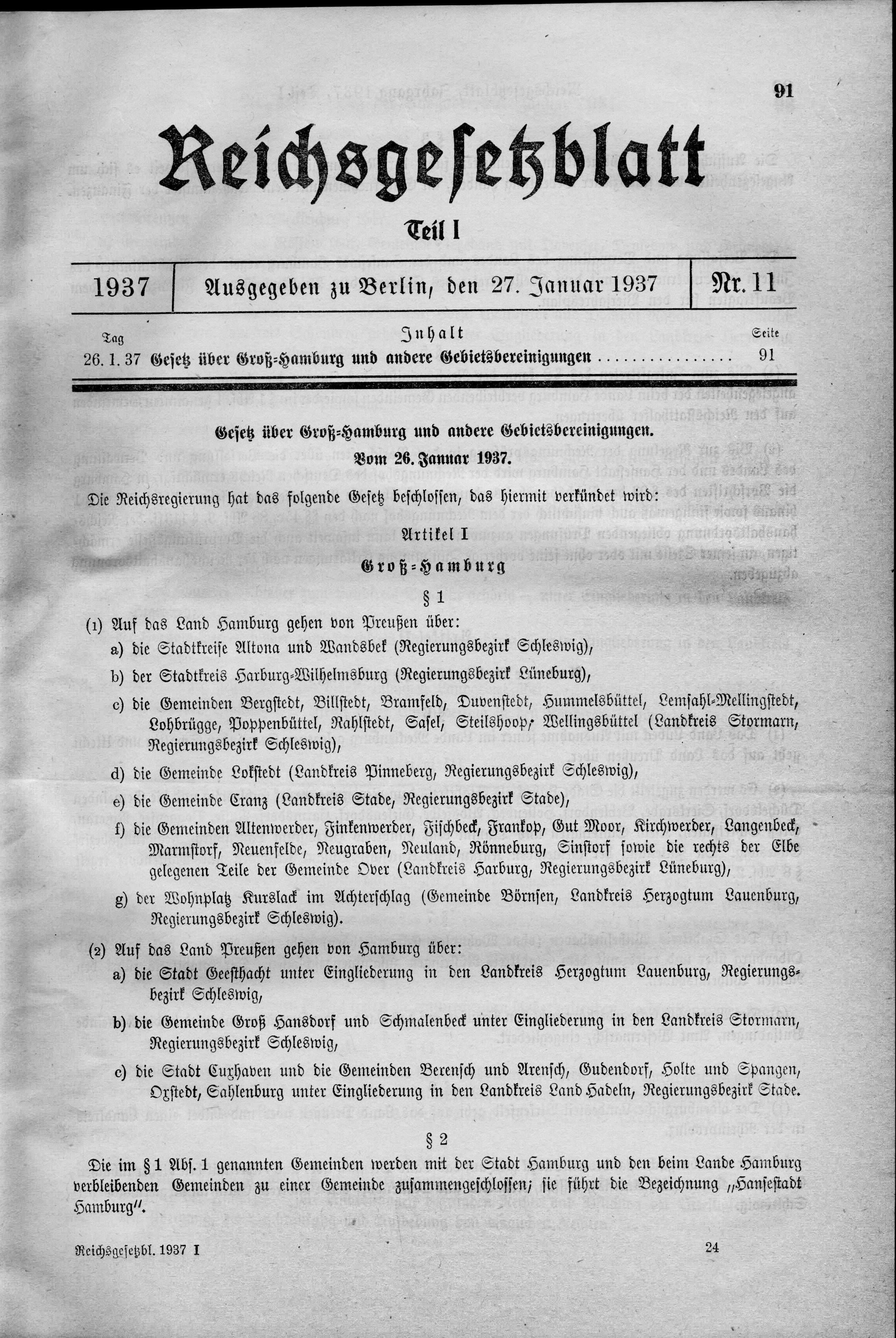
Gesetz über Groß-Hamburg und andere Gebietsbereinigungen

- 26. Januar: Die deutsche Reichsregierung erlässt das Groß-Hamburg-Gesetz zur Neuordnung der territorialen Ausdehnung Hamburgs. Ferner verabschiedet sie das Deutsche Beamtengesetz, das von den Beamten verlangt, ihre Arbeit im Dienst der nationalsozialistischen Bewegung zu verrichten.
- Februar: Widerstand gegen den Nationalsozialismus: Frankenholzer Schulstreik
- 23. Februar: In einem Gespräch mit dem Schweizer Alt-Bundesrat Edmund Schulthess verspricht Adolf Hitler, die schweizerische Neutralität zu respektieren.
- 21. März: Die gegen die kirchenfeindliche Haltung des NS-Regimes in Deutschland gerichtete Enzyklika Mit brennender Sorge Papst Pius XI. wird in allen deutschen katholischen Gemeinden verlesen.
- 1. April: Das Groß-Hamburg-Gesetz tritt in Kraft: Mehrere Städte und Gemeinden gehören jetzt zu Hamburg, das im Gegenzug Cuxhaven an die preußische Provinz Hannover und Geesthacht sowie Großhansdorf und Schmalenbeck an die Landkreise Herzogtum Lauenburg und Stormarn abgibt.
- 30. April: Die Zahl der Arbeitslosen sinkt in Deutschland erstmals seit mehr als zehn Jahren unter die Ein-Millionen-Grenze.
- 19. September: Landsberg am Lech wird zur „drittwichtigsten Stadt der Nationalsozialisten“, zu Stadt der Jugend.
- 25. September: Der italienische Duce Benito Mussolini trifft zu einem viertägigen Staatsbesuch in Deutschland ein. Seine Stationen sind München und Berlin.
- 5. November: Hitler erklärt in einer geheimen Konferenz seine Absicht, Krieg zu führen (siehe Hoßbach-Niederschrift).

- 8. November: Propagandaminister Joseph Goebbels eröffnet in der Bibliothek des Deutschen Museums in München die Schau Der ewige Jude. Die Wanderausstellung soll die Bevölkerung im Rahmen der antisemitischen Rassenideologie der Nationalsozialisten gegen die Juden aufhetzen.
- 19. November: Konrad Henlein, der Führer der Sudetendeutschen Partei in der Tschechoslowakei bittet Adolf Hitler um Unterstützung bei der Verstärkung des Minderheitenschutzes der Deutschen, nachdem mehrere Gesetzesanträge in Prag gescheitert sind. Die Sudetenkrise dämmert herauf.
- 31. Dezember: Die Grenzen des Deutschen Reichs werden völkerrechtlich auf diesen Stichtag festgelegt. Sie haben bis 1990 Geltung; erst mit dem Zwei-plus-Vier-Vertrag verliert Deutschland seine territoriale Souveränität über die Gebiete östlich von Oder und Neiße.

#### Spanischer Bürgerkrieg
- 3. Februar: Die Franquisten unter dem Kommando von Gonzalo Queipo de Llano beginnen im Spanischen Bürgerkrieg bei Ronda ihren Angriff auf Málaga. Die Schlacht von Málaga dauert nur fünf Tage, da die Republikaner auf den Einsatz von Panzern durch die italienischen Verbündeten der Nationalisten gänzlich unvorbereitet sind.
- 8. Februar: Nach dem Abzug der republikanischen Truppen und der Einnahme der Stadt durch die Nationalisten unter Gonzalo Queipo de Llano beginnt eine Massenflucht aus Málaga. In den folgenden drei Tagen nehmen spanische und deutsche Flugzeuge sowie zwei Kriegsschiffe die auf der Küstenstraße nach Almería Fliehenden unter Feuer. Das Massaker von Málaga kostet schätzungsweise insgesamt 10.000 Menschen das Leben.
- 6.–27. Februar: Die Schlacht am Jarama endet wegen der völligen Erschöpfung beider Seiten ohne Entscheidung und mündet in einen Grabenkrieg.

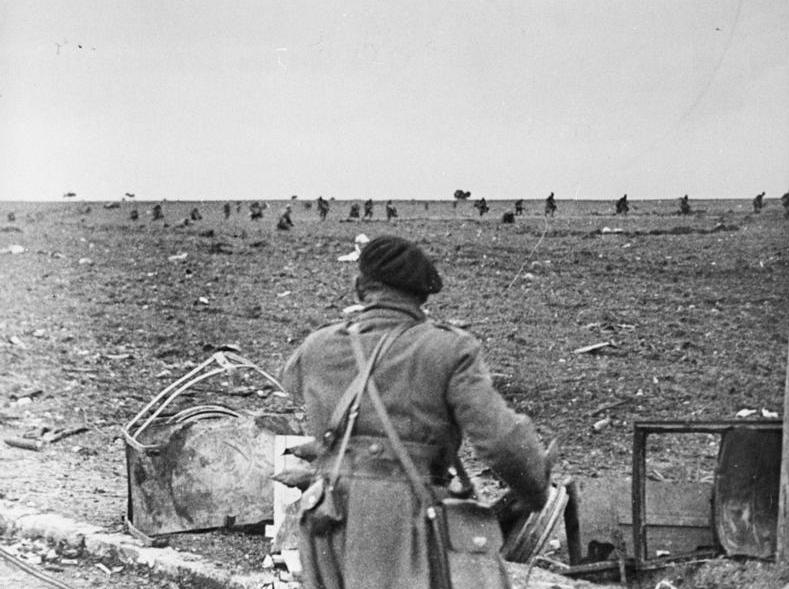
Schlacht von Guadalajara

- 8. März: Mit dem Angriff des italienischen Corpo Truppe Volontarie unter Mario Roatta beginnt die bis zum 23. März dauernde Schlacht von Guadalajara.
- 12. März: Die Republikaner gehen in der Schlacht von Guadalajara zum Gegenangriff über.
- 23. März: Die Schlacht von Guadalajara endet mit einem Sieg der republikanischen Truppen. Damit wird die Umschließung Madrids durch die nationalistischen Truppen verhindert. General Francisco Franco ändert daraufhin seine Strategie und verlegt den Krieg in den Norden.

Der Krieg im Norden (März–Oktober 1937)

- 31. März: Mit der Bombardierung von Durango durch deutsche und italienische Flugzeuge beginnt der Krieg im Norden. Der Luftangriff auf Durango dauert bis zum 4. April und kostet rund 300 Menschen das Leben.
- 19. April: General Francisco Franco ordnet in einem Dekret die Zusammenlegung von Falange und JONS mit der carlistischen Comunión Tradicionalista zur Falange Española Tradicionalista y de las JONS, der bis in die 1970er Jahre herrschenden Staatspartei in Spanien.

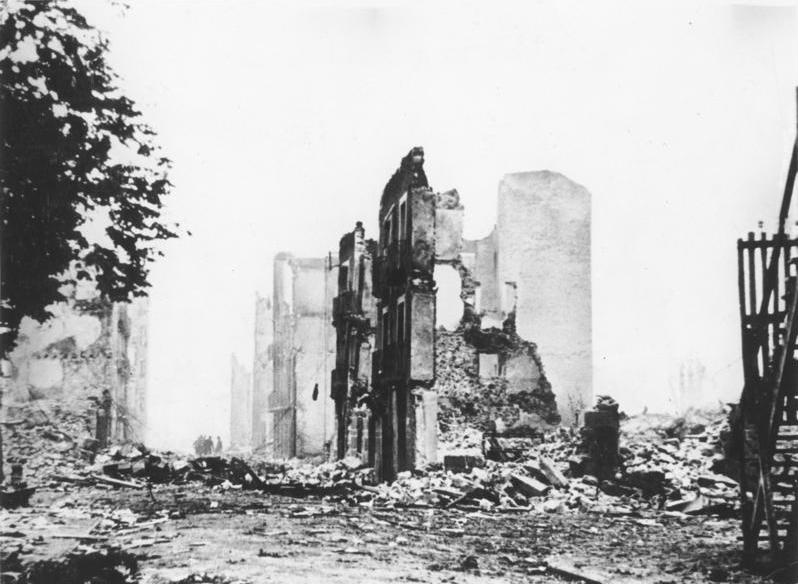
Das von der Legion Condor zerstörte Gernika

- 26. April: Luftangriff auf Gernika : Flugzeuge der deutschen Legion Condor zerstören die baskische Stadt Guernica.
- Mai: Republikanische Einheiten versuchen unter dem Befehl des polnischen Kommunisten Karol Świerczewski vergeblich, aus dem belagerten Madrid auszubrechen.
- 3. Mai: Der Parteienkampf in der spanischen Frente Popular (Volksfront) eskaliert. In Barcelona stürmen 200 Polizisten unter Führung von Stalin-treuen Kommunisten die bisher von linksradikalen Kräften geführte Telefonzentrale der spanischen Post. Es kommt daraufhin zu Unruhen gegen die stalinistisch dominierte Zentralregierung in der ganzen Stadt, die mehrere Tage andauern.
- 4.–8. Mai: Bei den Maiereignissen in Barcelona kommt es zu Kämpfen republikanischer Einheiten untereinander.
- 29. Mai: Bei einem Luftangriff der Frente Popular auf das deutsche Panzerschiff Deutschland vor Ibiza werden über 30 Seeleute getötet und mehr als 70 verletzt. Das Schiff war in internationalem Auftrag zur Seekontrolle vor Spanien im Einsatz.
- 31. Mai: Das deutsche Panzerschiff Admiral Scheer zerstört als Strafaktion für den Angriff auf die Deutschland mit Luftunterstützung eine Küstenbatterie der Volksfront bei der spanischen Stadt Almería.
- 3. Juni: Der Stellvertreter von General Franco und Kommandeur für Nordspanien, Emilio Mola, kommt bei einem Flugzeugabsturz in der Nähe von Burgos ums Leben.
- 19. Juni: Krieg im Norden: Bilbao fällt in die Hände der Nationalisten.

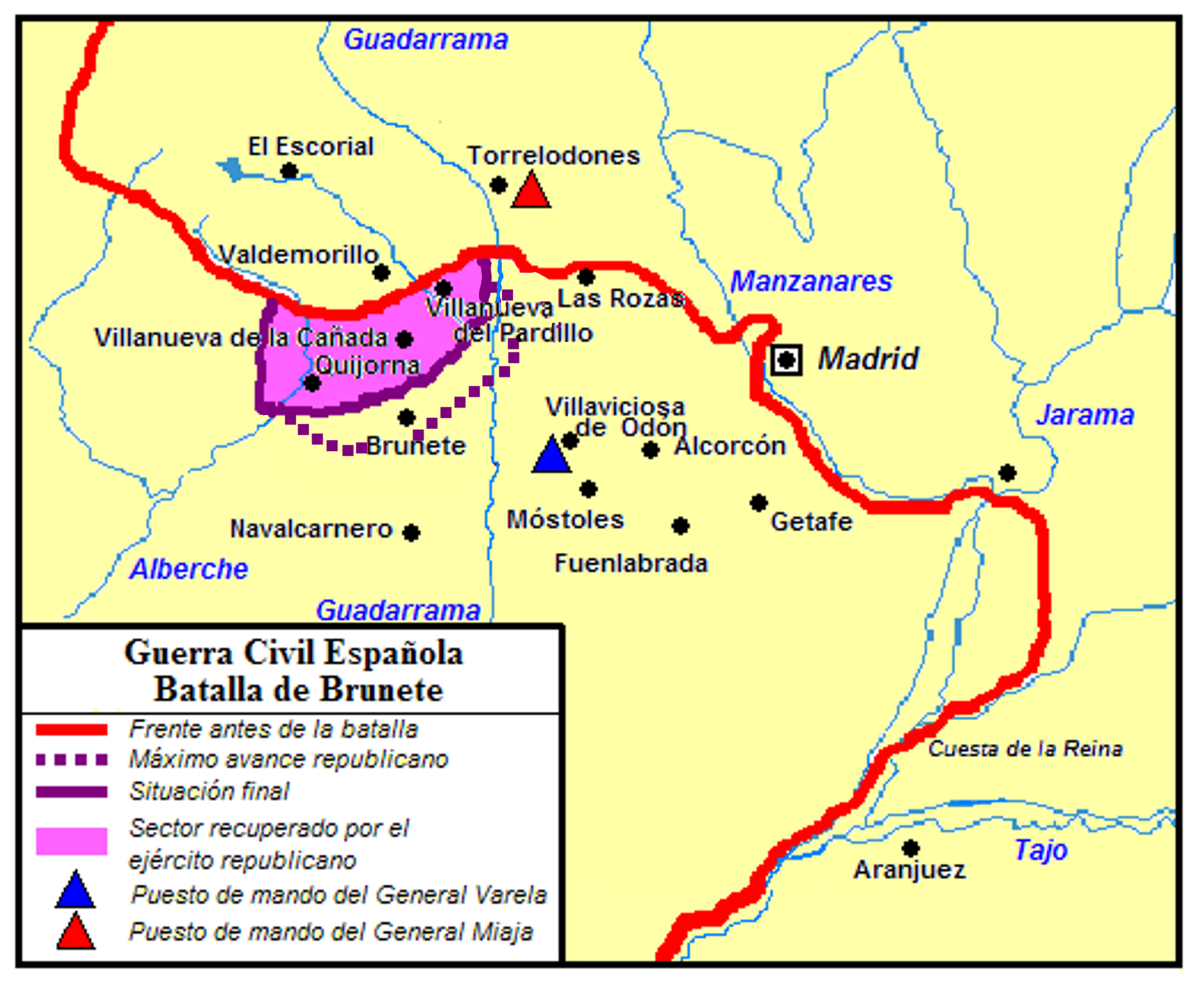
Karte der Schlacht von Brunete

- 6. Juli: Mit einem Angriff der Republikaner beginnt die Schlacht von Brunete. Die Nationalisten gehen am 18. Juli zum Gegenangriff über. Die Schlacht endet am 25. Juli ohne Entscheidung.
- 24. August: Im Pakt von Santoña erklärt sich die Regierung des autonomen Baskenlandes bereit, sich den Nationalisten zu ergeben. Zahlreiche baskische Kämpfer schließen sich den Truppen Francos an.
- 24. August bis 7. September: Die Schlacht von Belchite, die mit einer Offensive der Republikaner beginnt, endet ohne Entscheidung. Die Stadt Belchite ist nach dem zweiwöchigen Kampf völlig zerstört. Den Republikanern gelingt es nicht, wie geplant auf Saragossa vorzurücken.
- 1. September: Santander wird von den Nationalisten erobert.
- 21. Oktober: Mit dem Fall der asturischen Hafenstadt Gijón verliert die Frente Popular ihren letzten Stützpunkt in Nordspanien an die Truppen von General Franco.
- 15. Dezember: Die bis zum 27. Februar dauernde Schlacht von Teruel beginnt.

#### Sowjetunion
- 23.–30. Januar: Der Große Terror unter Josef Stalin erreicht einen weiteren Höhepunkt: Im 2. Moskauer Prozess werden unter anderem Georgi Pjatakow, Nikolai Muralow und Leonid Serebrjakow zum Tode verurteilt und am 1. Februar erschossen. Karl Radek und Grigori Sokolnikow kommen vorerst mit Gefängnisstrafen davon (beide werden dort ermordet)
- 11. Juni: In Moskau wird der stellvertretende Volkskommissar für Verteidigung und Marschall der Sowjetunion Michail Nikolajewitsch Tuchatschewski in einem geheimen Militärgerichtsprozess zum Tode verurteilt und am nächsten Tag hingerichtet. Im gleichen Prozess werden sieben weitere hohe Offiziere der Roten Armee verurteilt, die damit faktisch „enthauptet“ wird.
- 25. Juli: Der NKWD-Befehl Nr. 00439 („Über die Operation zur Ergreifung von Repressivmaßnahmen an deutschen Staatsangehörigen, die der Spionage gegen die UdSSR verdächtig sind“) wird von Nikolai Jeschow unterzeichnet. Als dessen Folge werden in den nächsten Jahren über 40.000 deutschstämmige Mitarbeiter von sowjetischen Rüstungs- und Transportbetrieben zum Tode verurteilt.
- 30. Juli: Der NKWD-Befehl Nr. 00447 („Über die Operation zur Repressierung ehemaliger Kulaken, Straftäter und anderer antisowjetischer Elemente“) wird von Nikolai Jeschow unterzeichnet. Allein in den nächsten zwei Jahren werden in der Sowjetunion über 387.000 Menschen zum Tode verurteilt und hingerichtet, 380.000 werden in Straflagern inhaftiert.
- 11. August: Der NKWD-Befehl Nr. 00485 („Über die Liquidierung polnischer Sabotage- und Spionage-Gruppen und Organisationen der POW [Polnische Militär-Organisation]“) wird von Nikolai Jeschow unterzeichnet: Mehr als 100.000 Menschen polnischer Herkunft werden in den nächsten beiden Jahren im Zuge der sogenannten „Polnischen Operation“ verurteilt und hingerichtet.
- 21. August: China und die UdSSR schließen (in Nanking) einen Nicht-Angriffspakt.
- Oktober: Nahezu die gesamte koreanische Minderheit in der Sowjetunion, die sogenannten Korjo-Saram, wird aus dem Russischen Fernen Osten nach Zentralasien deportiert, um sie dem japanischen Einfluss fernzuhalten. Dabei handelte es sich um eine der ersten vollständigen Deportationen eines Volkes in der Sowjetunion überhaupt (Näheres z. B. hier)

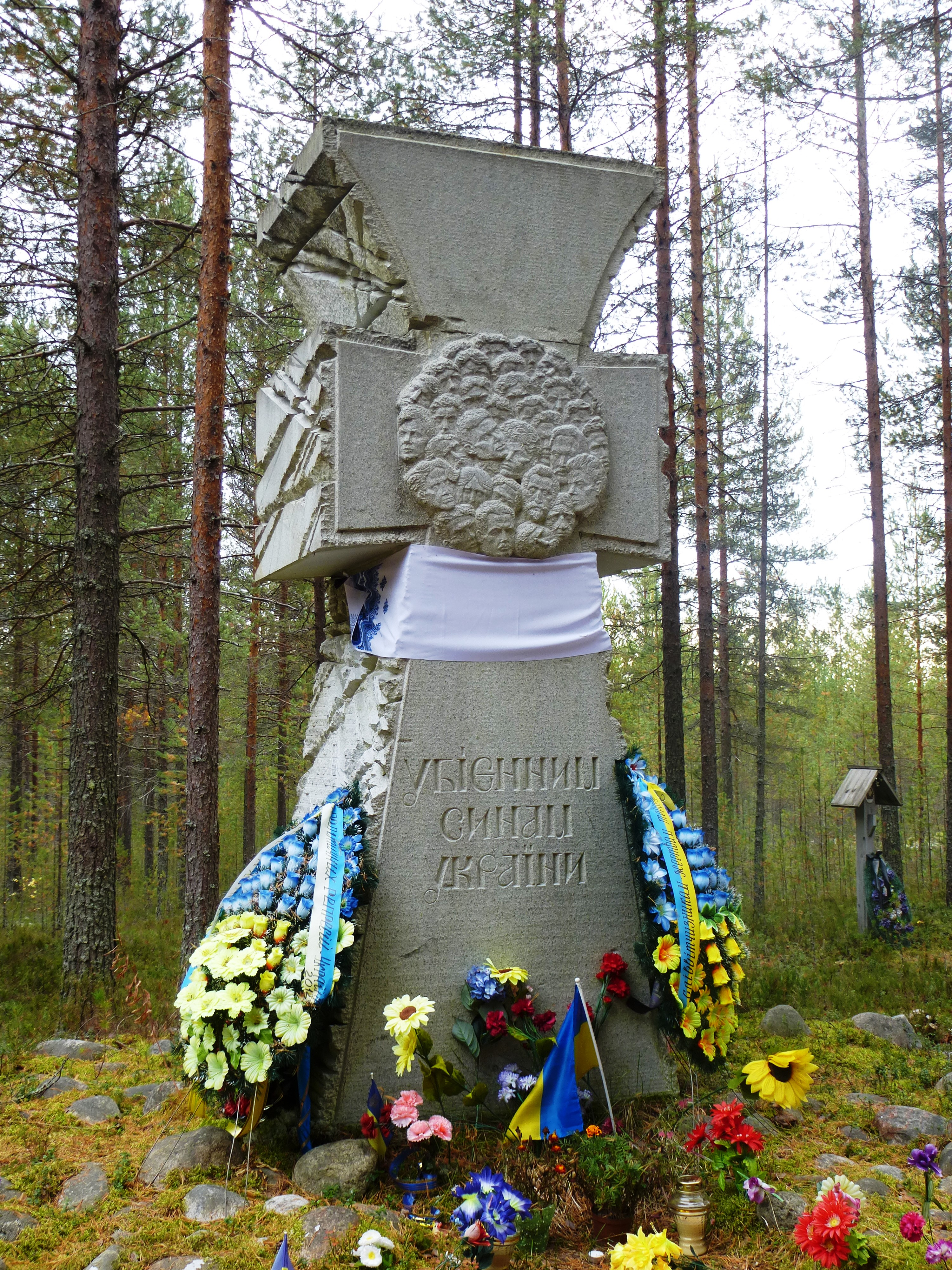
Sandarmoch, Denkmal für die hier erschossenen Ukrainer

- 3. November: Im Sandarmoch werden 265 Gefangene des Solovetsky-Spezialgefängnisses anlässlich des 20. Jahrestages der Oktoberrevolution erschossen. Darunter sind Petro Demtschuk, Hryhorij Epik, Pawlo Fylypowytsch, Myroslaw Irtschan, Mykola Kulisch, Les Kurbas, Mychajlo Losynskyj, Walerjan Pidmohylnyj, Walerjan Polischtschuk, Stepan Rudnyzkyj, Mykola Serow, Alexei Wangenheim und Marko Woronyj und viele andere Vertreter der ukrainischen Intelligenz der sogenannten hingerichteten Wiedergeburt.

#### Großbritannien
- 8. März: Der ehemalige König Edward VIII. erhält nach seiner Abdankung im Vorjahr den Titel Duke of Windsor verliehen. Er ist der einzige, der diesen Titel tragen wird. Nach seinem Tod erlischt der Titel.
- 12. Mai: In der Westminster Abbey zu London wird Georg VI. zum neuen König gekrönt.
- 27. Mai: Arthur Neville Chamberlain wird neuer britischer Premierminister.

#### Irland

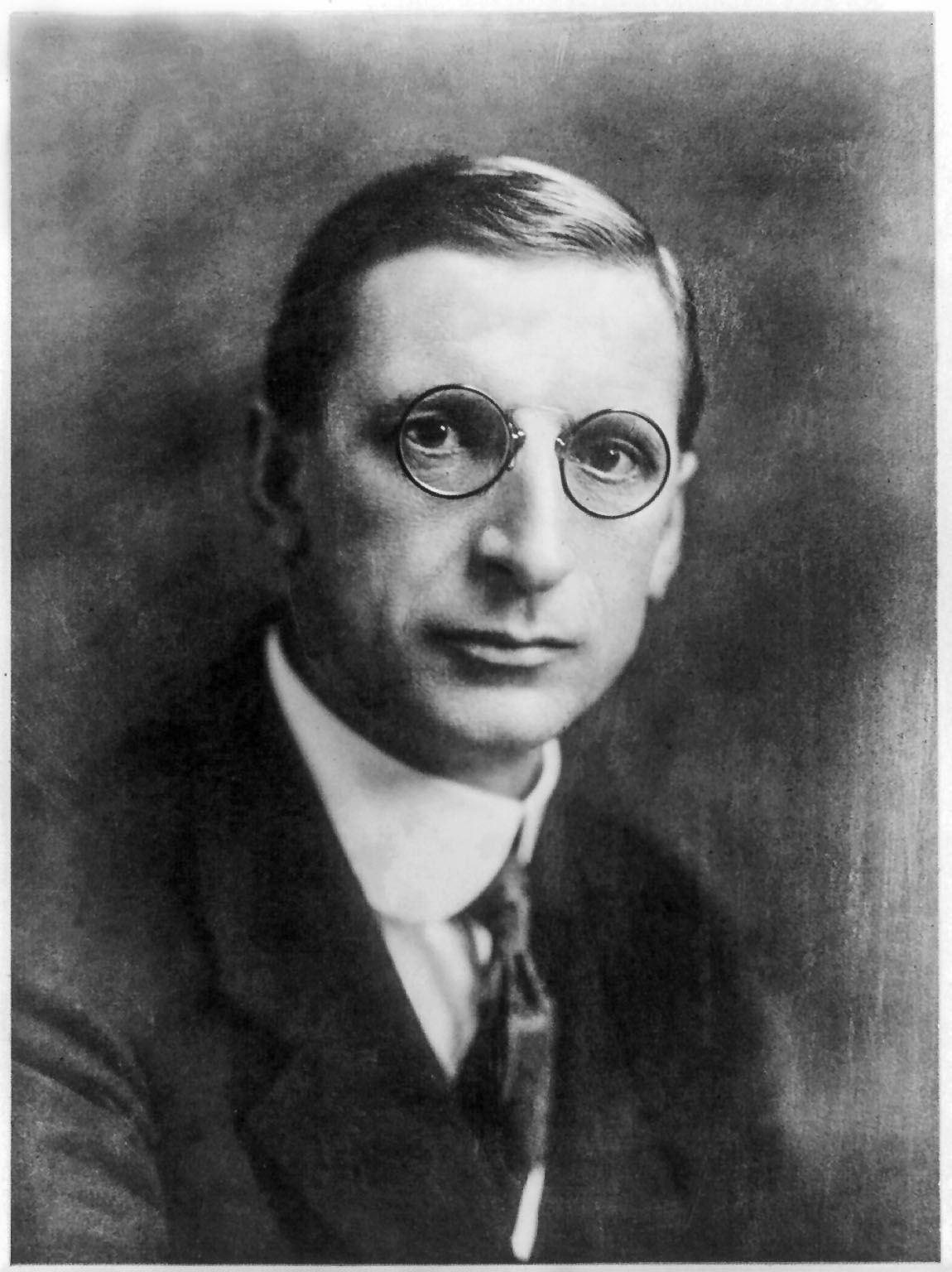
Éamon de Valera, der geistige Vater der Verfassung

- 1. Juli: Die Stimmberechtigten Irlands nehmen in einer Volksabstimmung die von Éamon de Valera ausgearbeitete neue Verfassung von Irland an Stelle der seit 1922 gültigen Verfassung des Irischen Freistaates an.
- 29. Dezember: Die irische Verfassung tritt in Kraft. Aus dem Irischen Freistaat wird Irland bzw. Eire.

#### Italien
- 6. November: Italien tritt dem Antikominternpakt von Deutschland und Japan bei.
- 11. Dezember: Italien tritt aus dem Völkerbund aus.

#### Weitere Ereignisse in Europa
- 1. Januar: Giuseppe Motta wird zum fünften Mal Bundespräsident der Schweiz.
- 3. Februar: In der Schweiz konstituiert sich die überparteiliche Richtlinienbewegung für den wirtschaftlichen Wiederaufbau und die Sicherung der Demokratie.
- 13. Mai: In der zu diesem Zeitpunkt polnischen Stadt Breść nad Bugiem werden beim Pogrom von Brest 50 Juden verletzt und hunderte jüdischer Geschäfte demoliert und teilweise geplündert.

#### Türkei/Naher Osten
- 5. Februar: In der Türkischen Republik erhalten die sechs Prinzipien des Kemalismus, darunter der Laizismus, Verfassungsrang.

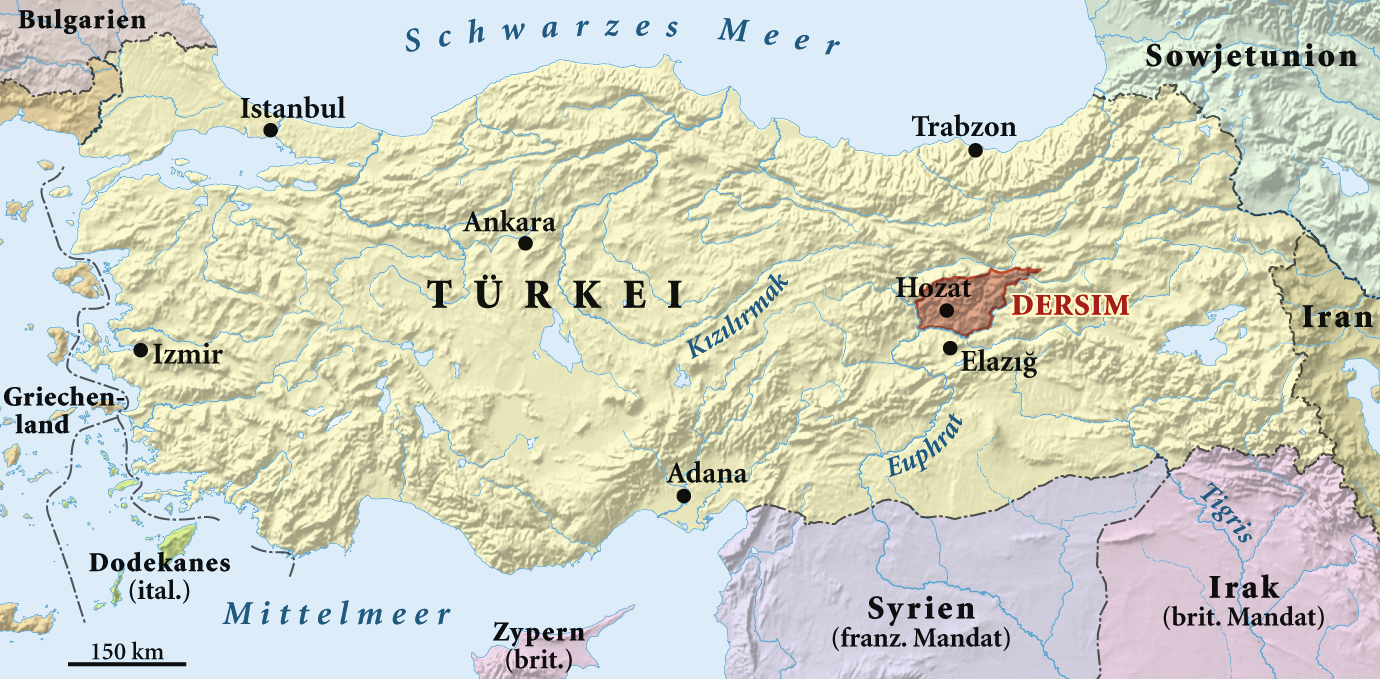
Provinz Dersim 1937

- 21. März: Der Dersim-Aufstand in der Türkei beginnt.
- 1. April: Aden (heute zu Jemen) und Burma (heute Myanmar), die bisher Teile der britischen Kolonie Britisch-Indien waren, werden nun als eigenständige britische Kolonien geführt.
- 26. Mai: Das Königreich Ägypten wird in den Völkerbund aufgenommen.
- 7. Juli: Die sogenannte Peel-Kommission der Briten, die vorangegangene Palästinenseraufstände untersuchen sollte, veröffentlicht einen Plan zur Aufteilung von Palästina zwischen Briten, Juden und Palästinensern.
- 8. Juli: Saadabad-Abkommen zwischen der Türkei, dem Irak, dem Iran und Afghanistan, in dem auch ein koordiniertes Vorgehen bei der Bekämpfung der Kurden vereinbart wird.

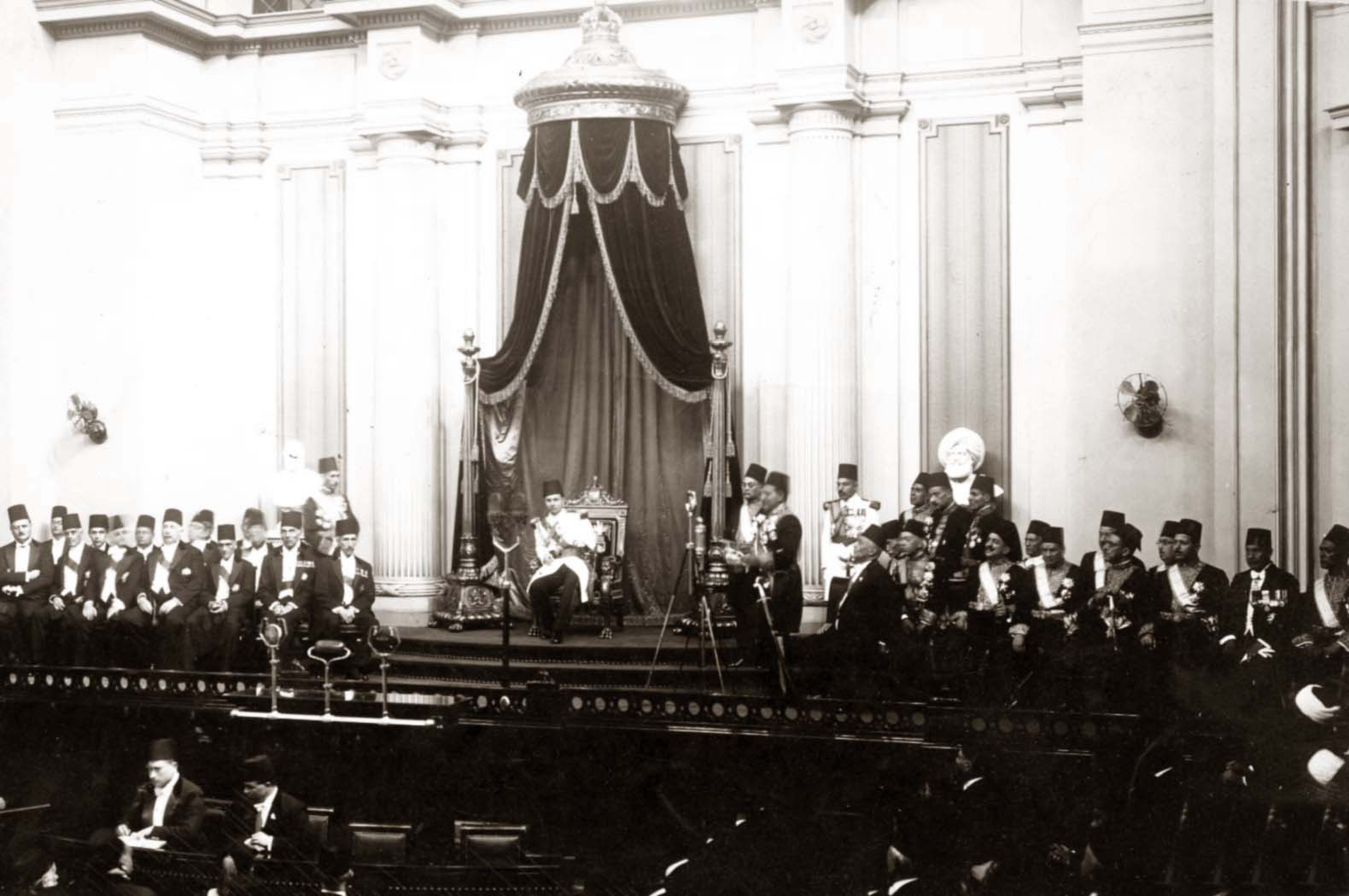
König Faruq im ägyptischen Parlament

- 29. Juli: Faruq wird zum zweiten König von Ägypten gekrönt. Danach hält der 16-jährige Monarch eine öffentliche Radioansprache an die Nation. Es ist das erste Mal, dass ein Herrscher von Ägypten während seiner Inthronisierung direkt zu seinem Volk spricht. Der junge Monarch setzt ein umfassendes wirtschaftliches Reformprogramm durch und gerät wegen seiner säkularen und laizistischen Einstellung in Konflikt mit der islamischen Geistlichkeit, was zu einem Erstarken der Muslimbruderschaft führt.
- 17. November: Der Anführer des Dersim-Aufstandes, Said Rıza, wird mit seinen sechs Genossen aus Dersim in Elazig (Mazra) hingerichtet (Türkei-Kurdistan).

#### China/Japan
- 1. Januar: In der Republik China wird General Zhang Xueliang wegen angeblicher Anstiftung zum Aufstand in der Provinz Xi’an (Zwischenfall von Xi’an) von einem Militärgericht zu vier Jahren Gefängnis verurteilt.
- 7. Juli: Der „Zwischenfall an der Marco-Polo-Brücke“ in Peking – eine von Japan provozierte Schießerei zwischen chinesischen und japanischen Soldaten – löst den Zweiten Japanisch-Chinesischen Krieg aus.
- 25. bis 31. Juli: Die Schlacht um Peking-Tianjin endet mit der Eroberung der beiden Städte Peking und Tianjin durch japanische Truppen. Die Chinesen ziehen sich nach Chahar zurück.

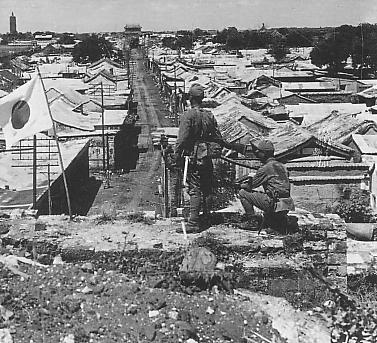
Japanische Soldaten auf den Mauern von Tongzhou am 30. Juli

- 29. Juli: Beim Tongzhou-Zwischenfall während der Schlacht um Peking-Tianjin greifen Soldaten der chinesischen Ost-Hebei-Armee ihre japanischen Ausbilder und mit den Japanern kollaborierende chinesische Offiziere an. Der Distriktkommissar von Hebei wird festgenommen. Erst japanische Verstärkung kann den Aufstand niederschlagen und den Kommissar befreien.
- August: Die japanische Armee ist gemeinsam mit ihren mongolischen Verbündeten in der Chahar-Operation siegreich.

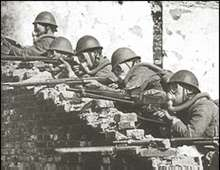
Häuserkampf in Shanghai, August 1937

- 13. August: Die Schlacht um Shanghai beginnt. Sie dauert bis zum 9. November.
- 21. August: China und die UdSSR schließen einen Nicht-Angriffspakt ab.
- 1. September bis 9. November: Die Japaner siegen in der Schlacht um Taiyuan und beenden mit der Einnahme der Stadt den chinesischen Hauptwiderstand in Nordchina. Die chinesischen Truppen verlegen sich in der Folge auf Guerilla-Aktionen in der Region.
- 10. September: Kuomintang und die Kommunistische Partei Chinas bilden gegen die japanische Aggression die Zweite Einheitsfront: Mao Zedong leistet mit seiner roten Armee General Chiang Kai-shek einen Treueeid. Seine Truppen werden zur 8. chinesischen Armee.

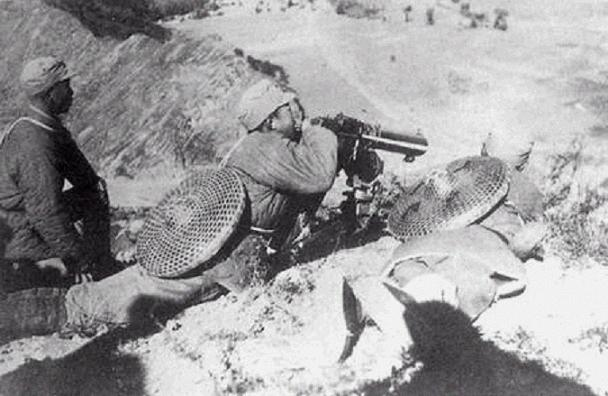
Chinesische Einheiten am Pingxingguan-Pass

- 24./25. September: Die 8. chinesische Armee besiegt japanische Truppen in der Schlacht von Pingxingguan, ein Sieg der vor allem moralische Bedeutung für die chinesischen Truppen hat.
- 26. Oktober bis 1. November: Die chinesischen Verteidiger müssen sich nach dem vergeblichen Versuch einer Verteidigung des Sihang-Warenhauses in Shanghai zurückziehen.
- 9. November: Japanische Truppen kämpfen den letzten Widerstand in Shanghai nieder und erobern die Stadt vollständig.
- 9. Dezember: Japanische Truppen beginnen im Zweiten Japanisch-Chinesischen Krieg mit der Belagerung von Nanking.
- 11. Dezember: Auf dem Jangtsekiang wird das amerikanische Kanonenboot Panay, das Amerikaner aus Nanjing (Nanking) evakuiert und drei US-Öltanker im Geleit hatte, von japanischen Flugzeugen versenkt.

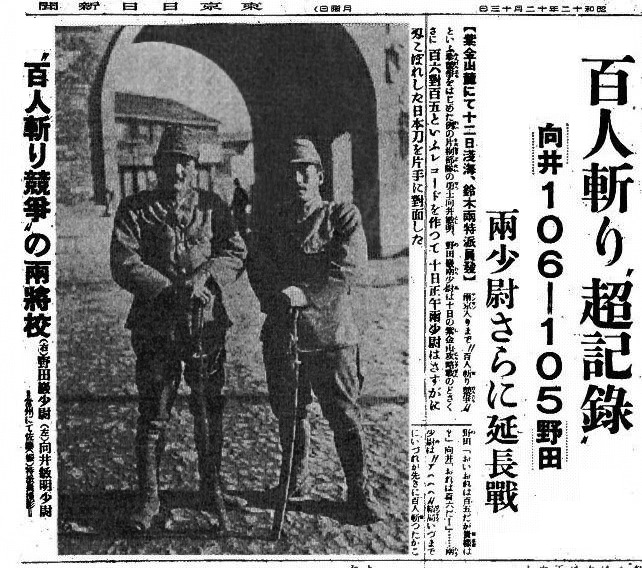
Zeitungsartikel über den Hyakunin-giri Kyōsō

- 13. Dezember (bis 7. Februar 1938): Japanische Besatzer begehen das „Massaker von Nanking“. Dabei kommt es auch zum Hyakunin-giri Kyōsō, dem Wettstreit zweier japanischer Offiziere, wer zuerst 100 Menschen mit dem Schwert töten kann.

#### Lateinamerika
- 1. Januar: Anastasio Somoza García wird Präsident von Nicaragua.
- 13. Juli: Der bolivianische Staatschef José David Toro Ruilova wird von seinem Generalstabschef Germán Busch Becerra gestürzt.
- 2. Oktober: In der Dominikanischen Republik beginnt, vermutlich angestachelt durch den Diktator Rafael Trujillo, das etwa zweiwöchige Petersilienmassaker. Mehr als 20.000, überwiegend dunkelhäutige, aus dem benachbarten Haiti stammende Menschen werden getötet, wenn sie das Wort perejil (Petersilie) nicht richtig aussprechen können und somit als Fremde betrachtet werden.

#### Vereinigte Staaten von Amerika
- 20. Januar: Franklin D. Roosevelt tritt seine zweite Amtszeit als Präsident der Vereinigten Staaten von Amerika an. Es ist die erste Vereidigung, die an einem 20. Januar stattfindet. In seiner zweiten Amtszeit konzentriert er sich mehr darauf, die bisherigen Reformen des New Deal zu verstetigen und zu festigen, und weniger auf die Entwicklung und Ergänzung neuer Programme. Das Kabinett Franklin D. Roosevelt bleibt weitgehend unverändert.
- 29. März: Mit dem White Monday beginnt eine substantielle Änderung der Rechtsprechung des Supreme Courts, der bislang – angeführt von den sogenannten Four Horsemen of the Supreme Court Pierce Butler, James C. McReynolds, George Sutherland und Willis Van Devanter – zahlreiche bedeutende Gesetze des New Deal für verfassungswidrig erklärt hat. Richter Owen Roberts stimmt als „Zünglein an der Waage“ ab nun häufiger mit dem progressiven Flügel des Gerichtshofs.
- 21. April: In der US-amerikanischen Kolonie Puerto Rico kommt es bei einer genehmigten Demonstration von Nationalisten zum sogenannten Massaker von Ponce. 21 Demonstranten werden von der Polizei getötet, 200 verletzt.

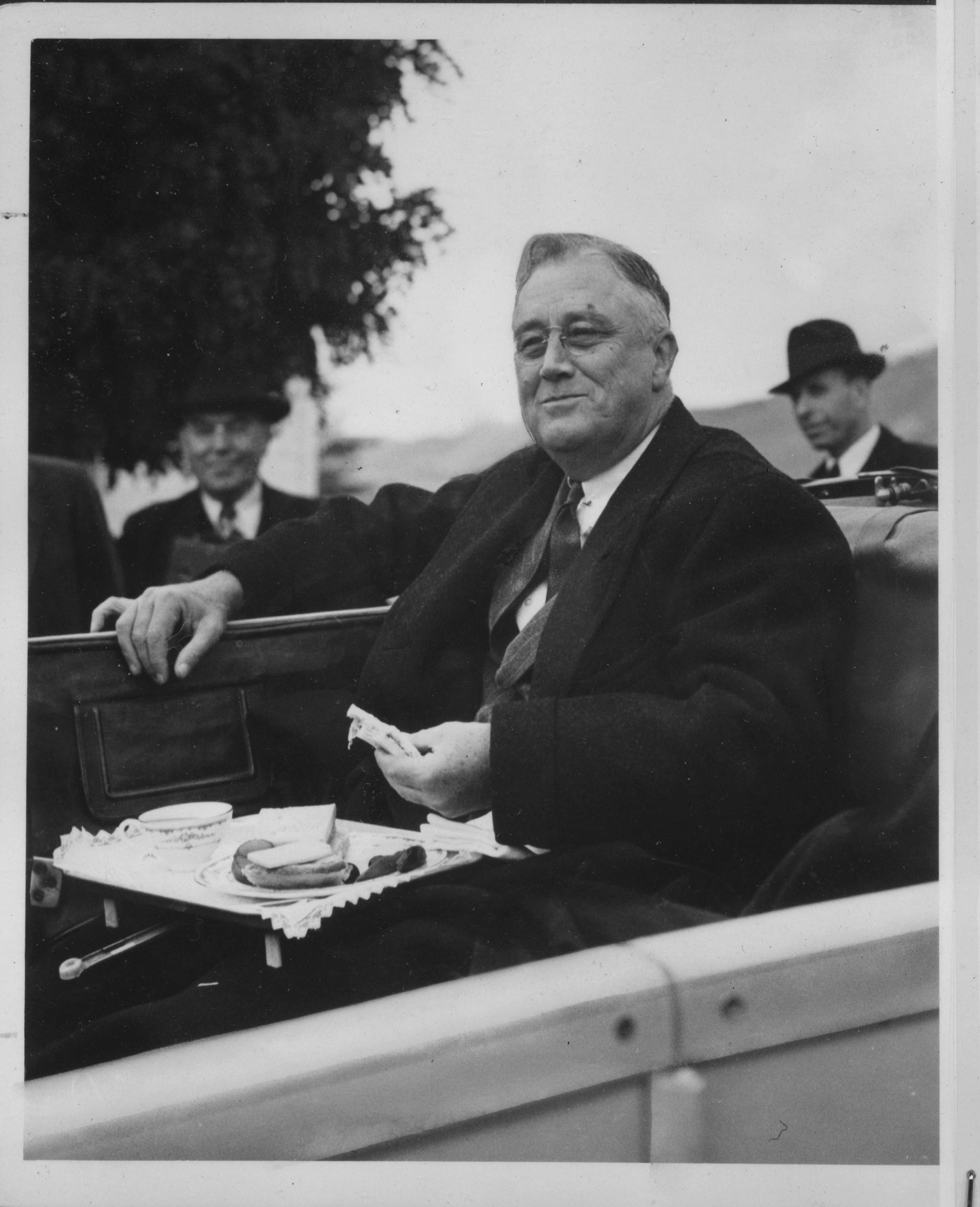
Roosevelt während einer Fahrt durch Washington im Oktober 1937

- 5. Oktober: US-Präsident Franklin D. Roosevelt hält in Chicago seine „Quarantäne-Rede“, die sich gegen Deutschland, Italien und Japan richtet. Roosevelt schlägt vor, Staaten mit expansiver Außenpolitik unter „Quarantäne“ zu stellen, sich gegen sie zu stellen und sie so einzudämmen.

#### Afrika
- 22. November: In Nigeria wird der West African Pilot gegründet, Nigerias erste populärjournalistische Zeitung. Sie tritt vehement für die Unabhängigkeit Nigerias ein und wird vom späteren Staatspräsidenten Nigerias Nnamdi Azikiwe geleitet.

### Wirtschaft
- 10. Februar: Die Reichsbank und die Deutsche Reichsbahn werden gesetzlich der nationalsozialistischen Reichsregierung unmittelbar unterstellt.
- März: Deutschland, Großbritannien, die Niederlande, Polen und Belgien schließen das Abkommen über die Internationale Kokskonvention.
- 4. Mai: Die Heinkel-Werke Oranienburg, ein bedeutender Rüstungsbetrieb im Bereich des Flugzeugbaus, werden eingeweiht.
- 5. Mai: In Hamburg läuft bei Blohm & Voss das Kdf-Kreuzfahrtschiff Wilhelm Gustloff vom Stapel.
- 25. Mai: In Paris wird eine Weltfachausstellung unter dem Motto Arts et Techniques dans la Vie moderne eröffnet. Der französische Staatspräsident Albert Lebrun weiht hierbei das Palais de Tokyo ein, das inzwischen ein Zentrum für zeitgenössische Kunst beherbergt.
- 28. Mai: Mit einem Stammkapital von 480.000 Reichsmark wird in Berlin die Gesellschaft zur Vorbereitung des Deutschen Volkswagens mbH, der Vorläufer der Volkswagen AG gegründet
- 30. Juni: Die Bank von Frankreich verlässt den Goldstandard.

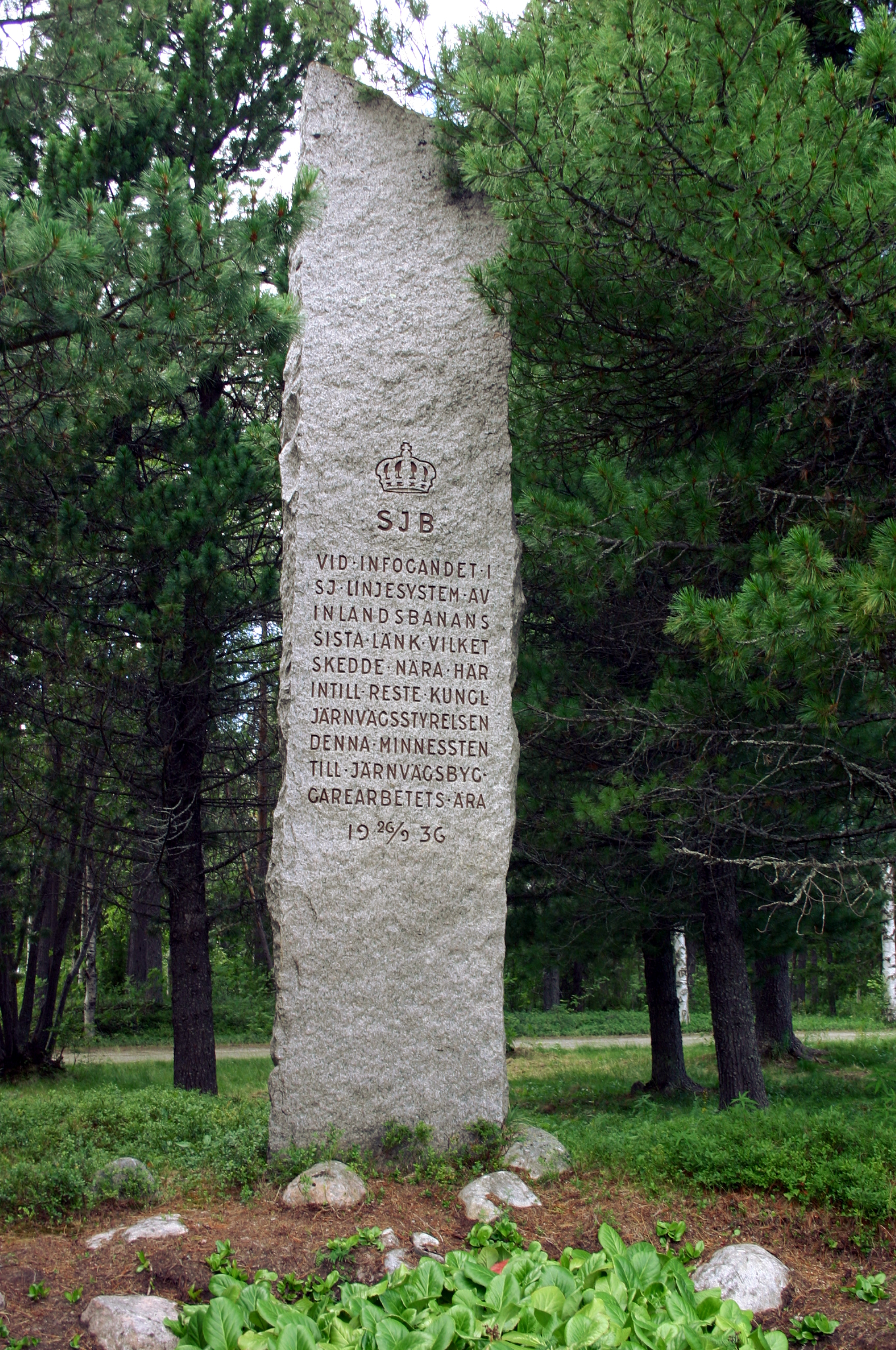
Gedenkstein an die Eröffnung der Inlandsbahn in Kåbdalis

- 6. August: Die im Vorjahr vollendete Gesamtstrecke der 1288 Kilometer langen schwedischen Inlandsbahn wird von Kronprinz Gustav Adolf feierlich eingeweiht.
- 28. August: Die im Aufbau befindliche Automobilsparte des japanischen Webmaschinenproduzenten Toyoda Automatic Loom Works, Ltd. wird als Toyota Motor Corporation zu einem eigenständigen Unternehmen.
- 31. August: Geschichte der Eisenbahn in Frankreich: Die französische nationale Eisenbahngesellschaft Société nationale des chemins de fer français wird gegründet, in der vier private und zwei staatliche Eisenbahngesellschaften aufgehen. Der Vertrag tritt am 1. Januar 1938 in Kraft.
- 17. September: In Wien brennt die Rotunde, das zentrale Gebäude der Weltausstellung 1873, nieder.
- 31. Oktober bis 31. Dezember: Die New York, Westchester and Boston Railway stellt ihren Betrieb auf richterliche Anordnung ein.
- Die Schmalbach-Werke bringen die erste Getränkedose auf den deutschen Markt.
- Das dänische Medizintechnik-Unternehmen Ambu wird gegründet.
- Während des New Deal unter Franklin D. Roosevelt wird in den Vereinigten Staaten die Farm Security Administration zur Unterstützung der Kleinbauern gegründet.

### Wissenschaft und Technik

#### Archäologie
- Bei Dittenheim wird ein frühmittelalterliches Gräberfeld aus dem 6. bis 8. Jahrhundert gefunden; es umfasst 250 Einzelgräber, darunter einige Brandgräber sowie 3 Pferdebestattungen.[1]

#### Astronomie
- Der deutsche Astronom Karl Wilhelm Reinmuth entdeckt in diesem Jahr zahlreiche Asteroiden, darunter am 8. Januar (1409) Isko, (1410) Margret und (1411) Brauna sowie am 11. Oktober (1438) Wendeline, (1439) Vogtia und (1440) Rostia.
- 9. Januar: Der finnische Astronom Yrjö Väisälä entdeckt den Asteroiden (1424) Sundmania.
- Der französische Astronom Louis Boyer entdeckt von Algier aus mehrere Asteroiden: (1412) Lagrula (19. Januar), (1413) Roucarie (12. Februar), (1414) Jérôme (12. Februar), (1415) Malautra (4. März) und (1416) Renauxa (4. März).
- 1. April: Die französische Astronomin Marguerite Laugier entdeckt den Asteroiden (1426) Riviera.
- 2. April: Yrjö Väisälä entdeckt den Asteroiden (1549) Mikko.
- 3. April: Der finnische Astronom Kustaa Aadolf Inkeri entdeckt den Asteroiden (1425) Tuorla.
- 16. Mai: Der südafrikanische Astronom Cyril V. Jackson entdeckt den Asteroiden (1427) Ruvuma.
- 2. Juli: Cyril V. Jackson entdeckt den Asteroiden (1456) Saldanha.
- 5. Juli: Cyril V. Jackson entdeckt den Asteroiden (1428) Mombasa.
- 11. Oktober: Der Russe Grigori Nikolajewitsch Neuimin entdeckt den Asteroiden (3036) Krat.
- 28. Oktober: Der Asteroid (69230) Hermes wird beim Vorbeiflug in nur 1,5-facher Monddistanz von dem Astronomen Karl Wilhelm Reinmuth entdeckt.
- 24. November: Yrjö Väisälä entdeckt den Asteroiden (1460) Haltia.
- 30. Dezember: Marguerite Laugier entdeckt den Asteroiden (1461) Jean-Jacques.
- Harlow Shapley entdeckt die Sculptor-Zwerggalaxie.

#### Luftfahrt
- 17. März: Mit einem Flug von Oakland, Kalifornien, nach Honolulu beginnt Amelia Earhart mit einer Lockheed Electra gemeinsam mit drei weiteren Besatzungsmitgliedern den Versuch einer Weltumrundung. Nach einem Startunfall in Pearl Harbor muss dieser Versuch allerdings abgebrochen werden.

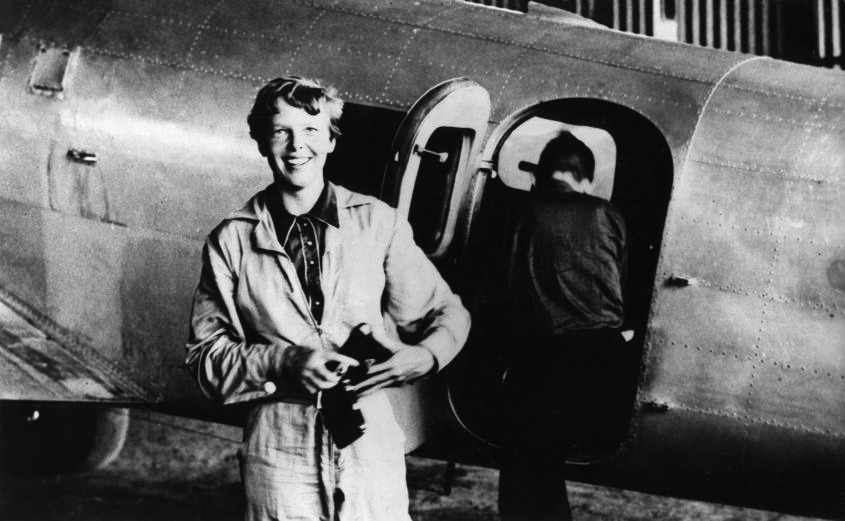
Amelia Earhart im Juni 1937 vor ihrer Lockheed Electra

- Nach einem Flug von Oakland nach Miami gibt Amelia Earhart einen weiteren Versuch einer Weltumrundung bekannt und startet am 1. Juni mit ihrem Navigator Fred Noonan von Miami in Richtung Brasilien. Nach Zwischenlandungen in Brasilien, Westafrika, Kalkutta und Rangun kommt sie am 29. Juni, nachdem sie rund drei Viertel der Strecke zurückgelegt hat, in Lae in Neuguinea an, und startet von dort aus am 2. Juli, um das letzte Stück – den Pazifik – hinter sich zu bringen. Sie fliegt die Howlandinsel an, wo sie einen letzten Zwischenstopp einlegen will, kommt dort jedoch nie an.
- 19. Juli: Die großräumige Suche nach der Lockheed Electra mit Amelia Earhart und Fred Noonan an Bord wird eingestellt. Zwei Jahre später werden die beiden offiziell für tot erklärt.

#### Mathematik / Informatik
- Der deutsche Bauingenieur Konrad Zuse stellt die Rechenmaschine Zuse Z1 fertig. Sie arbeitet als erstes frei programmierbares Rechenwerk mit binären Zahlen, ist jedoch wegen mechanischer Probleme unzuverlässig.

#### Medizin
- 5. August: Durch den National Cancer Institute Act wird in den Vereinigten Staaten das Krebsforschungszentrum National Cancer Institute ins Leben gerufen.
- Die später Methadon benannte Substanz wird von Max Bockmühl und Gustav Ehrhart, zwei Mitarbeitern der zum I.G.-Farben-Konzern gehörenden Hoechster Farbwerke, mit der Synthesenummer VA 10820 entwickelt.

#### Physik
- Der russische Physiker Pjotr Leonidowitsch Kapiza entdeckt die Suprafluidität bei Helium-4-Isotopen.

#### Geisteswissenschaften
- Die französischen Soziologen und Philosophen Georges Bataille, Michel Leiris und Roger Caillois schließen sich zum Collège de Sociologie zusammen. Ziel des Collège ist es, eine an der Durkheim-Schule und insbesondere an Marcel Mauss und Robert Hertz orientierte „Sakralsoziologie“ zu etablieren. Außerdem geht vor allem Bataille um die Etablierung neuer Mythen und Gemeinschaftsbildungen, die dem drohenden Faschismus Einhalt gebieten sollen.

#### Polarforschung
- 21. Mai: Ein Flugzeug setzt die von Iwan Dmitrijewitsch Papanin geleitete sowjetische Polarexpedition auf einer driftenden Eisscholle am Nordpol ab, die in den kommenden Monaten als erste Eisdriftstation dient. Projektverantwortlicher ist Otto Juljewitsch Schmidt. Da wahrscheinlich weder Robert Edwin Peary noch Frederick Cook den Nordpol tatsächlich erreicht haben, betreten bei dieser Gelegenheit vermutlich zum ersten Mal Menschen die Gegend am nördlichsten Punkt der Erde.
- Die 1934 begonnene British Graham Land Expedition wird abgeschlossen.

#### Bauwerke
- 28. April: Nach vierjähriger Bauzeit wird die Golden Gate Bridge bei San Francisco fertiggestellt. Die Eröffnungsfeierlichkeiten beginnen am 27. Mai und dauern eine Woche. Am 28. Mai wird die Brücke für den Straßenverkehr freigegeben, nachdem die Brücke am Vortag bereits zu Fuß überquert werden konnte.
- 15. Juli: In Russland wird der 128 km lange Moskau-Wolga-Kanal eröffnet.
- 9. September: Auf dem Reichsparteitagsgelände in Nürnberg legt Adolf Hitler den Grundstein für ein auf ein Fassungsvermögen von 400.000 Zuschauern ausgelegtes Deutsches Stadion. Die von Albert Speer entworfene hufeisenförmige Arena ist als „Größtes Stadion der Welt“ unter anderem für die Ausrichtung nationalsozialistischer Kampfspiele und der Olympischen Spiele vorgesehen, kommt jedoch nicht über das Ausheben der Baugrube hinaus. Unter anderem entsteht daraus der Silbersee.

#### Technische Rekorde
- 20. Juni: Die sowjetischen Flieger Tschkalow, Baidukow und Beljakow landen mit ihrer Tupolew ANT-25 nach einem non-stop-Flug von Moskau über den Nordpol in den USA.
- 25. Juni: Ewald Rohlfs erreicht mit seinem Hubschrauber Focke-Wulf Fw 61 2.339 m Höhe: Weltrekord.
- 14. September: Dem deutschen Physiker Joachim Küttner gelingt mit einem Segelflugzeug ohne Sauerstoff ein Wellenflug auf ca. 7.000 m, ein inoffizieller Höhenweltrekord. Küttner muss den Flug abbrechen, als er an der Schwelle zur Bewusstlosigkeit steht.
- 25. Oktober: Hanna Reitsch fliegt mit ihrem Hubschrauber Focke-Wulf Fw 61 108,9 km: Weltrekord.
- 30. Oktober: Auf einem Autobahnstück bei Frankfurt erreicht Bernd Rosemeyer mit einem Auto-Union-Rennwagen auf über einem Kilometer eine Geschwindigkeit von 440 km/h.
- 19. November: Mit seinem Thunderbolt erreicht der Engländer Captain George Eyston auf einem Salzsee in Utah mit über 500 km/h Spitzengeschwindigkeit einen neuen Geschwindigkeitsweltrekord für Automobile.

### Kultur

#### Bildende Kunst
- 25. Mai bis 25. November: In Paris findet die Weltfachausstellung 1937 statt. Es werden zahlreiche Goldmedaillen unter anderem in den Bereichen Architektur, Design, Film und Malerei vergeben.
- zw. 26. April und 25. Mai: Nach dem Luftangriff auf Gernika malt Pablo Picasso für die Weltausstellung in Paris das Gemälde Guernica.
- 18. Juli: In München wird das Haus der Deutschen Kunst eröffnet. Die darin gezeigte Große Deutsche Kunstausstellung ist als Verkaufsausstellung konzipiert.
- 19. Juli: Die nationalsozialistische Propagandaausstellung Entartete Kunst wird in München eröffnet. Sie dauert bis November und wird anschließend als Wanderausstellung in mehreren Städten gezeigt.
- In Düsseldorf findet die Reichsausstellung Schaffendes Volk statt. Darin werden neben „neuer deutscher Kunst“ auch „neues deutsches Wohnen“ und „neues deutsches Arbeiten“ vorgeführt. In Düsseldorf entsteht mit der Ausstellung ein völlig neuer Stadtteil
- Das Doerner Institut zur Betreuung der Bestände der Bayerischen Staatsgemäldesammlungen wird gegründet.

#### Film

Der Hund von Baskerville – Logo

- 12. Januar: In zwei Berliner Kinos startet der Film Der Hund von Baskerville von Carl Lamac nach dem gleichnamigen Roman von Sir Arthur Conan Doyle – es ist der erste deutsche Tonfilm um Sherlock Holmes.
- 17. Januar: Der Film Black Legion (Geheimbund Schwarze Legion) mit Humphrey Bogart in der Hauptrolle hat seine Uraufführung in New York.
- 19. Januar: Der Film Truxa von Hans H. Zerlett hat seine Uraufführung im Alhambra in Berlin. Der Film macht die Hauptdarstellerin La Jana auf einen Schlag in ganz Deutschland bekannt.
- 16. April: Die Westernkomödie Way Out West von Laurel und Hardy hat ihre Uraufführung in den Vereinigten Staaten. Stan Laurel und Oliver Hardy bezeichnen das Werk später als ihren Lieblingsfilm. Er erhält 1938 eine Oscar-Nominierung für die beste Filmmusik.
- 28. April: Benito Mussolini weiht in Rom die Filmstadt Cinecittà ein.
- 7. Mai: Das Tanzmusical Shall We Dance mit Ginger Rogers und Fred Astaire erscheint. Es ist der siebte gemeinsame Film der beiden. Regie führte Mark Sandrich, während die Musik vom Songschreiberduo George und Ira Gershwin beigesteuert wurde.
- 11. Mai: Der Abenteuerfilm Captains Courageous (Manuel) mit Freddie Bartholomew und Spencer Tracy nach einer Geschichte von Rudyard Kipling hat seine Uraufführung in den Vereinigten Staaten.
- 17. Mai: Allan Dwan beginnt mit den Dreharbeiten zum US-amerikanischen Spielfilm Heidi frei nach dem gleichnamigen Roman von Johanna Spyri mit Shirley Temple in der Titelrolle. Die Dreharbeiten sind im Juli beendet, die Uraufführung findet am 15. Oktober statt.
- 26. Mai: Der Boxfilm Kid Galahad mit Edward G. Robinson, Bette Davis und Wayne Morris in den Hauptrollen hat seine Uraufführung. Humphrey Bogart ist in einer Nebenrolle zu sehen.
- 27. August: Der Kriminalfilm Dead End nach dem gleichnamigen Roman von Sidney Kingsley mit Humphrey Bogart, Joel McCrea, und Sylvia Sidney in den Hauptrollen hat seine Uraufführung.

Logo Zu neuen Ufern

- 31. August: Hans Detlef Siercks Melodrama Zu neuen Ufern hat in Berlin seine Uraufführung. Er basiert auf dem gleichnamigen Roman von Lovis H. Lorenz und wurde im Studio Babelsberg in Berlin gedreht. Mit ihrem ersten deutschen Spielfilm gelingt der Hauptdarstellerin Zarah Leander der Durchbruch beim Publikum.
- 27. Oktober: Der in Mexiko-Stadt uraufgeführte La mujer de nadie von Adela Sequeyro mit Kameramann Alex Phillips ist der erste mexikanische Film, bei dem eine Frau Regie führt.
- 29. Oktober: Ernst Lubitschs Film Angel mit Marlene Dietrich hat seine Uraufführung.
- November: Alfred Hitchcocks Frühwerk Young and Innocent erscheint.

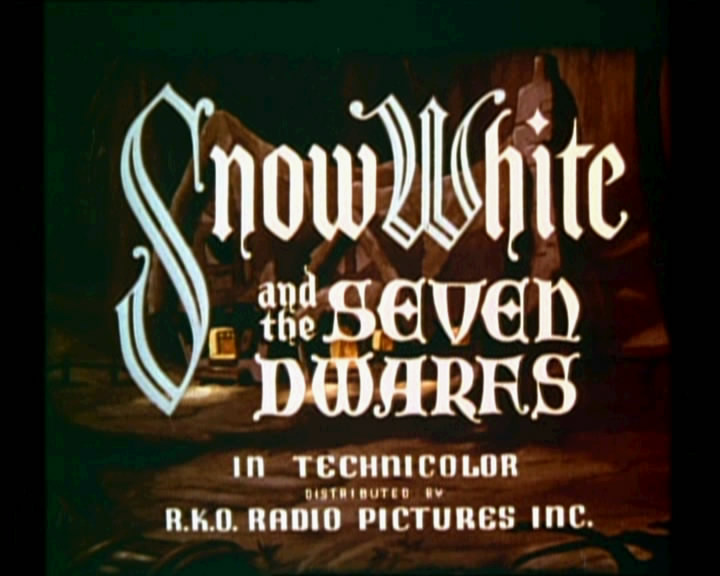
Snow White Screenshot

- 21. Dezember: Schneewittchen und die sieben Zwerge, der erste abendfüllende Zeichentrickfilm von Walt Disney, hat Premiere vor einem rein erwachsenen Publikum.
- Mit dem Film Think Fast, Mr. Moto (Mr. Moto und die Schmugglerbande) wird der Hauptdarsteller Peter Lorre einem breiteren Publikum bekannt. Noch im gleichen Jahr folgt ein weiterer Film der auf der Figur des von John Phillips Marquand kreierten japanischen Geheimagenten Mr. Moto basierenden Filmreihe Thank You, Mr. Moto (Mr. Moto und der China-Schatz).

#### Musik und Theater
- 20. März: In Baden-Baden wird im Rahmen des Musikfests der Internationalen Gesellschaft für Neue Musik das Ballett Die Kirmes von Delft von Sonja Korty (Choreografie und Libretto) nach der Musik von Hermann Reutter uraufgeführt.
- 1. April: Amelia al ballo, eine groteske Oper von Gian Carlo Menotti, wird an der Academy of Music in Philadelphia uraufgeführt.
- 2. April: Das Theaterstück Figaro lässt sich scheiden von Ödön von Horváth als Fortsetzung von Beaumarchais’ Komödie Der tolle Tag oder Figaros Hochzeit wird am Deutschen Theater in Prag uraufgeführt.

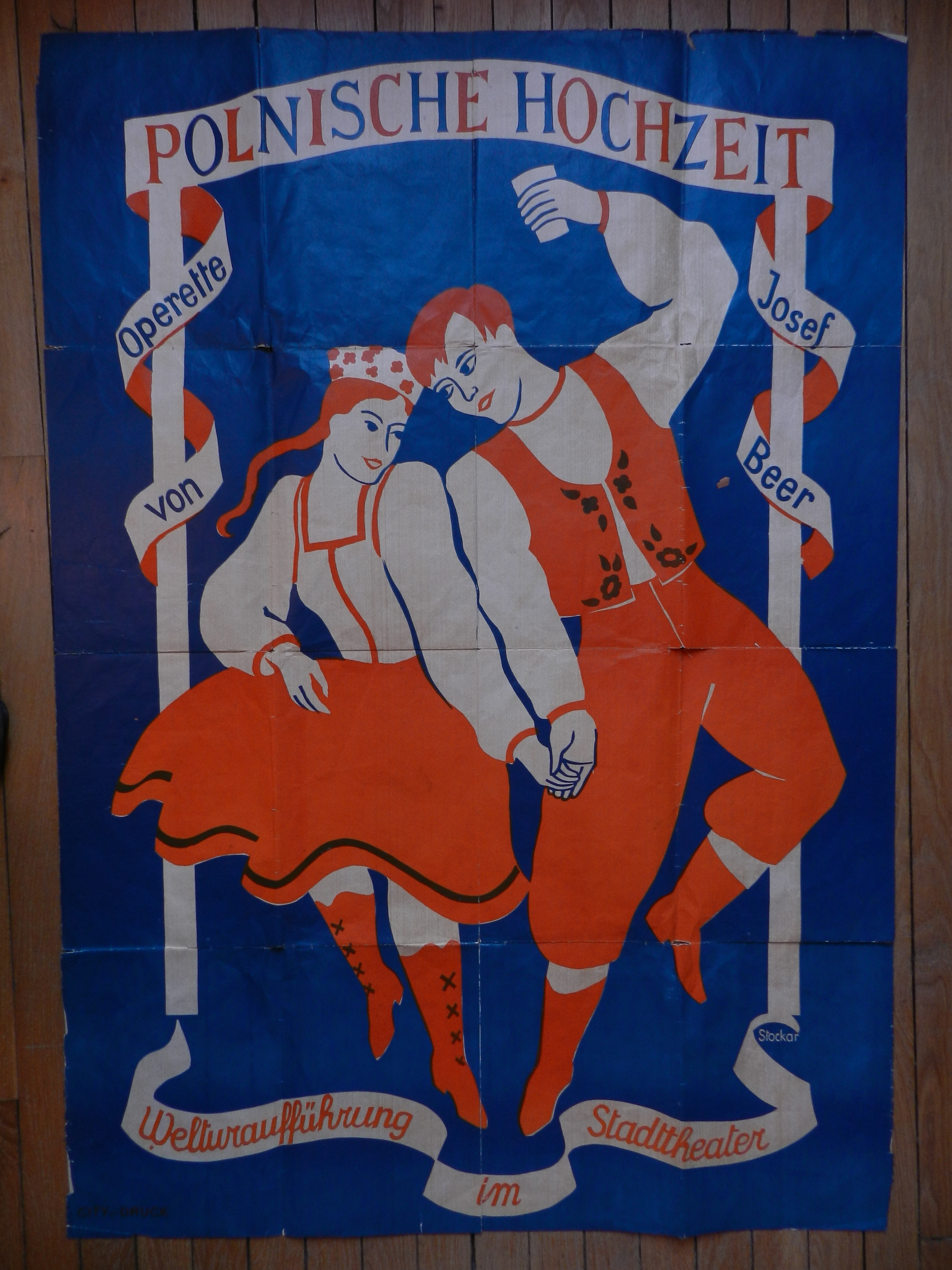
Plakat zur Uraufführung der Polnischen Hochzeit am Stadttheater Zürich

- 3. April: Die Uraufführung der Operette Polnische Hochzeit von Joseph Beer auf das Libretto von Fritz Löhner-Beda und Alfred Grünwald findet am Opernhaus Zürich statt. Die Kritik zeigt sich einhellig begeistert, das Werk wird zum Höhepunkt von Beers Karriere.
- 2. Juni: Die unvollendet gebliebene Oper Lulu des österreichischen Komponisten Alban Berg hat postum ihre Uraufführung am Opernhaus Zürich. Literarische Vorlage für das Werk sind die beiden Tragödien  Erdgeist und Die Büchse der Pandora von Frank Wedekind, deren Wortlaut der Komponist fast unverändert gelassen hat. Das Werk feiert auch als Fragment einen Erfolg.
- 8. Juni: Die szenische Kantate Carmina Burana von Carl Orff wird unter der musikalischen Leitung von Bertil Wetzelsberger und der Regie von Oskar Wälterlin mit Erfolg an der Oper in Frankfurt am Main uraufgeführt. Die mittellateinischen und mittelhochdeutschen Texte stammen aus den gleichnamigen mittelalterlichen Lied- und Dramentexten.

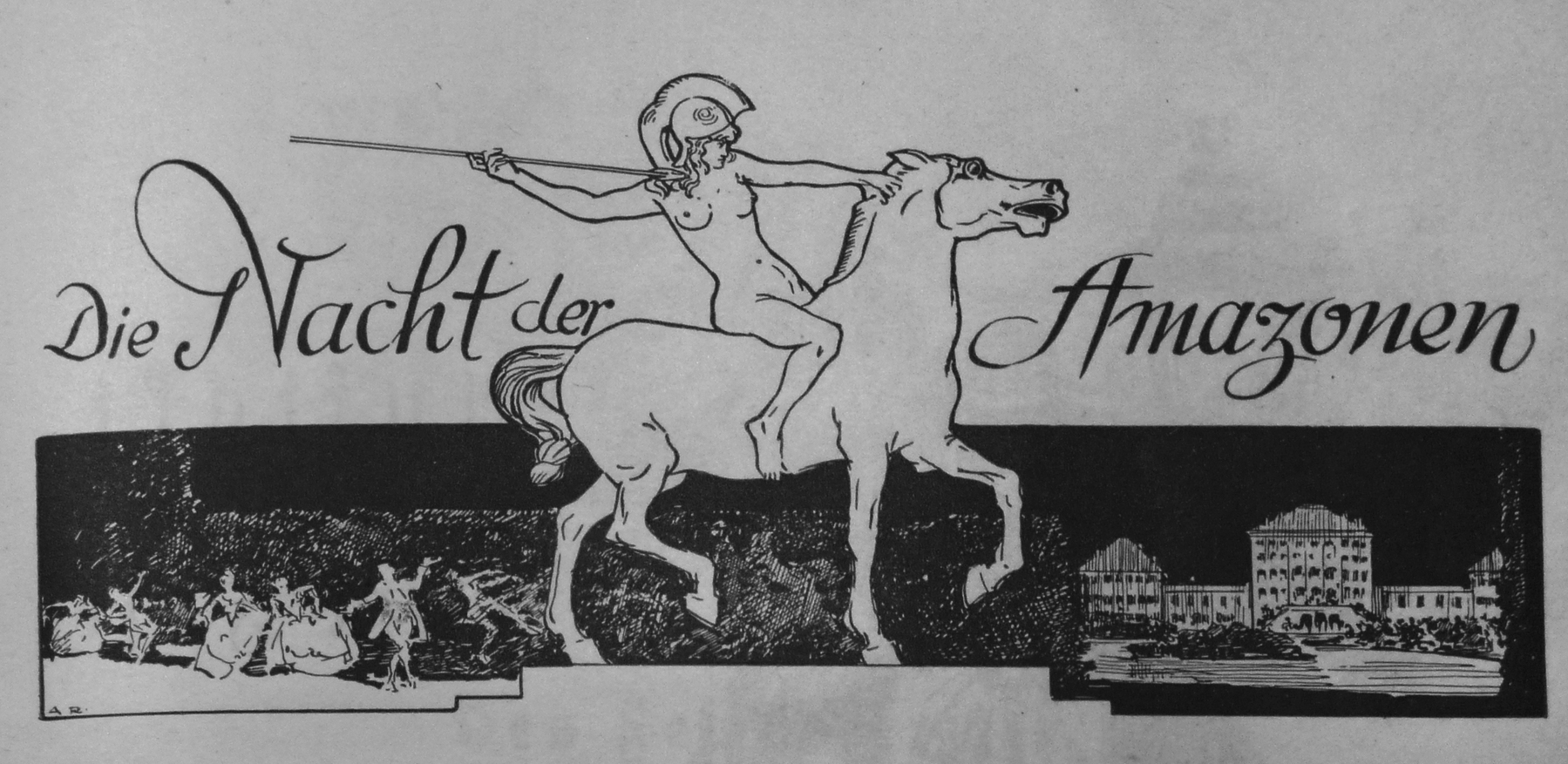
Ausschnitt aus dem Programm der Nacht der Amazonen 1937

- 31. Juli: Im nächtlich erleuchteten Park des Nymphenburger Schlosses findet die zweite Nacht der Amazonen statt.
- 3. September: In Wien wird die Operette Hofball in Schönbrunn von August Pepöck mit dem Libretto von Josef Wenter uraufgeführt. Die Gesangstexte steuerte Bruno Hardt-Warden bei.
- 24. September: Ödön von Horváths Lustspiel Ein Dorf ohne Männer wird in Prag uraufgeführt.
- 27. September: Im Metropol-Theater in Berlin erfolgt die Uraufführung der Maske in Blau von Fred Raymond mit dem Text von Günther Schwenn. Die Operette wird ein Dauererfolg, gleich mehrere Nummern daraus werden zu Evergreens.
- 3. Oktober: Die Uraufführung der Operette Monika von Nico Dostal findet in Stuttgart statt.
- 24. November: In Kassel findet die Uraufführung der Oper Tobias Wunderlich von Joseph Haas statt. Das Libretto schrieb Ludwig Strecker der Jüngere unter dem Pseudonym Ludwig Andersen. Als Vorlage diente ein Text des österreichischen Schriftstellers Hermann Heinz Ortner.
- 22. Dezember: Am Zentraltheater in Leipzig wird die Operette Balkanliebe von Rudolf Kattnigg uraufgeführt.
- Das Kalkbergstadion, eine Freilichtbühne im Zentrum von Bad Segeberg nach Plänen des Architekten Fritz Schaller, der Pläne des Garten- und Landschaftsgestalters Wilhelm Heintz von 1927 aufgriff, wird nach dreijähriger Bauzeit vom nationalsozialistischen Reichsarbeitsdienst fertiggestellt. Das Stadion erhält den Namen Feierstätte der Nordmark und wird im gleichen Jahr von Joseph Goebbels und mit der Aufführung des Stücks Die Schlacht der weißen Schiffe von Henrik Herse feierlich eröffnet. Es ist einer von vielen Thingplätzen, welche für das Thingspiel bzw. die Thingbewegung errichtet werden.

### Gesellschaft
- 7. Januar: In Den Haag heiraten der deutsche Adlige Bernhard zur Lippe-Biesterfeld und die niederländische Kronprinzessin Juliana von Oranien-Nassau.
- 24. Januar: Die Daytona Beach Bike Week findet erstmals statt.
- 3. Juni: Der Duke of Windsor, bis zu seiner Abdankung im Jahr zuvor der britische König Eduard VIII., heiratet die Amerikanerin Wallis Simpson.
- 16. Dezember: Die Häftlinge Theodore Cole und Ralph Roe unternehmen einen Fluchtversuch von der Gefängnisinsel Alcatraz. Ihr weiterer Verbleib ist ungewiss, vermutlich kommen sie in der Bucht von San Francisco ums Leben. Ihre Leichen werden allerdings nie gefunden, deswegen halten sich Gerüchte von einer gelungenen Flucht.
- 22. Dezember: Der Oberste Gerichtshof von Kanada bestätigt letztinstanzlich den zehnten Absatz des Testaments von Charles Vance Millar, der den Großteil dessen Vermögens der Frau aus Toronto versprach, die innerhalb von zehn Jahren die meisten Kinder zur Welt brachte. Der Absatz hatte das Große Storchenderby ausgelöst.

### Religion
- 12. April: Die orthodoxe Kirche Albaniens wird autokephal.
- 30. November: Krikor Bedros XV. Agagianian wird zum Armenisch-Katholischen Patriarchen von Kilikien gewählt. Er folgt dem am 26. Oktober verstorbenen „Gütigen Vater“ Avedis Bedros XIV. Arpiarian nach.

### Katastrophen

#### Flugzeugkatastrophen
- 6. Mai: Das Luftschiff LZ 129 Hindenburg geht in New Jersey/Lakehurst mit 97 Personen an Bord während der Landung in Flammen auf. Dabei kommen 36 Menschen ums Leben. Das Unglück läutet das vorläufige Ende der Verkehrsluftschifffahrt ein.
- 16. November: Flugunfall von Ostende – Aus Frankfurt am Main kommend, streift bei einer außerplanmäßigen Landung in Ostende ein Passagierflugzeug der Sabena vom Typ Junkers Ju 52/3m einen Fabrikschornstein. Beim Absturz kommen alle elf Insassen ums Leben, darunter fast die gesamte Familie des früheren Erbgroßherzogs Georg Donatus von Hessen und bei Rhein sowie der deutsche Segelflugpionier Arthur Martens.

#### Naturkatastrophen
- 31. Januar: Ein Jahrhunderthochwasser am Ohio River übersteigt meterhoch die Deiche in der Stadt Cairo (Illinois), fordert ca. 90 Menschenleben und richtete schwere Schäden an.
- 28. Mai: Ein gewaltiger Vulkanausbruch in Papua-Neuguinea zerstört Rabaul, die zu diesem Zeitpunkt größte Stadt der Insel, und kostet wohl über 400 Menschen das Leben.
- 2. September: Ein schwerer Taifun kostet in Hongkong und im umliegenden chinesischen Festland mehr als 10.000 Menschen das Leben und richtet schwere Schäden an.

#### Weitere Katastrophen
- 18. März: Eine Gasexplosion an der New London School in New London, Texas, tötet 295 Menschen, größtenteils Kinder.

Kleinere Unglücksfälle sind in den Unterartikeln von Katastrophe und in der Liste von Katastrophen aufgeführt.

### Natur und Umwelt

#### Nationalparks
- 13. April: Ein Teil der Sonora-Wüste im südlichen Arizona wird – benannt nach dem Orgelpfeifenkaktus – zum Organ Pipe Cactus National Monument erklärt.
- 14. Juni: Der Nationalpark Itatiaia wird als erster Nationalpark Brasiliens geschaffen.
- Der kanadische Prince-Edward-Island-Nationalpark wird gegründet.

#### Sonnenfinsternis
- 8. Juni: Über dem Pazifik und Teilen Südamerikas ist eine Sonnenfinsternis zu beobachten, die über sieben Minuten dauert.

#### Artensterben
- 27. September: Im Westen der indonesischen Insel Bali wird das letzte bekannte Exemplar des Balitigers erlegt.

### Sport
- 3. Januar: Der Favorit FC Schalke 04 verliert den Tschammerpokal 1936 mit 1:2 gegen den VfB Leipzig.
- 17. April: Im Hampden Park in Glasgow sehen sich 149.547 Besucher das Länderspiel Schottland gegen England an. Es ist die höchste Besucherzahl bei einem Fußballspiel vor dem Zweiten Weltkrieg.
- 16. Mai: Die „Breslau-Elf“ der deutschen Fußballnationalmannschaft fügt bei einem Freundschaftsspiel in Breslau der dänischen Mannschaft mit 8:0 die bisher höchste Niederlage zu.
- Juni: Die Deutsche Nanga-Parbat-Expedition 1937 endet wie schon die Deutsche Nanga-Parbat-Expedition 1934 in einer Katastrophe. Die Expedition wird am 15. Juni im Schlaf von einer Lawine verschüttet. Zehn Menschen kommen ums Leben.
- 20. Juni: Der FC Schalke 04 gewinnt mit einem 2:0 gegen den 1. FC Nürnberg die deutsche Meisterschaft.
- 30. Juni bis 25. Juli: Bei der Tour de France 1937 werden Fahrräder mit Kettenschaltung zugelassen.
- 11. Juli bis 12. September: Bei der 5. Austragung der Grand-Prix-Europameisterschaft wird der Deutsche Rudolf Caracciola zum zweiten Mal Grand-Prix-Europameister.
- 4. Dezember: Alexander Aljechin gewinnt durch den Wettkampfsieg gegen Max Euwe den Schachweltmeistertitel zurück.

### Nobelpreise
- 30. Januar: Als Reaktion auf die Vergabe des Friedensnobelpreises an Carl von Ossietzky im Vorjahr stiftet Adolf Hitler den Deutschen Nationalpreis für Kunst und Wissenschaft. Gleichzeitig wird allen Deutschen „für alle Zukunft“ untersagt, einen Nobelpreis anzunehmen. Die Entwürfe der Urkunden von Gerdy Troost wird am 7. Dezember vorgelegt. Die Verkündung der ersten Preisträger erfolgt bereits drei Monate früher, am 7. September. Es sind dies der Architekt Paul Ludwig Troost (posthum), Reichsleiter Alfred Rosenberg, der Asien- und Südpolarforscher Wilhelm Filchner und als geteilter Preis die Chirurgen August Bier und Ferdinand Sauerbruch.

| Preis                                   | Person                                                  | Land                   | Begründung für die Preisvergabe | Bild                                        |
| --------------------------------------- | ------------------------------------------------------- | ---------------------- | --- | ------------------------------------------- |
| Nobelpreis für Physik                   | Clinton Davisson (1881–1958)                            | Vereinigte Staaten     | „für ihre experimentelle Entdeckung der Beugung von Elektronen durch Kristalle“                                                                                         | Clinton Davisson                            |
| Nobelpreis für Physik                   | George Paget Thomson (1892–1975)                        | Vereinigtes Königreich | „für ihre experimentelle Entdeckung der Beugung von Elektronen durch Kristalle“                                                                                         | George Paget Thomson                        |
| Nobelpreis für Chemie                   | Walter Norman Haworth (1883–1950)                       | Vereinigtes Königreich | „für seine Forschungen über Kohlenhydrate und Vitamin C“ | Walter Norman Haworth                       |
| Nobelpreis für Chemie                   | Paul Karrer (1889–1971)                                 | Schweiz                | „für seine Forschungen über die Carotinoide und Flavine sowie über die Vitamine A und B2“                                                                               | Paul Karrer                                 |
| Nobelpreis für Physiologie oder Medizin | Albert von Szent-Györgyi Nagyrápolt (1893–1986)         | Ungarn                 | „für seine Entdeckungen auf dem Gebiet der biologischen Verbrennungsprozesse, besonders in Beziehung auf das Vitamin C und die Katalyse der Fumarsäure“                 | Albert von Szent-Györgyi Nagyrápolt         |
| Nobelpreis für Literatur                | Roger Martin du Gard (1881–1958)                        | Frankreich             | „für die künstlerische Kraft und Wahrheit, womit er in der Romanserie ‚Les Thibault‘ menschliche Gegensätze und wesentliche Seiten des gegenwärtigen Lebens darstellte“ | Roger Martin du Gard                        |
| Friedensnobelpreis                      | Robert Cecil, 1. Viscount Cecil of Chelwood (1864–1958) | Vereinigtes Königreich | Gründer und Präsident der Internationalen Friedenskampagne | Robert Cecil, 1. Viscount Cecil of Chelwood |

## Geboren

### Januar
- 01. Januar: Porter W. Anderson junior, US-amerikanischer Mikrobiologe
- 01. Januar: Petros Markaris, griechischer Schriftsteller
- 01. Januar: Osvaldo Piro, argentinischer Bandoneonist und Tangokomponist († 2025)
- 02. Januar: Åke Anders Andersson, schwedischer Eishockeyspieler († 1989)
- 02. Januar: Martin Lauer, deutscher Sportler und Schlagersänger († 2019)
- 02. Januar: Imerio Massignan, italienischer Radrennfahrer († 2024)
- 03. Januar: Gernot Böhme, deutscher Philosoph († 2022)
- 03. Januar: Zygmunt Konieczny, polnischer Komponist
- 03. Januar: Seppo Vainio, finnischer Eishockeyspieler († 2020)
- 04. Januar: Cosmas Michael Angkur, indonesischer Geistlicher, Bischof von Bogor († 2024)
- 04. Januar: Grace Bumbry, US-amerikanische Sängerin (Sopran und Mezzosopran) († 2023)
- 04. Januar: Dyan Cannon, US-amerikanische Schauspielerin
- 04. Januar: John Gorman, britischer Musiker
- 06. Januar: Luigi Arienti, italienischer Radrennfahrer († 2024)
- 06. Januar: Paolo Conte, italienischer Chansonsänger, Jazzmusiker und Komponist
- 06. Januar: Herbert Haag, deutscher Sportpädagoge († 2025)
- 06. Januar: Harri Holkeri, finnischer Politiker († 2011)
- 06. Januar: Doris Troy, US-amerikanische Soul-Sängerin († 2004)
- 07. Januar: Ali Soilih, komorischer Präsident († 1978)
- 08. Januar: Shirley Bassey, britische Sängerin Shirley Bassey, 2006

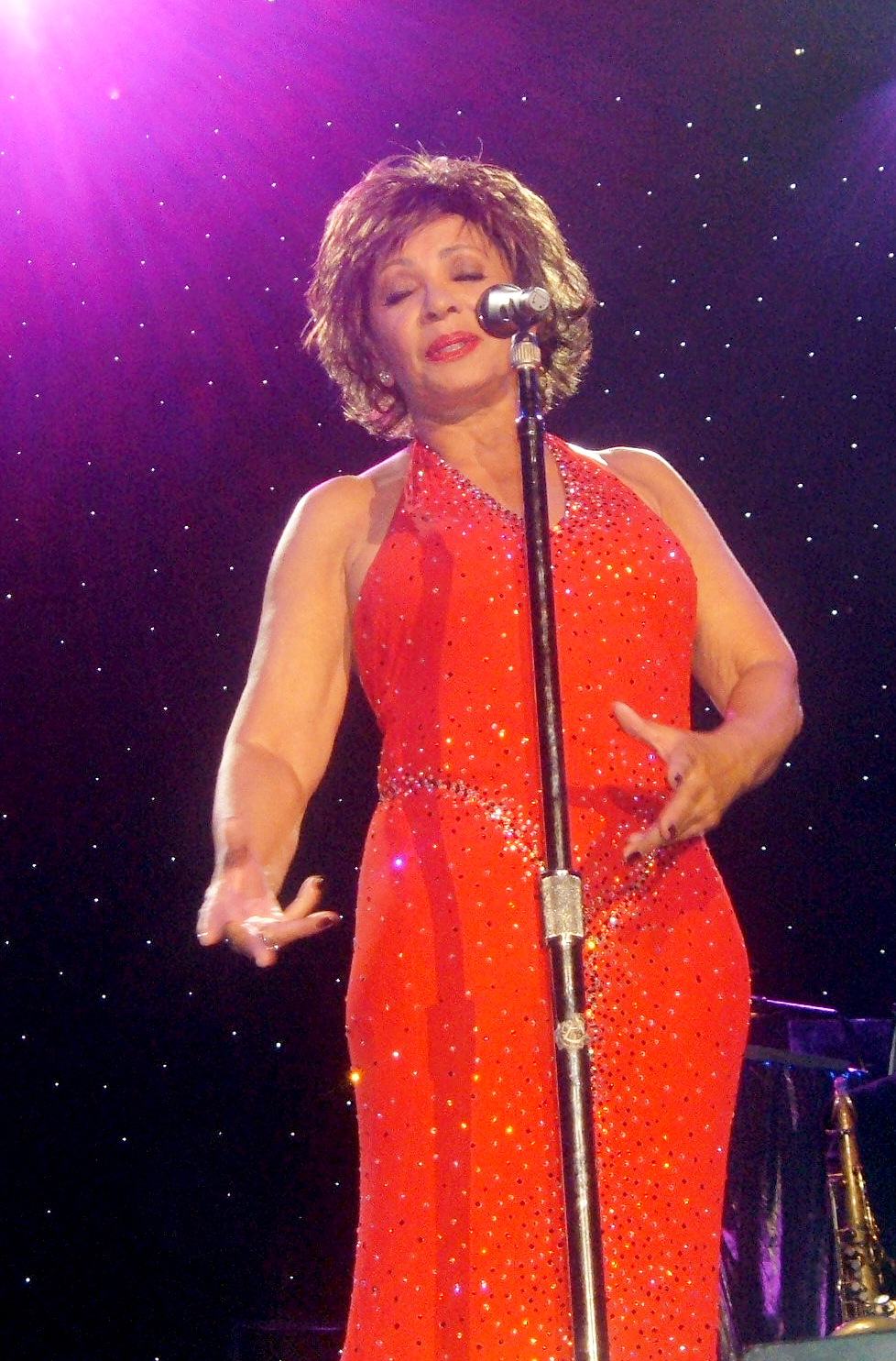
Shirley Bassey, 2006

- 08. Januar: Wolfgang Hirschmann, deutscher Tonmeister und Musikproduzent des Jazz († 2025)
- 08. Januar: Eckart Krumbholz, deutscher Schriftsteller und Herausgeber († 1994)
- 08. Januar: Waltraud Lewin, deutsche Schriftstellerin, Dramaturgin und Regisseurin († 2017)
- 08. Januar: Anton Pashku, albanischer Schriftsteller und Verlagslektor († 1995)
- 09. Januar: Klaus Schlesinger, deutscher Schriftsteller und Journalist († 2001)
- 10. Januar: Simon Atallah, libanesischer Bischof
- 10. Januar: Gianni Celati, italienischer Schriftsteller und Übersetzer († 2022)
- 11. Januar: Heinrich Reinermann, deutscher Ökonom († 2025)
- 12. Januar: Marie Dubois, französische Schauspielerin († 2014)
- 12. Januar: Sigrid Peyerimhoff, deutsche theoretische Chemikerin
- 13. Januar: Egon Boshof, deutscher Historiker
- 14. Januar: Horst Becking, deutscher Maler
- 14. Januar: Sonja Deutsch, deutsche Schauspielerin
- 14. Januar: Billie Jo Spears, US-amerikanische Country-Sängerin († 2011)
- 15. Januar: Wolf Moser, deutscher Musiker und Schriftsteller († 2023)
- 15. Januar: Margaret O’Brien, US-amerikanische Schauspielerin
- 16. Januar: Luiz Bueno, brasilianischer Automobilrennfahrer († 2011)
- 16. Januar: Klaus Ensikat, deutscher Grafiker und Illustrator
- 16. Januar: Francis George, Erzbischof von Chicago und Kardinal († 2015)
- 16. Januar: Conny Vandenbos, niederländische Chanson- und Schlagersängerin († 2002)
- 17. Januar: Prospero Nale Arellano, philippinischer Bischof-Prälat († 2014)
- 17. Januar: Hermann Wächter, deutscher Schauspieler und Autor († 2025)
- 18. Januar: Ric Cartey, US-amerikanischer Rockabilly-Musiker und Songschreiber († 2009)
- 18. Januar: John Hume, nordirischer Politiker und Friedensnobelpreisträger († 2020)
- 18. Januar: Dieter Lindner, deutscher Leichtathlet († 2021)
- 18. Januar: L. David Mech, Verhaltensforscher
- 18. Januar: Jane Reichhold, US-amerikanische Objektkünstlerin und Haiku-Poetin († 2016)
- 18. Januar: Luzius Wildhaber, Schweizer Jurist († 2020)
- 19. Januar: David Cass, US-amerikanischer Wirtschaftswissenschaftler († 2008)
- 19. Januar: Herbert Kraus, österreichischer Wirtschaftswissenschaftler († 2018)
- 19. Januar: Günter Litfin, Der erste Tote an der Berliner Mauer († 1961)
- 19. Januar: Joseph Nye, US-amerikanischer Politikwissenschaftler, Politiker und Publizist († 2025)
- 19. Januar: Phil Wilson, US-amerikanischer Jazzposaunist
- 20. Januar: Regina Schmidt-Zadel, deutsche Politikerin und MdB
- 21. Januar: Zbigniew Bargielski, polnischer Komponist
- 21. Januar: Reinhard Reichhelm, deutscher Brigadegeneral
- 22. Januar: Sayed Mersal, ägyptischer Boxer († 2022)
- 22. Januar: Ludwig Rotthowe, deutscher Fotograf († 2017)
- 22. Januar: Joseph Wambaugh, US-amerikanischer Schriftsteller († 2025)
- 23. Januar: Erwin Vetter, deutscher Politiker und MdL
- 24. Januar: Peter M. Bode, deutscher Architekturkritiker, Journalist und Autor († 2019)
- 25. Januar: Ange-Félix Patassé, Präsident der Zentralafrikanischen Republik († 2011)
- 25. Januar: Werner Schneyder, österreichischer Kabarettist († 2019)
- 27. Januar: Fred Åkerström, schwedischer Liedermacher und Sänger († 1985)
- 28. Januar: Helmut F. Spinner, deutscher Philosoph, Wissenschaftstheoretiker und Soziologe
- 30. Januar: Bruce Johnstone, südafrikanischer Automobilrennfahrer († 2022)
- 30. Januar: Jeanne Pruett, US-amerikanische Country-Sängerin und -Songwriterin
- 30. Januar: Vanessa Redgrave, britische Theater- und Filmschauspielerin
- 30. Januar: Boris Wassiljewitsch Spasski, russischer Schachspieler († 2025)
- 31. Januar: Regimantas Adomaitis, litauischer Film- und Theaterschauspieler († 2022)
- 31. Januar: Philip Glass, US-amerikanischer Musiker und Komponist
- 31. Januar: Johannes Kunisch, deutscher Historiker († 2015)
- 31. Januar: Suzanne Pleshette, US-amerikanische Schauspielerin († 2008)
- 31. Januar: Karin-Huberta Ritter, Richterin am deutschen Bundesgerichtshof 1984 bis 1998

### Februar
- 01. Februar: Audrys Juozas Bačkis, Erzbischof von Vilnius und Kardinal der römisch-katholischen Kirche
- 01. Februar: Don Everly, US-amerikanischer Musiker († 2021)
- 02. Februar: Lea Ackermann, deutsche Ordensschwester († 2023)
- 02. Februar: Martina Arroyo, US-amerikanische Opernsängerin
- 02. Februar: Anton Auer, deutscher Radrennfahrer († 2023)
- 02. Februar: Eric Arturo Delvalle, 40. Staatspräsident von Panama († 2015)
- 02. Februar: Tony Shelly, neuseeländischer Automobilrennfahrer († 1998)
- 03. Februar: Jacques Barrot, französischer Politiker und EU-Kommissar († 2014)
- 03. Februar: Bobby Durham, US-amerikanischer Jazzschlagzeuger († 2008)
- 04. Februar: Giampaolo Calanchini, italienischer Säbelfechter († 2007)
- 05. Februar: Gaston Roelants, belgischer Leichtathlet, Hindernisläufer
- 05. Februar: Joachim Schmettau, deutscher Bildhauer
- 05. Februar: Rolf Seelmann-Eggebert, deutscher Fernsehjournalist und Adelsexperte
- 06. Februar: Rudolf Heinz, deutscher Philosoph, Psychoanalytiker und Musikwissenschaftler
- 07. Februar: Rica Déus, deutsche Schauspielerin
- 07. Februar: Doris Gercke, deutsche Krimi-Schriftstellerin († 2025)
- 07. Februar: Wendelin Weingartner, österreichischer Politiker, Landeshauptmann von Tirol
- 07. Februar: Paul Zanker, deutscher Archäologe
- 08. Februar: Aivars Gipslis, lettischer Schach-Großmeister († 2000)
- 08. Februar: Jürgen Huss, deutscher Forstwissenschaftler
- 08. Februar: Manfred Krug, deutscher Schauspieler und Sänger († 2016) Manfred Krug, 2003

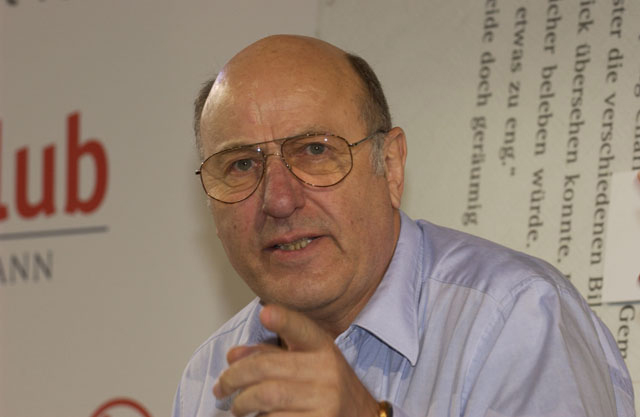
Manfred Krug, 2003

- 09. Februar: Hildegard Behrens, deutsche Sängerin (Sopran) († 2009)
- 09. Februar: Fritz Ewert, deutscher Fußballspieler († 1990)
- 10. Februar: Roberta Flack, US-amerikanische Popsängerin, Pianistin und Songschreiberin († 2025)
- 11. Februar: Anders Bodelsen, dänischer Schriftsteller († 2021)
- 11. Februar: Rodolfo Choperena, mexikanischer Basketballspieler († 1969)
- 11. Februar: Heidi Lambert-Lang, deutsche Juristin, Richterin am Bundesgerichtshof († 2023)
- 12. Februar: Hans Dieter Baroth, deutscher Journalist und Schriftsteller († 2008)
- 12. Februar: Viktor Emanuel von Savoyen, letzter Kronprinz des italienischen Königreichs († 2024)
- 12. Februar: Gertraud Schaar, deutsche Textilgestalterin († 2014)
- 12. Februar: Horst Tautenhahn, deutscher Fußballspieler († 2016)
- 13. Februar: Sigmund Jähn, erster Deutscher im All († 2019) Sigmund Jähn

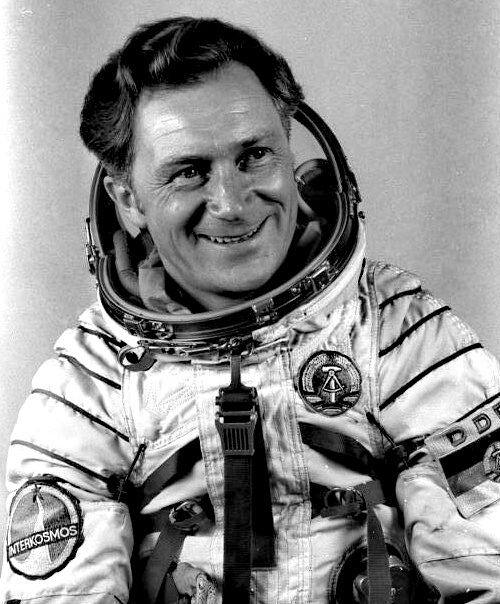
Sigmund Jähn

- 13. Februar: Eberhard Linke, deutscher Bildhauer († 2025)
- 14. Februar: Nicole Heesters, deutsche Schauspielerin
- 14. Februar: Magic Sam, US-amerikanischer Blues-Gitarrist und -Sänger († 1969)
- 15. Februar: Raymundo Damasceno Assis, Erzbischof von Aparecida
- 15. Februar: Jean Égreteaud, französischer Automobilrennfahrer
- 15. Februar: Gretel Stadler, deutsche Künstlerin († 2022)
- 16. Februar: Walentin Bondarenko, sowjetischer Kampfpilot und Raumfahreranwärter († 1961)
- 16. Februar: Yuri Manin, Mathematiker und Direktor am Max-Planck-Institut für Mathematik in Bonn († 2023)
- 16. Februar: Gerhard Päselt, deutscher Politiker
- 16. Februar: Horst Peter, deutscher Politiker († 2012)
- 17. Februar: Uwe Kiessler, deutscher Architekt († 2025)
- 17. Februar: Willi Koslowski, deutscher Fußballspieler († 2024)
- 17. Februar: Rita Süssmuth, deutsche Politikerin Rita Süssmuth, 2011

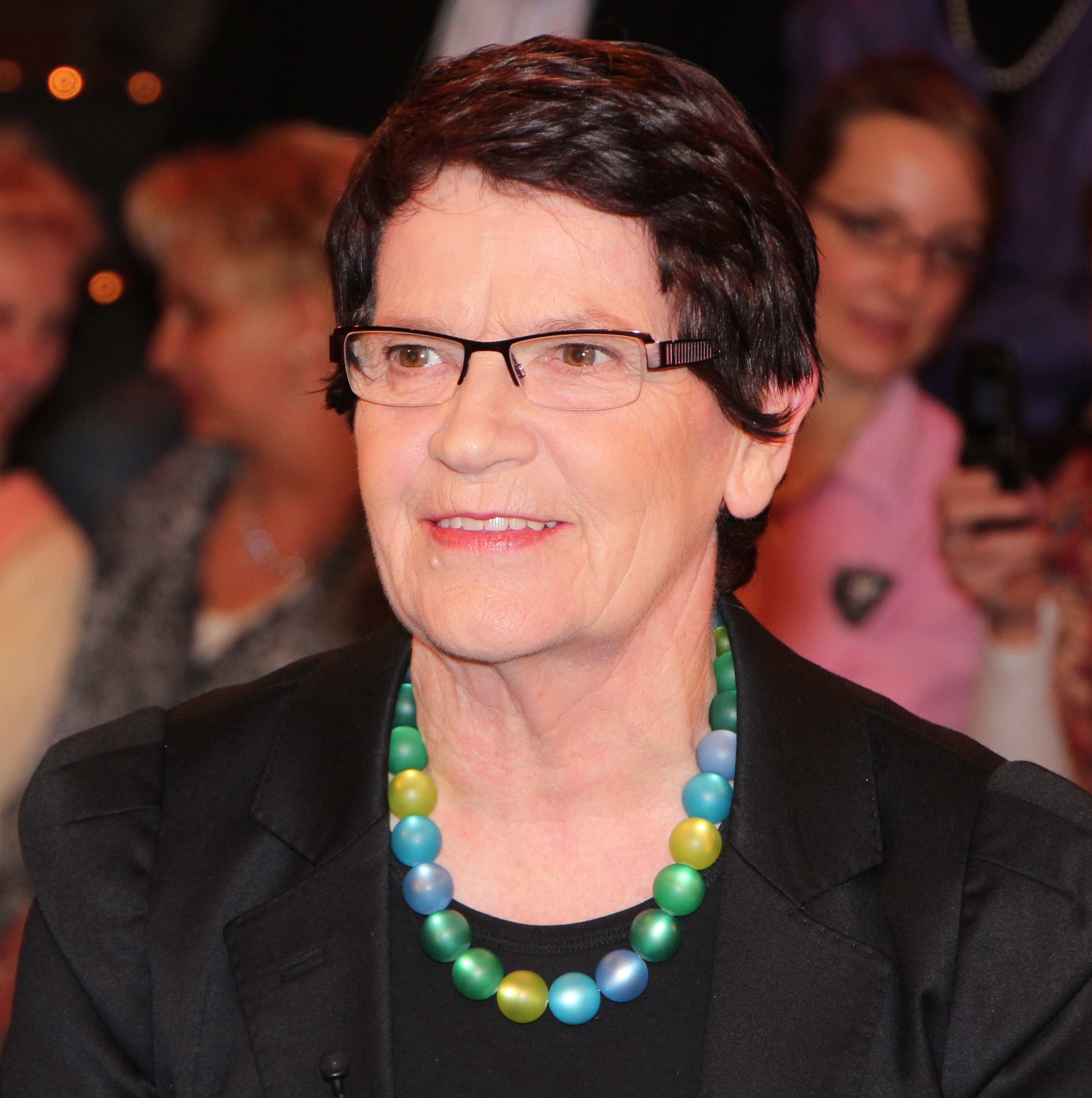
Rita Süssmuth, 2011

- 17. Februar: Benjamin Whitrow, britischer Theater- und Filmschauspieler († 2017)
- 18. Februar: Egon Adler, deutscher Radsportler († 2015)
- 18. Februar: Rolf Jaeger, deutscher Handballspieler und -trainer († 2011)
- 18. Februar: Elisabeth Roloff, deutsche Organistin († 2008)
- 19. Februar: Rafael Heredia, mexikanischer Basketballspieler († 2021)
- 20. Februar: David Acevedo, argentinischer Fußballspieler
- 20. Februar: Nancy Wilson, US-amerikanische Sängerin († 2018)
- 21. Februar: Ron Clarke, australischer Leichtathlet († 2015)
- 21. Februar: Harald V., König von Norwegen König Harald V., 2010

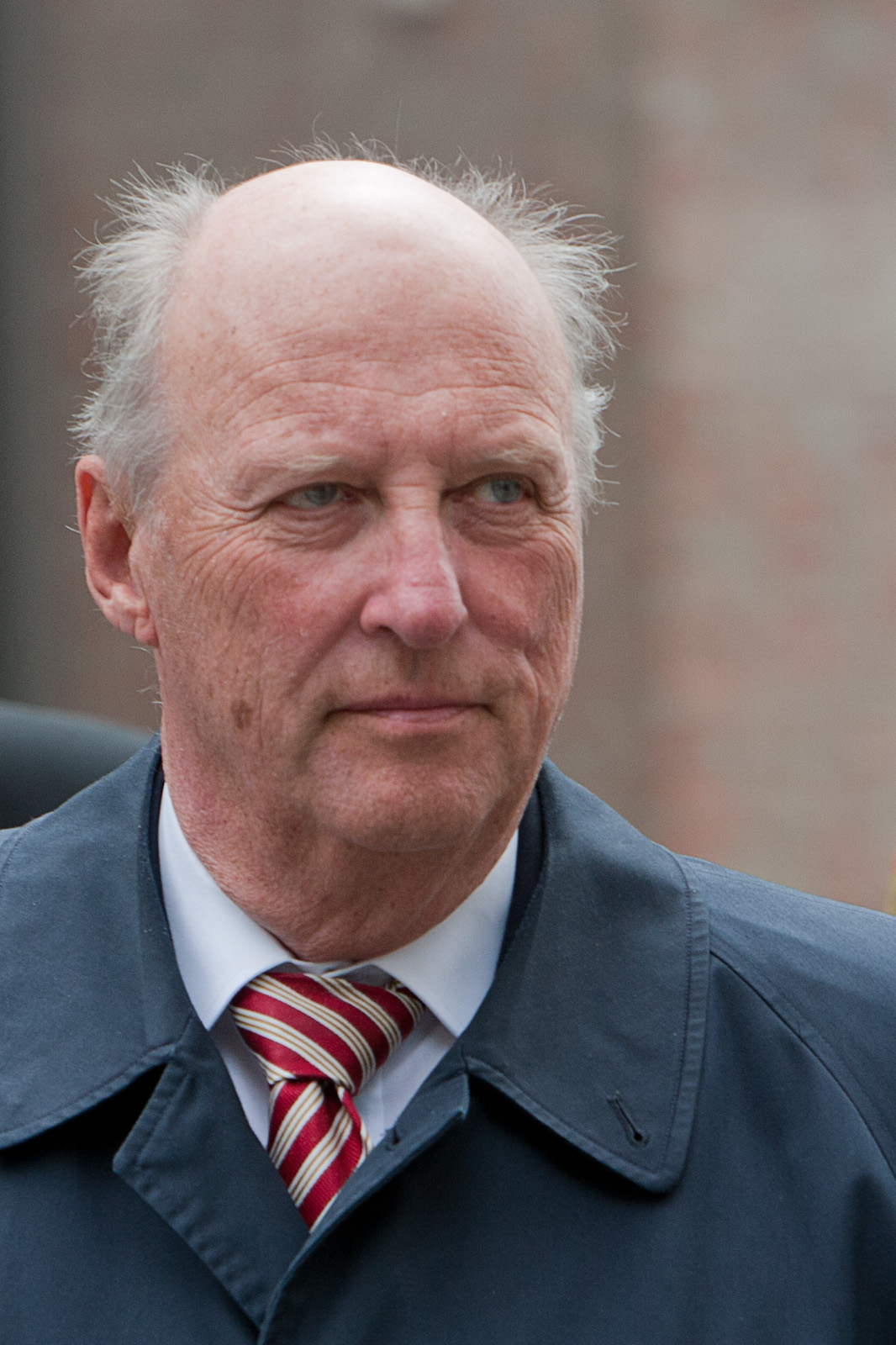
König Harald V., 2010

- 21. Februar: Heorhij Prokopenko, sowjetischer Schwimmer († 2021)
- 22. Februar: Dubravko Detoni, kroatischer Komponist, Pianist und Schriftsteller
- 22. Februar: Joanna Russ, US-amerikanische Autorin († 2011)
- 22. Februar: John George Vlazny, US-amerikanischer Erzbischof († 2025)
- 23. Februar: Marc Bleuse, französischer Komponist und Musikpädagoge
- 24. Februar: Gunter Huonker, deutscher Politiker († 2021)
- 25. Februar: Dieter Görlitz, deutscher Politiker
- 25. Februar: Dietmar Sauermann, deutscher Volkskundler († 2011)
- 25. Februar: Bob Schieffer, US-amerikanischer Fernsehjournalist
- 26. Februar: Eduardo Arroyo, spanischer Maler, Grafiker, Bühnenbildner und Schriftsteller († 2018)
- 26. Februar: William Ferris, US-amerikanischer Komponist, Organist und Chorleiter († 2000)
- 26. Februar: Horst-Dieter Tietz, deutscher Rektor und Professor
- 27. Februar: Hans-Jürgen Schings, deutscher Germanist

### März
- 01. März: Günther Bosch, deutsch-rumänischer Tennis-Trainer
- 01. März: Eugen Doga, sowjetischer bzw. moldauisch-russischer Komponist († 2025)
- 01. März: Fred Gehler, deutscher Filmkritiker und Filmpublizist († 2023)
- 01. März: Ottfried Hennig, deutscher Politiker († 1999)
- 01. März: Lore Heuermann, deutsch-österreichische Bildende Künstlerin († 2025)
- 02. März: Abd al-Aziz Bouteflika, algerischer Präsident (1999–2019) († 2021)
- 03. März: Bobby Driscoll, US-amerikanischer Schauspieler († 1968)
- 03. März: Alfred Janson, norwegischer Komponist, Pianist und Akkordeonist († 2019)
- 04. März: William Deverell, kanadischer Schriftsteller und Rechtsanwalt
- 04. März: Barney Wilen, französischer Jazzmusiker (Tenorsaxophon, Sopransaxophon) († 1996)
- 05. März: Dirk Ahlers, deutscher Unternehmer
- 05. März: Denny Crum, US-amerikanischer Basketballtrainer († 2023)
- 05. März: Olusegun Obasanjo, nigerianischer Politiker (Staatspräsident)
- 06. März: Daniel Andres, schweizerischer Komponist und Musiker
- 06. März: Ivan F. Boesky, Börsen-Spekulant († 2024)
- 06. März: Jimmy Dell, US-amerikanischer Rockabilly-, Country- und Gospel-Musiker sowie Prediger
- 06. März: Doug Dillard, US-amerikanischer Country-Sänger und Komponist († 2012)
- 06. März: Hans-Dieter Grabe, deutscher Regisseur
- 06. März: Paul Méfano, französischer Komponist und Musikpädagoge († 2020)
- 06. März: Walentina Tereschkowa, sowjetische Kosmonautin, erste Frau im All
- 06. März: Reiner Toussaint, deutscher Brigadegeneral († 2013)
- 07. März: Diethard Aschoff, deutscher Historiker und Judaist († 2021)
- 08. März: Juvénal Habyarimana, Präsident von Ruanda († 1994)
- 09. März: Azio Corghi, italienischer Komponist und Musikpädagoge († 2022)
- 10. März: Mikaela Drosdowskaja, sowjetische Schauspielerin und Synchronsprecherin († 1978)
- 10. März: María Kodama, argentinische Autorin, Übersetzerin und Literaturprofessorin († 2023)
- 11. März: Paciano Basilio Aniceto, philippinischer Erzbischof
- 11. März: Jovan Divjak, bosnischer General († 2021)
- 11. März: Alexandra Sabelina, sowjetische Fechterin († 2022)
- 13. März: Bernhard Askani, deutscher Geschichtsdidaktiker und Schulbuchautor († 2003)
- 13. März: Wladimir Makanin, russischer Schriftsteller († 2017)
- 14. März: Jerzy Adamski, polnischer Federgewicht-Boxer († 2002)
- 14. März: Gerhart Lippert, deutscher Schauspieler
- 14. März: Igor Menjailow, russischer Vulkanologe († 1993)
- 14. März: Dieter Spoerry, Schweizer Automobilrennfahrer († 1972)
- 14. März: Paul Tholey, deutscher Psychologe († 1998)
- 15. März: Niele Toroni, Schweizer Maler, der als Vertreter der analytischen Malerei gilt
- 16. März: William L. Armstrong, US-amerikanischer Geschäftsmann und Politiker († 2016)
- 16. März: Huschang Golschiri, persischer Schriftsteller († 2000)
- 16. März: Attilio Nicora, Kardinal der römisch-katholischen Kirche († 2017)
- 16. März: Amos Tversky, Psychologe († 1996)
- 16. März: Dieter Wieland, deutscher Dokumentarfilmer und Autor
- 17. März: Josef Fröwis, österreichischer Sportschütze († 2022)
- 18. März: Rudi Altig, deutscher Radrennfahrer († 2016)
- 18. März: Mark Donohue, US-amerikanischer Automobilrennfahrer († 1975)
- 18. März: Michelangelo Riccardo Maria Tiribilli, italienischer Abt († 2025)
- 19. März: Egon Krenz, SED-Generalsekretär und Staatsratsvorsitzender der DDR
- 19. März: Mike Longo, US-amerikanischer Jazzmusiker († 2020)
- 19. März: Carlo Mazzone, italienischer Fußballspieler und -trainer († 2023)
- 19. März: Ahmed Oudjani, algerisch-französischer Fußballspieler († 1998)
- 19. März: Maurice Roëves, britischer Schauspieler († 2020)
- 20. März: Lois Lowry, US-amerikanische Kinder- und Jugendbuchautorin
- 20. März: Helmut Recknagel, deutscher Skispringer Helmut Recknagel

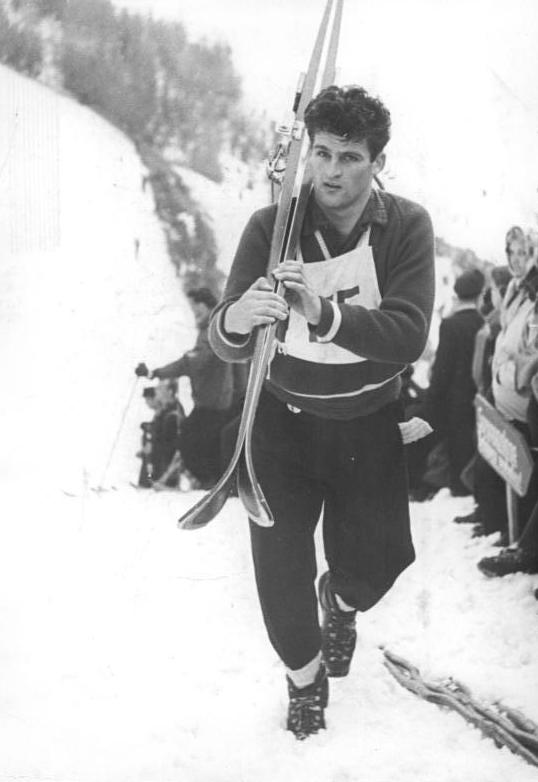
Helmut Recknagel

- 20. März: Jerry Reed, US-amerikanischer Country-Musiker und Schauspieler († 2008)
- 21. März: Fred Akuffo, Staatschef von Ghana († 1979)
- 21. März: Joseph Gabriel Anastasi, US-amerikanischer Politiker († 2005)
- 21. März: Tom Flores, US-amerikanischer American-Football-Spieler und -Trainer
- 21. März: Anton Pfeifer, deutscher Politiker
- 21. März: Werner Quintens, belgischer Priester († 2005)
- 22. März: Angelo Badalamenti, US-amerikanischer Komponist († 2022)
- 22. März: Winfried Böhm, Professor em. für Pädagogik
- 22. März: Armin Hary, deutscher Leichtathlet, zweifacher Olympiasieger, zweifacher Europameister
- 22. März: Jon Hassell, US-amerikanischer Trompeter und Komponist († 2021)
- 22. März: Peter Tonger, deutscher Musikverleger, Chorleiter und Rezitator
- 22. März: Peter Vogel, deutscher Schauspieler († 1978)
- 23. März: Ibrahim Abouleish, ägyptischer Chemiker und Entwicklungshelfer († 2017)
- 23. März: Robert Gallo, US-amerikanischer Mikrobiologe
- 24. März: Martin Giese, deutscher Radrennfahrer († 2017)
- 24. März: Benjamin Luxon, englischer Sänger († 2024)
- 24. März: Peter Matić, österreichischer Schauspieler († 2019)
- 24. März: Billy Stewart, US-amerikanischer Sänger und Keyboarder († 1970)
- 26. März: Albert Brülls, deutscher Fußballspieler († 2004)
- 26. März: Ernst Burger, deutscher Pianist und Autor
- 26. März: Clifford Burvill, australischer Radrennfahrer († 2021)
- 26. März: Ahmad Qurai, Regierungschef der Palästinensischen Autonomiegebiete († 2023)
- 27. März: Genpei Akasegawa, japanischer bildender Künstler und Schriftsteller († 2014)
- 27. März: Johnny Copeland, US-amerikanischer Bluesmusiker († 1997)
- 27. März: Juli Fait, sowjetischer bzw. russischer Filmregisseur († 2022)
- 27. März: Alan Hawkshaw, britischer Musiker († 2021)
- 27. März: Francesco Janich, italienischer Fußballspieler († 2019)
- 27. März: Carlo Pietromarchi, italienischer Automobilrennfahrer
- 28. März: Ad Abi Karam, libanesischer Priester und Bischof
- 28. März: Arthur Winther, australischer Wasserspringer († 2022)
- 29. März: Bruno Mora, italienischer Fußballspieler († 1986)
- 30. März: Warren Beatty, US-amerikanischer Schauspieler, Regisseur, Drehbuchautor und Produzent
- 30. März: Detlev von Larcher, deutscher Politiker
- 31. März: Claude Allègre, französischer Politiker († 2025)
- 31. März: Patricia Boyle, US-amerikanische Juristin († 2014)
- 31. März: Willem Duyn, niederländischer Rocksänger († 2004)
- 31. März: Sid Ahmed Ghozali, algerischer Politiker († 2025)
- 31. März: Hartmut Lange, deutscher Schriftsteller
- 31. März: Herbert Ninaus, österreichisch-australischer Fußballspieler und -trainer († 2015)
- 31. März: Jimmy Vass, US-amerikanischer Jazzsaxophonist und Flötist († 2006)

### April
- 01. April: Mohammad Hamid Ansari, indischer Politiker
- 01. April: Yılmaz Güney, kurdischer Schauspieler und Regisseur († 1984)
- 01. April: Sylvia Rafael, israelische Agentin († 2005)
- 01. April: Werner Spies, deutscher Kunsthistoriker
- 01. April: Arnold Steinhardt, US-amerikanischer Geiger und Musikpädagoge
- 02. April: Waltraud „Walli“ Fischer, deutsche Handballspielerin
- 02. April: Alexandra Kluge, deutsche Ärztin und Schauspielerin († 2017)
- 03. April: Annekathrin Bürger, deutsche Schauspielerin
- 04. April: Thomas Mauch, deutscher Kameramann
- 04. April: Lajos Portisch, ungarischer Schachspieler
- 04. April: Hermann Schoppe, deutscher Pädagoge und Politiker (CDU)
- 04. April Patrick Brooking, britischer Offizier († 2014)
- 05. April: Maryanne Trump Barry, US-amerikanische Juristin († 2023)
- 05. April: Colin Powell, US-amerikanischer General, Politiker, Außenminister der USA († 2021)
- 06. April: Merle Haggard, US-amerikanischer Country-Musiker († 2016)
- 06. April: Richard Heß, deutscher bildender Künstler († 2017)
- 06. April: Karsten Friedrich Hoppenstedt, deutscher Europaabgeordneter
- 06. April: Memo Morales, venezolanischer Sänger († 2017)
- 06. April: Pedro Velasco, US-amerikanischer Volleyballspieler († 2023)
- 06. April: Billy Dee Williams, US-amerikanischer Filmschauspieler
- 08. April: Seymour Hersh, US-amerikanischer Enthüllungsjournalist
- 09. April: Leonid Barbijer, sowjetischer Schwimmer († 2023)
- 09. April: Barrington J. Bayley, britischer Schriftsteller († 2008)
- 10. April: Isabella Achatowna Achmadulina, russische Dichterin, Übersetzerin und Essayistin († 2010)
- 10. April: Manfred Heinrich Wilhelm Autenrieth, deutscher Jurist und Politiker
- 10. April: Reinhard Brandt, deutscher Philosoph († 2025)
- 10. April: Wolfgang Jehn, deutscher Komponist († 2017)
- 11. April: Wolfgang Lüder, deutscher Bürgermeister und Wirtschaftssenator († 2013)
- 11. April: Gerd Osenberg, deutscher Sporttrainer
- 11. April: Gertrud Zelinsky, deutsche Schriftstellerin
- 13. April: Berge Furre, norwegischer Politiker, Historiker und Theologe († 2016)
- 13. April: Jeremiah P. Ostriker, US-amerikanischer Astrophysiker († 2025)
- 14. April: Donnie Bowshier, US-amerikanischer Country- und Rockabilly-Sänger († 2002)
- 14. April: Jan-Erik Lundqvist, schwedischer Tennisspieler
- 14. April: Carlo Mattrel, italienischer Fußballspieler († 1976)
- 14. April: Sepp Mayerl, österreichischer Bergsteiger († 2012)
- 14. April: Ryūzō Saki, japanischer Schriftsteller († 2015)
- 14. April: Roy Vernon, walisischer Fußballspieler († 1993)
- 15. April: Michael Hayden Armacost, US-amerikanischer Wirtschaftsmanager und Diplomat († 2025)
- 15. April: Goffredo Fofi, italienischer Autor, Literatur- und Filmkritiker († 2025)
- 15. April: Werner Labsch, deutscher Politiker († 2012)
- 15. April: Bob Luman, US-amerikanischer Country-Sänger († 1978)
- 15. April: Gerd Meyer, deutscher Brigadegeneral
- 16. April: Gabriele Antonini, italienischer Schauspieler
- 16. April: Artie „Blues Boy“ White, US-amerikanischer Soul- und Blues-Sänger († 2013)
- 17. April: Ferdinand Piëch, Aufsichtsratsvorsitzender des VW-Konzerns († 2019)
- 18. April: Keiko Abe, japanische Komponistin, Marimbaspielerin
- 18. April: Barbara Bredow, deutsche Künstlerin
- 18. April: Marcia Haydée, brasilianische Tänzerin
- 18. April: Robert Hooks, US-amerikanischer Schauspieler
- 18. April: Natalia LL, polnische Künstlerin († 2022)
- 18. April: Ed Parish Sanders, US-amerikanischer evangelischer Theologe, Neutestamentler und Autor († 2022)
- 19. April: Elinor Donahue, US-amerikanische Schauspielerin
- 19. April: Joseph Estrada, philippinischer Politiker und Staatspräsident
- 19. April: Kaoru Shōji, japanischer Schriftsteller
- 19. April: Klaus Thunemann, deutscher Fagottist
- 20. April: Nils Claussen, deutscher Werkstoffwissenschaftler († 2021)
- 20. April: Jiří Dienstbier, tschechischer Politiker und Journalist († 2011)
- 20. April: Wichart von Roëll, deutscher Schauspieler († 2024)
- 20. April: George Takei, US-amerikanischer Schauspieler George Takei (1996)

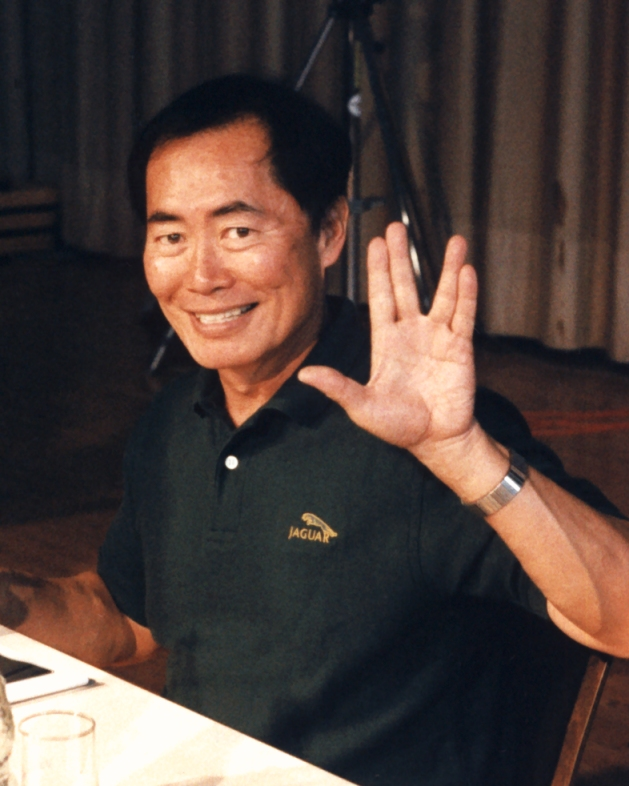
George Takei (1996)

- 21. April: Anna Blume, deutsche Fotografin
- 22. April: Manolo Juárez, argentinischer Komponist († 2020)
- 22. April: Jack Nicholson, US-amerikanischer Schauspieler Jack Nicholson (2008)

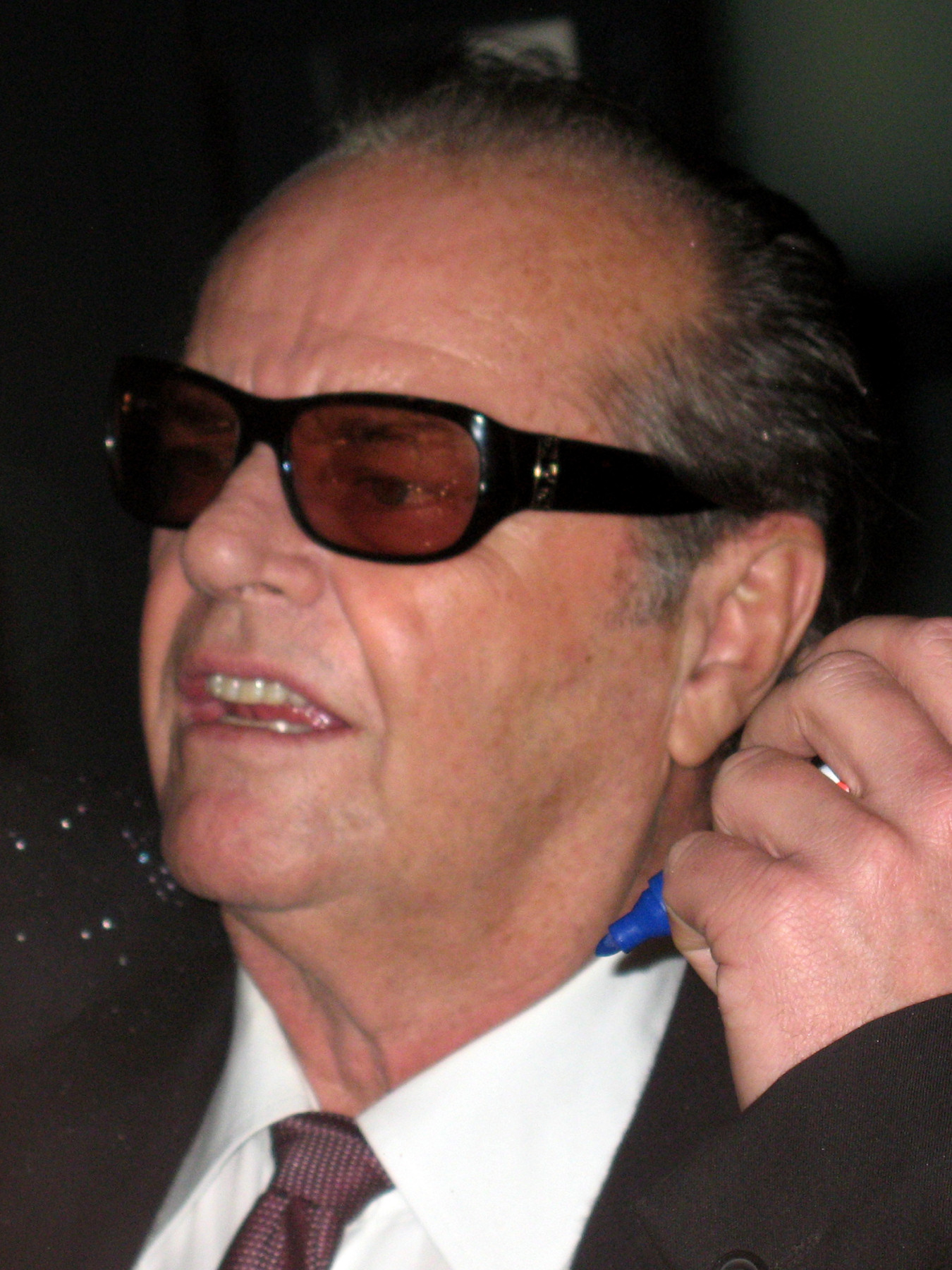
Jack Nicholson (2008)

- 22. April: Jack Nitzsche, US-amerikanischer Pianist und Komponist († 2000)
- 24. April: Vytautas Andriulis, litauischer Rechtshistoriker und Professor für Rechtsgeschichte († 2017)
- 24. April: Don Balmer, Schweizer Schauspieler († 2024)
- 24. April: Joe Henderson, US-amerikanischer Jazz-Musiker (Tenorsaxophonist) († 2001)
- 24. April: Yasuko Matsuda, japanische Leichtathletin († 2021)
- 24. April: Grace Oladunni Taylor, nigerianische Biochemikerin
- 25. April: Bucky Adams, kanadischer Jazzsaxophonist und Bandleader († 2012)
- 25. April: Wolfgang Zapf, deutscher Soziologe († 2018)
- 26. April: Jean-Pierre Beltoise, französischer Motorrad- und Automobilrennfahrer († 2015)
- 26. April: Haílton Corrêa de Arruda, brasilianischer Fußballtorhüter († 2025)
- 26. April: Gus Hutchison, US-amerikanischer Automobilrennfahrer
- 26. April: Hannelies Taschau, deutsche Schriftstellerin
- 27. April: Hermann Benjes, Landschaftsgärtner, Naturfotograf und Schriftsteller († 2007)
- 27. April: Sandy Dennis, US-amerikanische Schauspielerin († 1992)
- 27. April: Manfred Schubert, deutscher Komponist, Dirigent und Musikkritiker († 2011)
- 27. April: Leszek Werner, polnischer Organist und Musikpädagoge († 2014)
- 27. April: Zhang Jie, chinesische Schriftstellerin († 2022)
- 28. April: Saddam Hussein, irakischer Präsident († 2006) Saddam Hussein (1997)

Saddam Hussein (1997)

- 29. April: Ramón Gregorio Abeledo, argentinischer Fußballspieler
- 29. April: Hasil Adkins, US-amerikanischer Country-, Rock and Roll- und Blues-Musiker († 2005)
- 29. April: Hiromi Akiyama, japanischer Bildhauer († 2012)
- 29. April: Donald Arthur, US-amerikanischer Schauspieler und Synchronsprecher († 2016)
- 29. April: Ralph Kent-Cooke, US-amerikanischer Automobilrennfahrer und Rennstallbesitzer († 1995)
- 29. April: Margot Schroeder, deutsche Schriftstellerin
- 30. April: Anton Šoltýs, tschechoslowakischer Skirennläufer († 2022)

### Mai
- 01. Mai: Hans Henrik Andersen, dänischer Atomphysiker († 2012)
- 02. Mai: Thomas Billhardt, deutscher Fotograf und Publizist († 2025)
- 02. Mai: Horst Dieter Schlosser, deutscher germanistischer Mediävist und Linguist († 2024)
- 02. Mai: Gisela Elsner, deutsche Schriftstellerin († 1992)
- 02. Mai: Klaus Enders, deutscher Motorradrennfahrer († 2019)
- 03. Mai: Hans Cieslarczyk, deutscher Fußballspieler († 2020)
- 04. Mai: Dick Dale, US-amerikanischer Sänger, Pionier des Surf Rock († 2019)
- 04. Mai: Florjan Lipuš, österreichischer Schriftsteller
- 05. Mai: Harry Abend, venezolanischer Architekt und Bildhauer († 2021)
- 05. Mai: Sandy Baron, US-amerikanischer Schauspieler († 2001)
- 05. Mai: Tran Duc Luong, Präsident von Vietnam († 2025)
- 06. Mai: Rubin Carter, US-amerikanischer Boxer und Bürgerrechtler († 2014)
- 06. Mai: Karin Lieneweg, deutsche Schauspielerin und Synchronsprecherin
- 07. Mai: Marco Augusto Quiroa, guatemaltekischer Maler und Schriftsteller († 2004)
- 08. Mai: Robert Adams, US-amerikanischer Fotograf
- 08. Mai: Lola Rebeca Aniyar Sananes de Castro, venezolanische Rechtsanwältin, Professorin und Politikerin († 2015)
- 08. Mai: Dennis DeConcini, US-amerikanischer Politiker
- 08. Mai: Thomas Pynchon, US-amerikanischer Schriftsteller
- 08. Mai: René del Risco Bermúdez, dominikanischer Schriftsteller († 1972)
- 09. Mai: José Méndez, spanischer Ruderer und Sportfunktionär († 2021)
- 10. Mai: Tamara Press, sowjetische Kugelstoßerin und Diskuswerferin († 2021)
- 10. Mai: Enno Thümler, deutscher Politiker
- 11. Mai: Dieter Grimm, deutscher Rechtswissenschaftler und Richter des Bundesverfassungsgerichts
- 12. Mai: Susan Hampshire, britische Schauspielerin
- 12. Mai: Horst Kassner, deutscher Motorradrennfahrer († 2019)
- 13. Mai: Jerome Charyn, US-amerikanischer Schriftsteller
- 13. Mai: Norbert Faustenhammer, österreichischer Jurist und Diplomat
- 13. Mai: Gottfried Jäger, deutscher Fotograf und Fototheoretiker
- 13. Mai: Roger Zelazny, US-amerikanischer Schriftsteller († 1995)
- 14. Mai: Heribert Hellenbroich, Präsident des Bundesamtes für Verfassungsschutz und des BND († 2014)
- 14. Mai: Ferd Hugas, niederländischer Schauspieler († 2025)
- 14. Mai: Burkhard Jähnke, Vizepräsident des Bundesgerichtshofs
- 15. Mai: Madeleine Albright, US-amerikanische Politikerin († 2022) Madeleine Albright (1997)

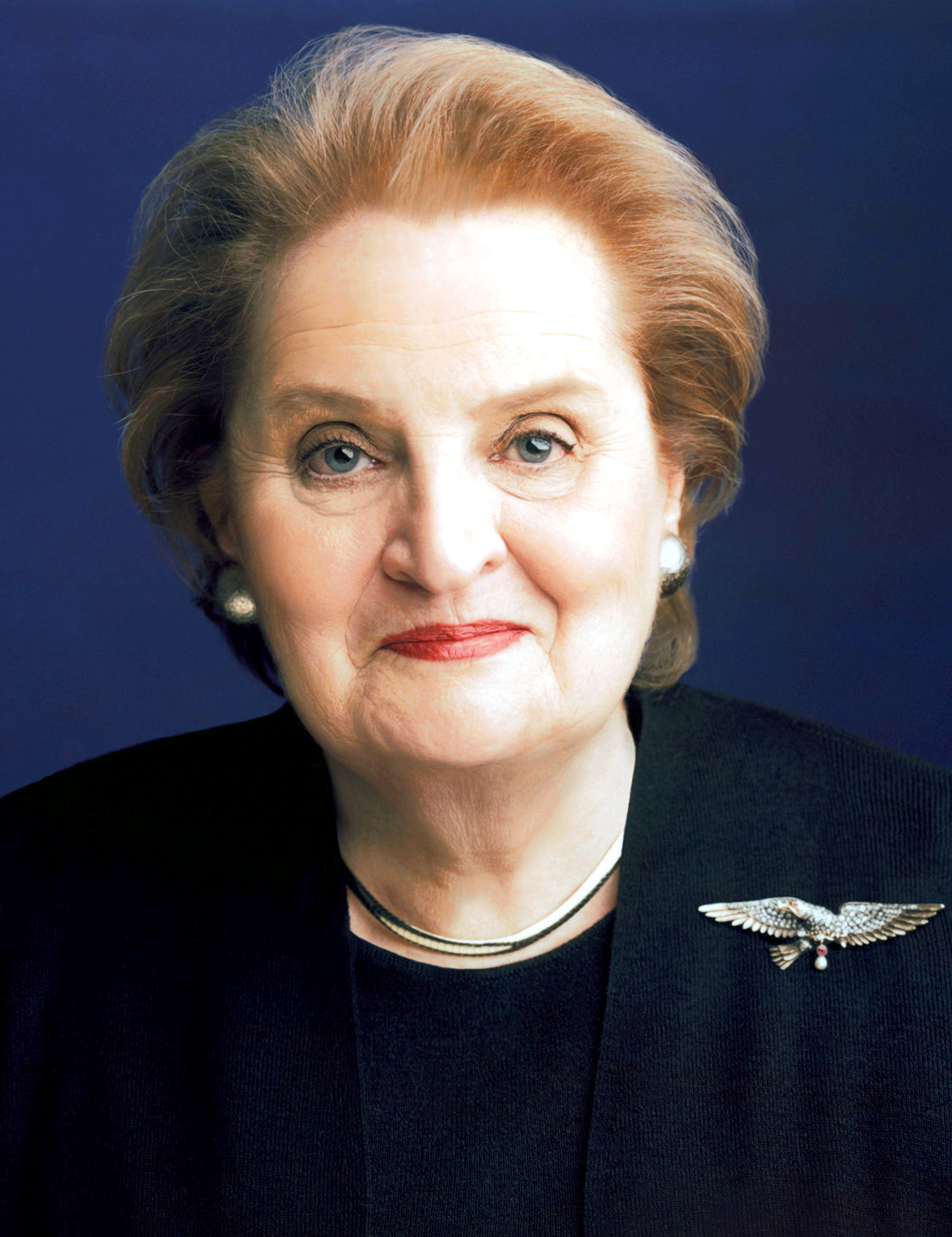
Madeleine Albright (1997)

- 15. Mai: Karin Krog, norwegische Jazzsängerin
- 15. Mai: Trini Lopez, lateinamerikanischer Sänger († 2020)
- 15. Mai: Radoslav Zapletal, tschechischer Geiger und Komponist († 2010)
- 16. Mai: Antonio Ubaldo Rattín, argentinischer Fußballspieler
- 17. Mai: Hazel R. O’Leary, US-amerikanische Politikerin
- 18. Mai: Paul Johnson, US-amerikanischer Eishockeyspieler († 2016)
- 18. Mai: Jacques Santer, luxemburgischer Politiker und Premierminister Jacques Santer (2006)

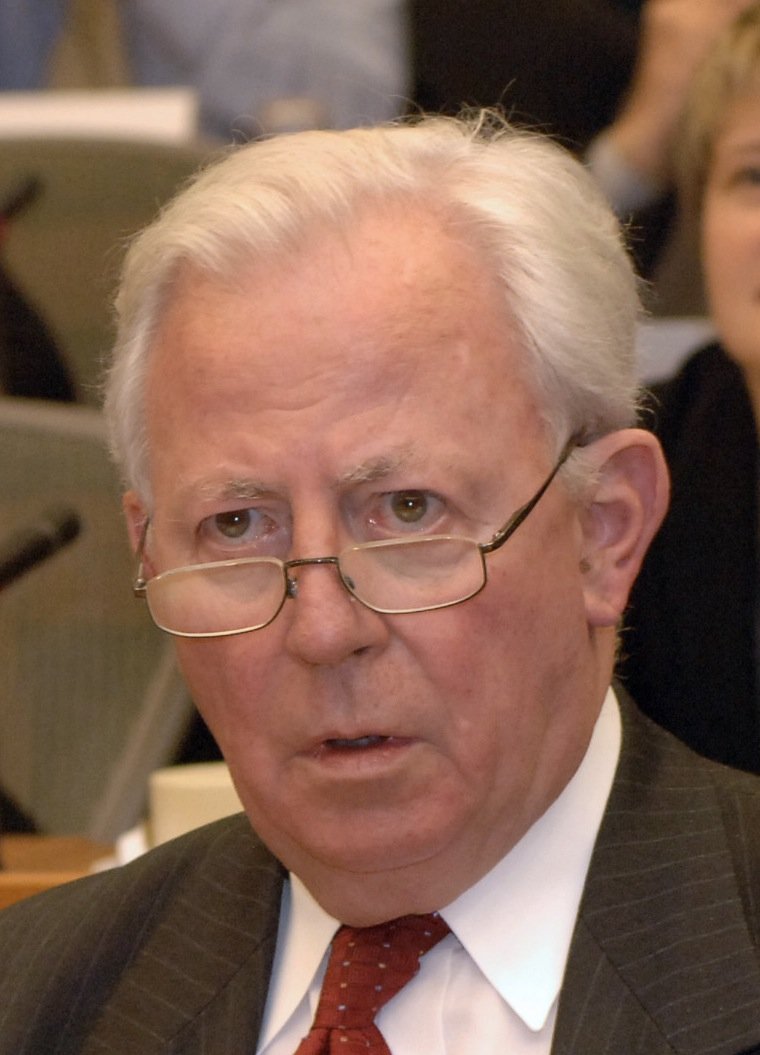
Jacques Santer (2006)

- 19. Mai: Johan Asplund, schwedischer Soziologe († 2018)
- 19. Mai: Sylvia Rickard, kanadische Komponistin
- 20. Mai: Iuri Akobia, georgischer Autor († 2014)
- 20. Mai: Maria Teresa Horta, portugiesische Schriftstellerin († 2025)
- 20. Mai: Peter von Matt, Schweizer Germanist († 2025)
- 20. Mai: Franz Steinkühler, deutscher Gewerkschafter, Vorsitzender der IG Metall
- 21. Mai: Ricardo Alarcón, kubanischer Politiker und Diplomat († 2022)
- 21. Mai: Mengistu Haile Mariam, äthiopischer Diktator
- 21. Mai: Hans Peter Schmitz, deutscher Politiker und MdB
- 23. Mai: Rupert Scholz, deutscher Politiker
- 23. Mai: John Shaw, australischer Segler
- 24. Mai: Charly Antolini, Schweizer Jazz-Drummer
- 24. Mai: Maryvonne Dupureur, französische Leichtathletin und Olympionikin († 2008)
- 24. Mai: Bernhard Hänsel, deutscher Archäologe († 2017)
- 24. Mai: Archie Shepp, US-amerikanischer Jazzmusiker, Komponist, Literatur- und Theaterwissenschaftler
- 25. Mai: Klaus Brunnstein, deutscher Informatiker († 2015)
- 25. Mai: Friedrich Dieckmann, deutscher Schriftsteller
- 26. Mai: Neil Richard Ardley, englischer Pianist und Komponist († 2004)
- 26. Mai: Yehuda Yannay, israelischer Komponist († 2023)
- 27. Mai: Andrei Bitow, russischer Schriftsteller († 2018)
- 27. Mai: Eva Christian, deutsche Schauspielerin
- 29. Mai: Alois Kothgasser, Erzbischof von Salzburg († 2024)
- 29. Mai: Irmin Schmidt, deutscher Musiker
- 29. Mai: Alwin Schockemöhle, deutscher Springreiter
- 30. Mai: Claes Andersson, finnlandschwedischer Schriftsteller, Arzt, Politiker und Jazzmusiker († 2019)
- 31. Mai: Hartmut Eggert, deutscher Literaturwissenschaftler und Hochschullehrer
- 31. Mai: Louis Hayes, US-amerikanischer Jazz-Schlagzeuger
- 31. Mai: Gerd Hergen Lübben, deutscher Schriftsteller
- 31. Mai: Winfried Schlepphorst, deutscher Musikwissenschaftler, Organist und Orgeldenkmalpfleger († 2006)

### Juni
- 01. Juni: Gerhard Bosinski, deutscher Prähistoriker und Archäologe
- 01. Juni: Tony Conn, US-amerikanischer Rockabilly-Sänger
- 01. Juni: Morgan Freeman, US-amerikanischer Schauspieler

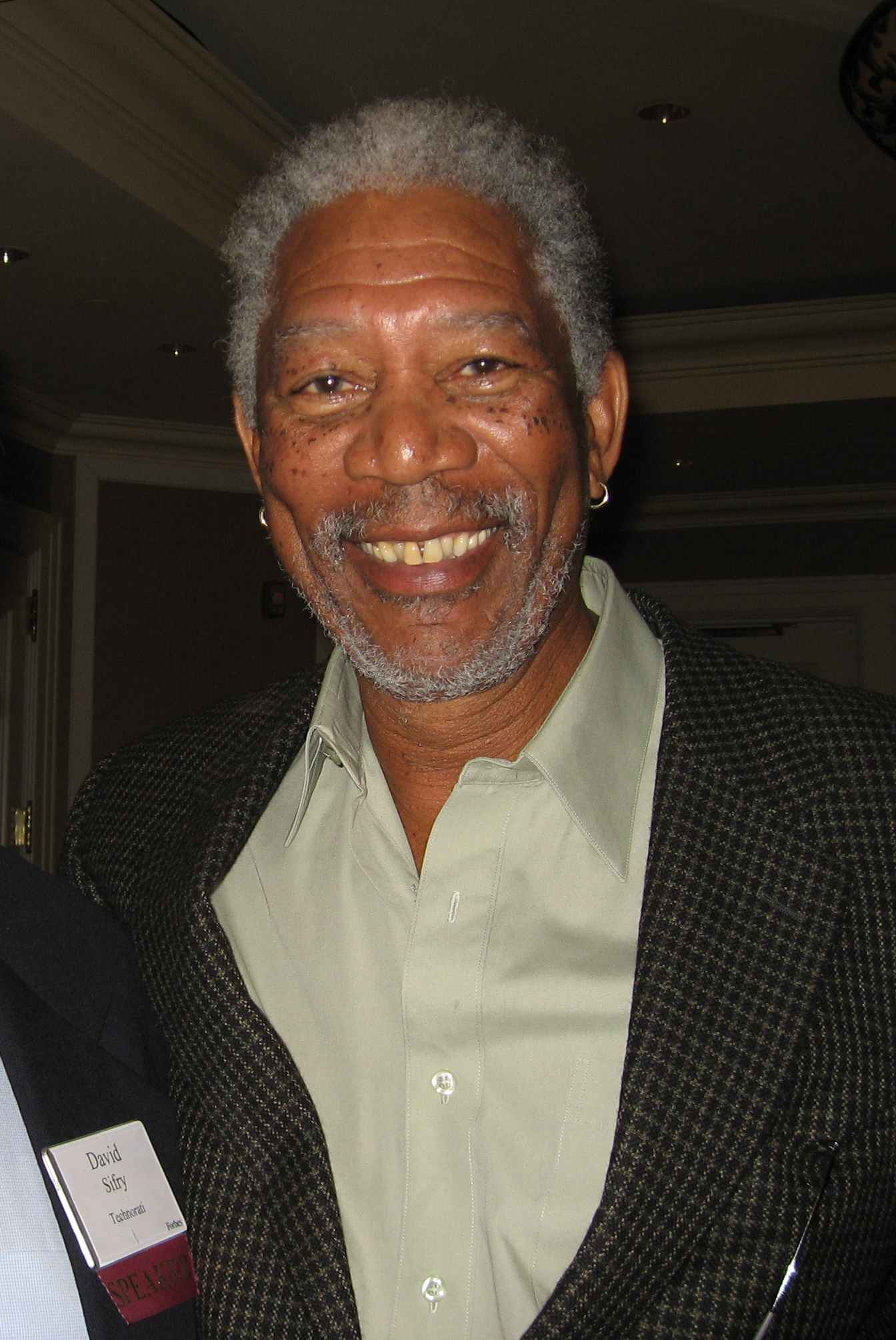
Morgan Freeman

- 01. Juni: Colleen McCullough, australische Schriftstellerin († 2015)
- 01. Juni: Ezio Pascutti, italienischer Fußballspieler und -trainer († 2017)
- 02. Juni: Wilhelm Friedrich Arens, deutscher Politiker († 2011)
- 02. Juni: Pierre Favre, schweizerischer Jazz-Schlagzeuger und Perkussionist
- 02. Juni: Rosalyn Higgins, Mitglied des Internationalen Gerichtshofes
- 02. Juni: Klaus-Michael Kühne, deutscher Unternehmer (Spediteur)
- 03. Juni: Jean-Pierre Jaussaud, französischer Automobilrennfahrer († 2021)
- 04. Juni: Minoru Betsuyaku, japanischer Dramatiker († 2020)
- 04. Juni: Freddy Fender, US-amerikanischer Country-Sänger († 2006)
- 04. Juni: Sybill Storz, deutsche Unternehmerin
- 05. Juni: Peter Härtel, deutscher Radsportler
- 06. Juni: Alexander Demandt, deutscher Althistoriker
- 06. Juni: Hans-Leo Kausemann, deutscher Politiker († 2025)
- 07. Juni: Roberto Blanco, deutscher Schlagersänger

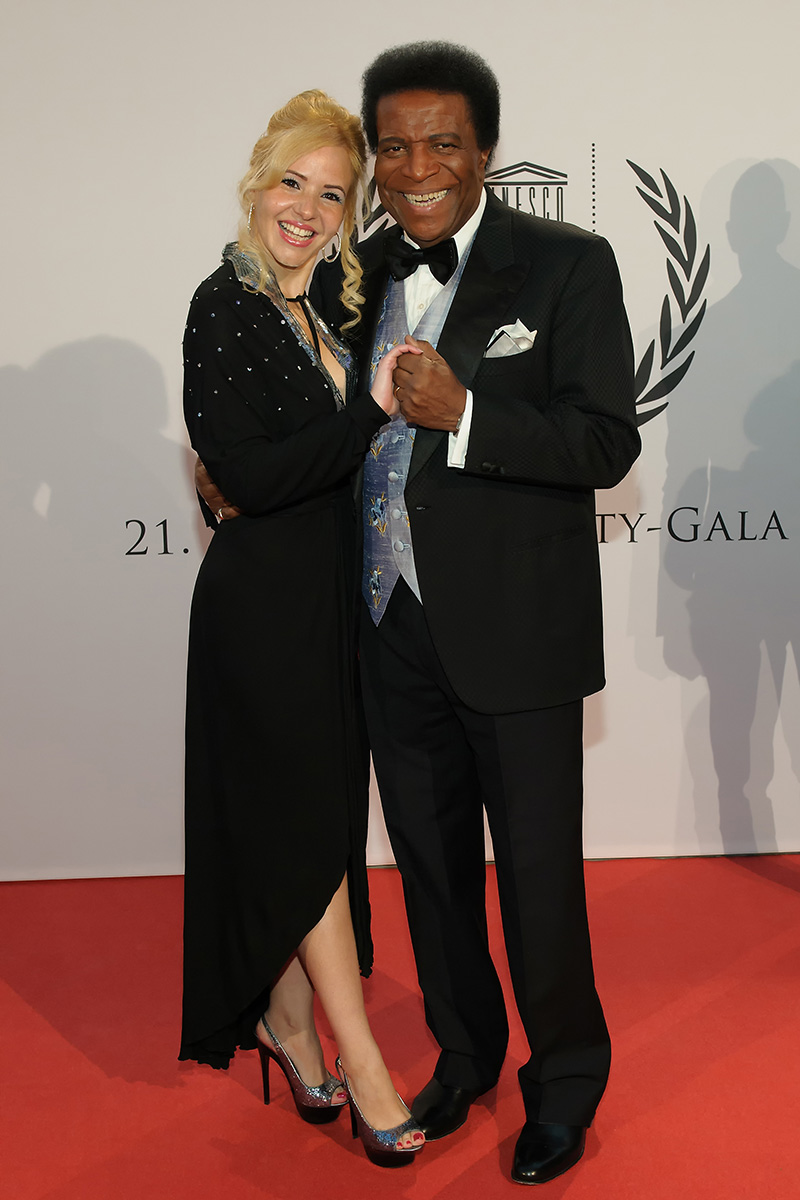
Roberto Blanco, 2012

- 07. Juni: Almut Eggert, deutsche Schauspielerin und Synchronsprecherin († 2023)
- 07. Juni: Roberto Fernández, argentinischer Jazztrompeter
- 07. Juni: Neeme Järvi, estnischer Dirigent
- 07. Juni: Hannjost Lixfeld, deutscher Volkskundler († 1998)
- 07. Juni: Claus Peymann, deutscher Theaterregisseur und Intendant († 2025)
- 07. Juni: Teddy Redell, US-amerikanischer Rockabilly-, Rock-’n’-Roll- und Country-Musiker
- 07. Juni: John Williamson, britischer Wirtschaftswissenschaftler († 2021)
- 08. Juni: Bruce McCandless, US-amerikanischer Astronaut († 2017)
- 09. Juni: Harald Rosenthal, deutscher Meeresbiologe und Fischereiwissenschaftler
- 09. Juni: Richard Schmitz, deutscher Hotelier
- 10. Juni: Luciana Paluzzi, italienische Schauspielerin
- 10. Juni: Patricia Parr, kanadische Pianistin, Musikpädagogin und Komponistin
- 11. Juni: Nadhmi Shakir Auchi, britischer Geschäftsmann
- 11. Juni: Rino Marchesi, italienischer Fußballtrainer
- 11. Juni: David Bryant Mumford, britischer Mathematiker
- 12. Juni: Wladimir Igorewitsch Arnold, russischer Mathematiker († 2010)
- 12. Juni: Antal Festetics, österreichischer Zoologe
- 12. Juni: Edmund Herr, deutscher Fußballspieler
- 12. Juni: Chips Moman, US-amerikanischer Musikproduzent und Komponist († 2016)
- 12. Juni: Christian Thiel, deutscher Philosoph
- 13. Juni: Volker Ludwig, deutscher Dramatiker und Theaterleiter
- 13. Juni: Heinrich Niewerth, deutscher Politiker († 2024)
- 13. Juni: Raj Reddy, indisch-amerikanischer Informatiker
- 13. Juni: Erich Ribbeck, deutscher Fußballtrainer und -spieler
- 13. Juni: Hans Vultink, niederländischer Karambolagespieler, Welt- und Europameister
- 14. Juni: Hans-Ulrich Klose, deutscher Politiker († 2023)
- 14. Juni: Jørgen Leth, dänischer Filmemacher und Dichter
- 15. Juni: Herbert Feuerstein, deutscher Kabarettist und Entertainer († 2020)

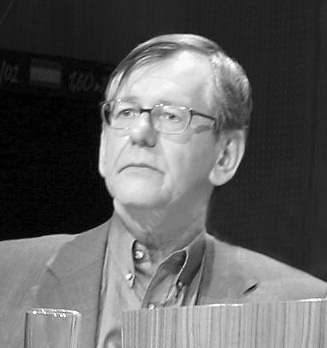
Herbert Feuerstein, 2005

- 15. Juni: Anna Hazare, indischer Bürgerrechtler
- 15. Juni: Waylon Jennings, US-amerikanischer Country-Musiker († 2002)
- 16. Juni: Hannelore Mensch, Ministerin für Arbeit und Löhne der DDR
- 16. Juni: Simeon Sakskoburggotski, letzter bulgarischer Zar
- 17. Juni: Walter Berschin, deutscher Philologe
- 18. Juni: Xavier Le Pichon, französischer Geologe († 2025)
- 18. Juni: Johann Schadenbauer, österreichischer Komponist und Dirigent
- 19. Juni: André Glucksmann, französischer Philosoph und Essayist († 2015)
- 19. Juni: Gerhard Zech, deutscher Politiker
- 20. Juni: Piero Heliczer, italo-amerikanischer Underground-Filmemacher († 1993)
- 20. Juni: Jerry Keller, US-amerikanischer Sänger und Songschreiber
- 20. Juni: Adolf J. Schwab, deutscher Professor der Elektrotechnik
- 22. Juni: Chris Blackwell, britischer Rockmusik-Produzent
- 23. Juni: Martti Ahtisaari, finnischer Diplomat und Politiker († 2023)
- 24. Juni: Renzo Arbore, italienischer Radiomoderator, Schauspieler und Musiker
- 24. Juni: Anita Desai, indische Schriftstellerin
- 25. Juni: Karin Graßhof, Richterin des Bundesverfassungsgerichts († 2025)
- 25. Juni: Keizō Obuchi, 84. japanischer Premierminister († 2000)
- 25. Juni: Victor Yoran, russischer Violoncellist und Komponist
- 26. Juni: Erwin Kremer, deutscher Automobilrennfahrer und Rennstallbesitzer († 2006)
- 26. Juni: Fred Markus, kanadischer Radrennfahrer († 2022)
- 26. Juni: Robert C. Richardson, US-amerikanischer Physiker († 2013)
- 27. Juni: Alexander Heimann, Schweizer Krimiautor († 2003)
- 28. Juni: Aaron Krosnick, US-amerikanischer Geiger und Musikpädagoge
- 28. Juni: Juan José Saer, argentinischer Schriftsteller († 2005)
- 30. Juni: Hiltrud Kier, österreichische Kunsthistorikerin
- 30. Juni: Michael von Biel, deutscher Komponist und Cellist
- 30. Juni: Ludwig Scholz, deutscher Politiker († 2005)

### Juli
- 01. Juli: Claus-Wilhelm Canaris, deutscher Zivilrechtler und Rechtsphilosoph († 2021)
- 01. Juli: Lydia Makhubu, eswatiniische Chemikerin († 2021)
- 02. Juli: Richard Petty, US-amerikanischer Automobilrennfahrer
- 03. Juli: Joochen Laabs, deutscher Schriftsteller
- 03. Juli: Tom Stoppard, britischer Dramatiker
- 04. Juli: Frans Aerenhouts, belgischer Radrennfahrer († 2022)
- 04. Juli: Sonja Haraldsen, Frau des norwegischen Königs Harald V.
- 04. Juli: Wolf von Lojewski, deutscher Fernsehjournalist Wolf von Lojewski

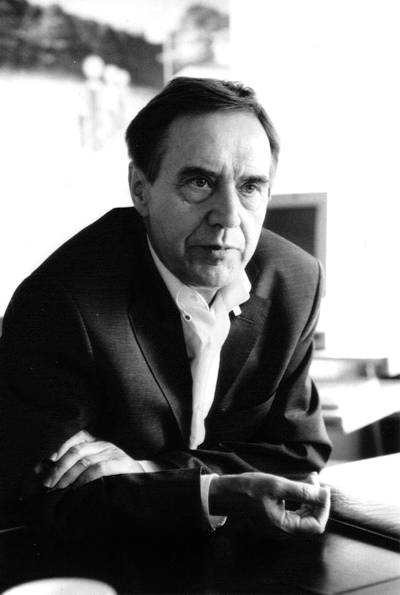
Wolf von Lojewski

- 05. Juli: Anke Fuchs, deutsche Politikerin († 2019) Anke Fuchs, 1982

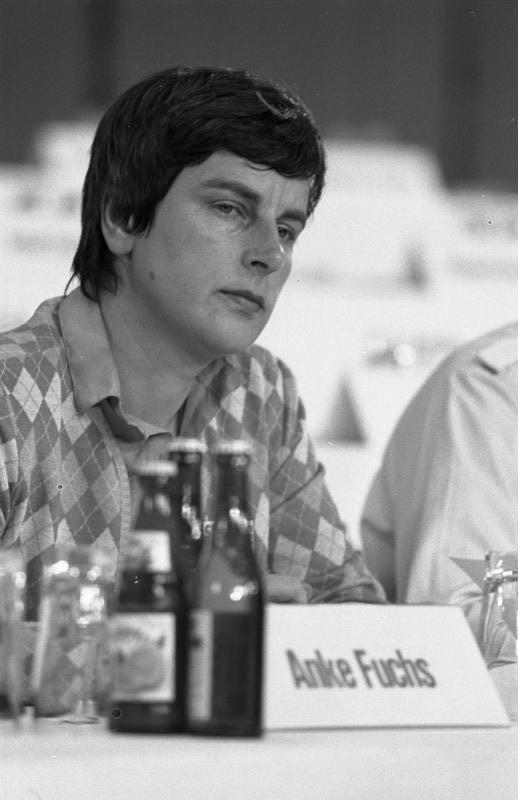
Anke Fuchs, 1982

- 05. Juli: Jan Kudra, polnischer Radrennfahrer († 2023)
- 05. Juli: Nita Lowey, US-amerikanische Politikerin († 2025)
- 06. Juli: Wladimir Dawidowitsch Aschkenasi, russischer Pianist und Dirigent
- 06. Juli: Ned Beatty, US-amerikanischer Schauspieler († 2021)
- 06. Juli: Bessie Head, botswanische Schriftstellerin († 1986)
- 07. Juli: Giovanni Arrighi, italienischer Soziologe († 2009)
- 07. Juli: Claus Peymann, deutscher Theaterregisseur und Intendant († 2025)
- 07. Juli: Tung Chee-hwa, chinesischer Geschäftsmann und Politiker
- 08. Juli: Otto Forster, deutscher Mathematiker
- 08. Juli: Volker Glatt, deutscher Brigadegeneral († 2023)
- 08. Juli: Shinji Nagashima, japanischer Manga-Zeichner († 2005)
- 09. Juli: Peter Beil, deutscher Schlagersänger, Trompeter, Komponist und Bandleader († 2007)
- 09. Juli: David Hockney, britischer Künstler
- 09. Juli: Peter Märthesheimer, deutscher Drehbuchautor († 2004)
- 09. Juli: Friedrich Schragl, österreichischer Kirchenhistoriker († 2025)
- 10. Juli: Kurt Bartsch, deutscher Lyriker und Prosaautor († 2010)
- 12. Juli: Howie Casey, britischer Saxophonist
- 12. Juli: Raymond Ceulemans, belgischer Billardspieler
- 12. Juli: Bill Cosby, US-amerikanischer Schauspieler Bill Cosby

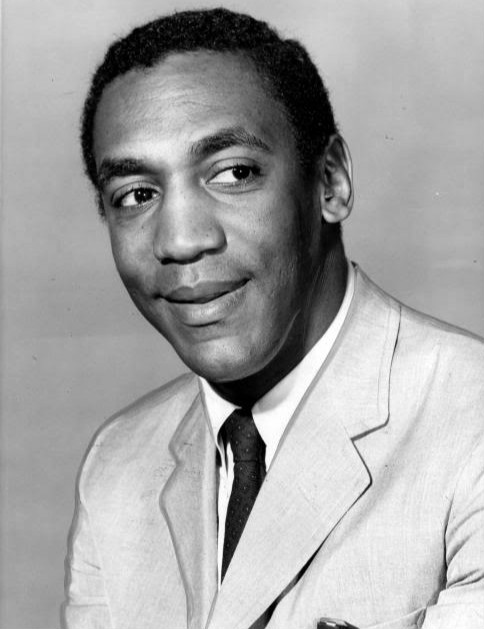
Bill Cosby

- 12. Juli: Lionel Jospin, französischer Premierminister
- 12. Juli: Thomas O’Riordan, irischer Leichtathlet († 2022)
- 12. Juli: Ernst Wendt, deutscher Theaterregisseur († 1986)
- 13. Juli: Ilse Brusis, deutsche Politikerin
- 13. Juli: Christine Heitmann, deutsche Bildhauerin
- 14. Juli: Claude Bloodgood, US-amerikanischer Mörder und Schachspieler († 2001)
- 14. Juli: Teresa Lipowska, polnische Schauspielerin
- 15. Juli: Demir Gökgöl, türkischer Schauspieler († 2012)
- 15. Juli: Hartwig Steusloff, deutscher Informatiker und Hochschullehrer († 2021)
- 15. Juli: Wes Wilson, US-amerikanischer Künstler († 2020)
- 15. Juli: Robert Wohlleben, deutscher Lyriker, Essayist, Übersetzer und Verleger († 2024)
- 16. Juli: Andrija Anković, jugoslawischer Fußballspieler und -trainer († 1980)
- 16. Juli: Wlamir Marques, brasilianischer Basketballspieler († 2025)
- 16. Juli: Maria Voce, italienische Theologin († 2025)
- 17. Juli: Andreas von Bülow, deutscher Politiker
- 17. Juli: Willi Dungl, österreichischer Wellness-Guru († 2002)
- 17. Juli: Maury Schleicher, US-amerikanischer American-Football-Spieler († 2004)
- 18. Juli: Gladys Marín, chilenische Politikerin († 2005)
- 18. Juli: Hunter S. Thompson, US-amerikanischer Schriftsteller und Reporter († 2005)
- 19. Juli: Thomas Ammer, deutscher Historiker und DDR-Oppositioneller († 2024)
- 19. Juli: George Hamilton IV., US-amerikanischer Country-Sänger († 2014)
- 19. Juli: Richard Jordan, US-amerikanischer Schauspieler († 1993)
- 20. Juli: Mario Arpino, italienischer General
- 20. Juli: Peter Kulka, deutscher Architekt († 2024)
- 21. Juli: Leoš Faltus, tschechischer Komponist und Musikpädagoge († 2024)
- 21. Juli: Walter Link, deutscher Politiker († 2010)
- 22. Juli: Heik Afheldt, deutscher Wissenschaftspublizist und Herausgeber
- 22. Juli: Otfried Hofius, deutscher Theologe und Professor
- 22. Juli: Christa Kleinhans, deutsche Fußballspielerin
- 24. Juli: Jürgen Rochlitz, deutscher Wissenschaftler und Politiker († 2019)
- 24. Juli: Wilfried Vogel, deutscher Fußballspieler
- 24. Juli: George Young, US-amerikanischer Leichtathlet († 2022)
- 25. Juli: John Harris Armstrong, US-amerikanischer Schauspieler († 1992)
- 25. Juli: Anders Cleve, finnischer Schriftsteller († 1985)
- 26. Juli: Peter Fleischmann, deutscher Regisseur († 2021)
- 26. Juli: Guy Green, australischer Politiker († 2025)
- 26. Juli: Clifton Jones, britischer Schauspieler († 2025)
- 26. Juli: Ercole Spada, italienischer Automobildesigner († 2025)
- 27. Juli: Peter Damm, deutscher Hornist
- 27. Juli: Helmut Fendel, deutscher Fußballspieler († 2019)
- 28. Juli: Kurt Düwell, deutscher Historiker
- 28. Juli: Bernal Flores, costa-ricanischer Komponist
- 28. Juli: Ursula Stock, deutsche Bildhauerin, Malerin und Zeichnerin
- 28. Juli: Francis Veber, französischer Journalist, Drehbuchautor, Filmregisseur und Produzent
- 29. Juli: Fritz Arend, deutscher Maler, Glasmaler und Bildwirker († 1998)
- 29. Juli: Daniel McFadden, US-amerikanischer Ökonometriker, Nobelpreisträger
- 31. Juli: Mauro Bianchi, belgischer Automobilrennfahrer
- 31. Juli: Willi Erdmann, Richter am Bundesgerichtshof

### August
- 01. August: Tilman Fichter, deutscher Politikwissenschaftler († 2025)
- 02. August: María Duval, mexikanische Schauspielerin und Sängerin
- 02. August: Garth Hudson, kanadischer Multiinstrumentalist († 2025)
- 02. August: Fernando Torres Durán, römisch-katholischer Geistlicher († 2019)
- 03. August: Klaus Peter Cadsky, deutsch-schweizerischer Karikaturist († 2011)
- 03. August: Andrés Gimeno, spanischer Tennisspieler († 2019)
- 03. August: Reiner Groß, deutscher Archivar und Historiker
- 04. August: Richard Lee Armstrong, kanadischer Geologe und Geochemiker († 1991)
- 05. August: Herb Brooks, US-amerikanischer Eishockeytrainer († 2003)
- 05. August: Klaus Meyer, deutscher Fußballspieler († 2014)
- 06. August: Charlie Haden, US-amerikanischer Jazzbassist († 2014)
- 06. August: Baden Powell de Aquino, brasilianischer Musiker († 2000)
- 07. August: Siegfried Kettling, deutscher evangelischer Pfarrer, Autor und theologischer Lehrer († 2024)
- 07. August: Ursula Sieg, deutsche Schauspielerin und Synchronsprecherin
- 07. August: Magic Slim, US-amerikanischer Blues-Gitarrist, Sänger und Songschreiber († 2013)
- 08. August: Tom Georgeson, britischer Schauspieler
- 08. August: Dustin Hoffman, US-amerikanischer Schauspieler

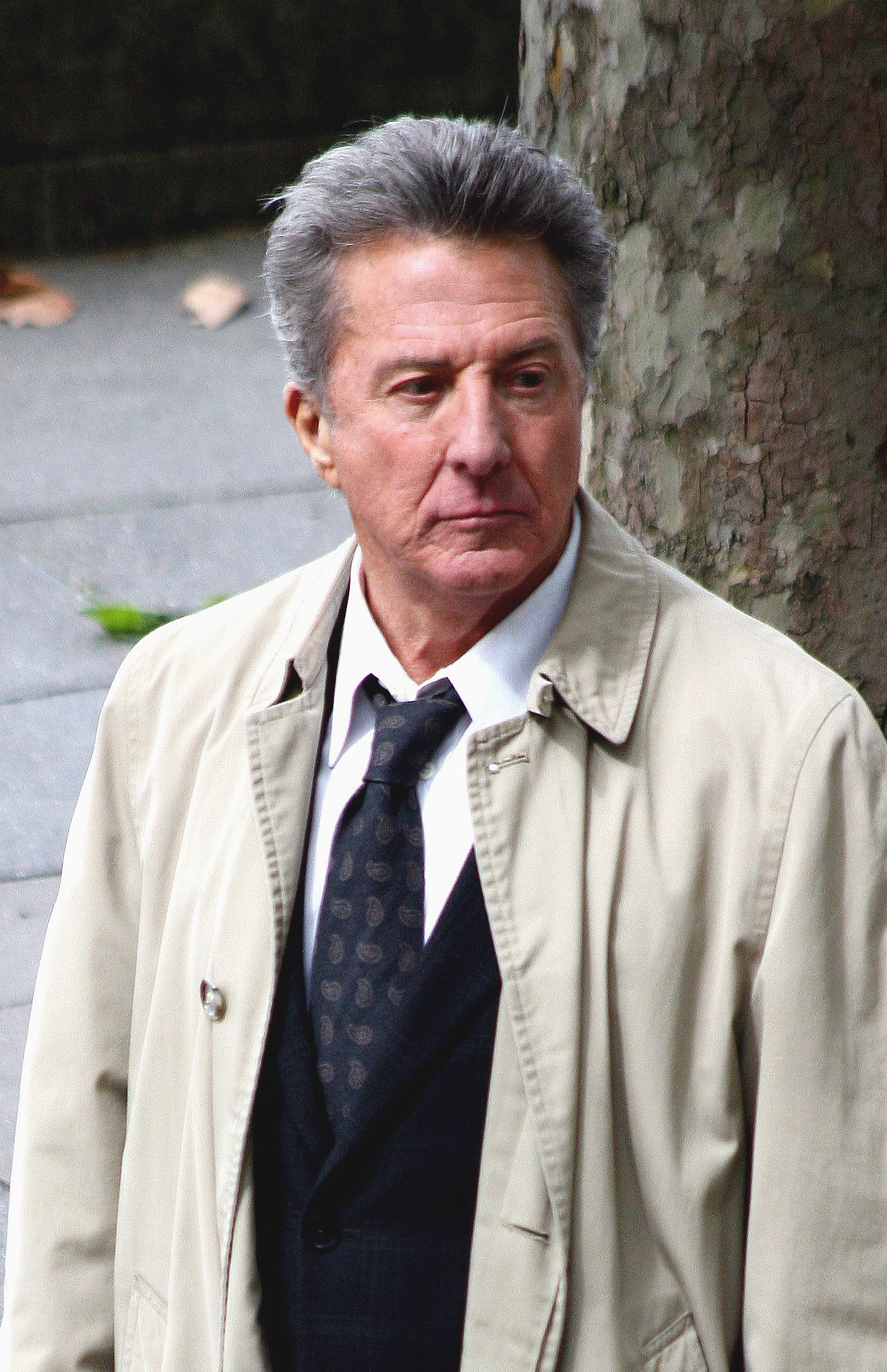
Dustin Hoffman, 2008

- 08. August: Cornelis Vreeswijk, holländisch-schwedischer Troubadour, Komponist und Dichter († 1987)
- 09. August: Ronald William Amess, australischer Eishockeyspieler († 2011)
- 09. August: Renato Longo, italienischer Querfeldein-Radsportler († 2023)
- 09. August: Hans Nowak, deutscher Fußballspieler († 2012)
- 10. August: Hartmut Atsma, deutscher Historiker und Diplomatiker († 2009)
- 10. August: Wjatscheslaw Chrynin, sowjetischer Basketballspieler († 2021)
- 10. August: Eddie Meador, US-amerikanischer American-Football-Spieler († 2023)
- 10. August: Anatoli Alexandrowitsch Sobtschak, russischer Politiker († 2000)
- 10. August: Annette Weber-Krier, luxemburgische Turnerin
- 11. August: Alan Borwell, schottischer Schachfunktionär, Präsident des Weltfernschachbundes ICCF
- 11. August: Anna Massey, britische Schauspielerin († 2011)
- 11. August: Uta Sax, deutsche Schauspielerin
- 11. August: Lieselotte Schweikert, deutsche Politikerin, MdL († 2020)
- 11. August: Tan Joe Hok, indonesischer Badmintonspieler († 2025)
- 13. August: Liu Dehai, chinesischer Pipaspieler, Komponist und Musikpädagoge († 2020)
- 16. August: Jörg Baetge, deutscher Wirtschaftswissenschaftler
- 16. August: David Behrman, US-amerikanischer Komponist, Klang- und Installationskünstler, Musikpädagoge und Pionier der Computermusik
- 16. August: Lorraine Gary, US-amerikanische Schauspielerin
- 16. August: Rudi Thurow, DDR-Grenzsoldat († 2022)
- 17. August: Michael Louis Fitzgerald, US-amerikanischer Erzbischof und Diplomat, Kardinal
- 19. August: Niall Mac Aindriú, irischer Politiker († 2006)
- 19. August: Peter Kauffold, Tierzuchtforscher und Minister der DDR († 2014)
- 20. August: Martin Amelung, deutscher Jurist und Strafverteidiger († 2006)
- 20. August: Jean-Louis Petit, französischer Dirigent, Komponist, Pianist und Organist
- 20. August: Georg Thoma, deutscher Skispringer
- 22. August: Johan Anthierens, belgischer Journalist und Schriftsteller († 2000)
- 22. August: Rifaat al-Assad, syrischer Politiker
- 22. August: Enrique García Asensio, spanischer Dirigent und Musikpädagoge
- 22. August: Eberhard Busch, deutsch-schweizerischer evangelisch-reformierter Pfarrer und Theologieprofessor
- 22. August: Malachi Favors, US-amerikanischer Jazz-Bassist († 2004)
- 22. August: Francesco Musso, italienischer Boxolympiasieger
- 24. August: Moshood Abiola, nigerianischer Politiker und Geschäftsmann († 1998)
- 24. August: Otto Dann, deutscher Historiker und Autor († 2014)
- 24. August: Magne Landrø, norwegischer Sportschütze († 2022)
- 25. August: Klaus Wildbolz, Schweizer Schauspieler († 2017)
- 26. August: Nina Companéez, französische Drehbuchautorin und Regisseurin († 2015)
- 26. August: Cornelius Kweku Ganyo, ghanaischer Perkussionist und Tänzer († 2003)
- 26. August: Blanca Rosa Gil, kubanische Sängerin
- 26. August: Jürgen Kross, deutscher Schriftsteller († 2019)
- 26. August: Otto Schaden, US-amerikanischer Ägyptologe († 2015)
- 27. August: Anna Bruns, deutsche Politikerin  († 2025)
- 27. August: Alice Coltrane, US-amerikanische Jazzmusikerin († 2007)
- 27. August: Tommy Sands, US-amerikanischer Sänger und Schauspieler
- 27. August: Phil Shulman, schottischer Musiker
- 28. August: Giovanni Arvedi, italienischer Industrieller
- 28. August: Haydée Coloso, philippinische Schwimmerin († 2021)
- 28. August: Joe Osborn, US-amerikanischer Studiomusiker († 2018)
- 29. August: James Florio, US-amerikanischer Politiker († 2022)
- 29. August: Dieter Kalenbach, deutscher Comiczeichner († 2021)
- 30. August: Oleg Andrejewitsch Andrejew, russischer Autor und Pädagoge
- 30. August: Jean-Pierre Gaban, belgischer Automobilrennfahrer
- 30. August: Gerhard Maier, evangelischer Theologe und evangelischer Bischof
- 31. August: Gunter Hampel, deutscher Jazzmusiker
- 31. August: Gilles Latulippe, kanadischer Theaterleiter, Schauspieler, Regisseur und Schauspielautor († 2014)
- 31. August: Bobby Parker, US-amerikanischer Gitarrist († 2013)

### September
- 01. September: Peter Gaehtgens, deutscher Physiologe, Präsident der Hochschulrektorenkonferenz
- 01. September: Wolfgang Hess, Schweizer Synchronsprecher und Schauspieler († 2016)
- 01. September: Karl Otto Hondrich, deutscher Soziologe († 2007)
- 01. September: Allen Jones, britischer Künstler der Pop-Art
- 01. September: Henrik Stangerup, dänischer Autor und Filmregisseur († 1998)
- 02. September: Giampiero Biscaldi, italienischer Automobilrennfahrer († 2014)
- 02. September: Hans Bols, deutscher Karnevals-Redner († 2005)
- 02. September: Willi Giesemann, deutscher Fußballspieler († 2024)
- 02. September: Janez Kocmur, jugoslawischer Schwimmer († 2022)
- 02. September: Eva Lynd, schwedische Schauspielerin und Model
- 02. September: Moisés Moleiro, venezolanischer Politiker und Historiker († 2002)
- 02. September: Jörg Schönbohm, deutscher Politiker († 2019)
- 02. September: Monika Taubitz, deutsche Schriftstellerin und Lyrikerin
- 03. September: Bettina Heinen-Ayech, deutsche Malerin († 2020)
- 04. September: Garnet Brooks, kanadischer Sänger und Gesangspädagoge († 2009)
- 04. September: Dawn Fraser, australische Schwimmerin
- 05. September: Antonio Angelillo, argentinisch-italienischer Fußballspieler und -trainer († 2018)
- 05. September: Yazid Zerhouni, algerischer Politiker († 2020)
- 06. September: Wolf-Dieter Hauschild, deutscher Dirigent, Chorleiter, Intendant und Hochschullehrer († 2023)
- 06. September: Wolfgang Sand, deutscher Brigadegeneral, Unterabteilungsleiter im Bundesnachrichtendienst († 2001)
- 07. September: Birgit Breuel, deutsche Politikerin
- 07. September: Erwin Josef Ender, deutscher Erzbischof der römisch-katholischen Kirche und vatikanischer Diplomat († 2022)
- 07. September: Gert Pinkernell, deutscher Romanist und Literaturwissenschaftler († 2017)
- 08. September: Cüneyt Arkın, türkischer Schauspieler, Drehbuchautor, Filmregisseur und -produzent († 2022)
- 08. September: Bernhard Blume, deutscher Fotograf († 2011)
- 08. September: Helga Hahnemann, deutsche Entertainerin, Kabarettistin und Schauspielerin († 1991)
- 08. September: Olaf Kübler, deutscher Jazzsaxophonist († 2024)
- 08. September: Josef Panáček, tschechoslowakischer Sportschütze († 2022)
- 08. September: Arthur Shurlock, US-amerikanischer Turner († 2022)
- 09. September: Horst Ademeit, deutscher Künstler († 2010)
- 09. September: Uwe Herms, deutscher Schriftsteller († 2023)
- 10. September: Daniel Defert, französischer Soziologe († 2023)
- 10. September: Jared Diamond, US-amerikanischer Evolutionsbiologe, Physiologe und Biogeograph
- 11. September: Leif Frimann Anisdahl, norwegischer Grafik-Designer und Briefmarkenkünstler
- 11. September: Paola Ruffo di Calabria, belgische Königin
- 11. September: Tomas Venclova, litauischer Dichter und Schriftsteller
- 12. September: Gus Backus, US-amerikanischer Musiker und Schlagersänger († 2019)
- 12. September: Wayne Cogswell, US-amerikanischer Rock-’n’-Roll-Musiker und Songschreiber († 2020)
- 13. September: Don Bluth, US-amerikanischer Regisseur, Produzent und Drehbuchautor
- 13. September: Bertold Sommer, deutscher Jurist und Richter des Bundesverfassungsgerichts
- 14. September: David Heywood Anderson, britischer Jurist und Diplomat
- 14. September: Sigrid Brunk, deutsche Schriftstellerin
- 14. September: Renzo Piano, italienischer Architekt
- 15. September: Fernando de la Rúa, argentinischer Politiker, Präsident von Argentinien († 2019)
- 16. September: Alexander Medwed, sowjetischer Ringer und belarussischer Sportfunktionär († 2024)
- 16. September: Karel Milota, tschechischer Dichter, Schriftsteller und Übersetzer († 2002)
- 17. September: Ute Angerhoefer, deutsche Pädagogin
- 18. September: Geert Müller-Gerbes, deutscher Journalist und Moderator († 2020)
- 19. September: José Pedraza, mexikanischer Leichtathlet und Olympiamedaillengewinner († 1998)
- 19. September: Helmut Walbert, deutscher Schriftsteller, Kinderbuch- und Hörspielautor († 2008)
- 20. September: Gerhard Adolph, deutscher Leichtathlet, Schauspieler und Moderator
- 20. September: Hans-Joachim Jentsch, deutscher Politiker und Richter des Bundesverfassungsgerichts († 2021)
- 20. September: Monica Zetterlund, schwedische Sängerin und Schauspielerin († 2005)
- 23. September: Kurt Vossen, deutscher Fußballfunktionär, Vorsitzender von Bayer 04 Leverkusen († 2007)
- 24. September: Helga Hoffmann, deutsche Leichtathletin
- 24. September: Ingo Kümmel, deutscher Kunstvermittler und Galerist († 1990)
- 25. September: Horacee Arnold, US-amerikanischer Jazzschlagzeuger
- 26. September: Joop Admiraal, niederländischer Schauspieler, Autor und Filmemacher († 2006)
- 26. September: Eli Amir, israelischer Schriftsteller
- 26. September: Marina Colasanti, italo-brasilianische Autorin († 2025)
- 26. September: Walentin Sergejewitsch Pawlow, Ministerpräsident der Sowjetunion († 2003)
- 27. September: Felipe Arriaga, mexikanischer Sänger und Schauspieler († 1988)
- 27. September: Tesfaye Gesesse, äthiopischer Schauspieler, Regisseur, Schriftsteller, Übersetzer, und Theaterintendant († 2020)
- 27. September: Franz Grundheber, deutscher Opernsänger
- 27. September: Hans-Joachim Lauck, deutscher Politiker, Minister in der DDR
- 28. September: Edward Applebaum, US-amerikanischer Komponist, Musikpädagoge und Psychologe
- 28. September: Heinz Hornig, deutscher Fußballspieler
- 28. September: Ernst Schubert, deutscher Apotheker († 2021)
- 28. September: Bob Schul, US-amerikanischer Langstreckenläufer († 2024)
- 29. September: Antonio Bailetti, italienischer Radrennfahrer
- 30. September: Jean-Pierre Azéma, französischer Historiker († 2025)
- 30. September: Jurek Becker, deutscher Schriftsteller († 1997)
- 30. September: Johannes Grützke, deutscher Maler, Zeichner und Druckgrafiker († 2017)
- 30. September: Gary Hocking, rhodesischer Motorradrennfahrer († 1962)
- 30. September: Walentyn Sylwestrow, ukrainischer Komponist

### Oktober
- 01. Oktober: Hedwig d’Ancona, niederländische Politikerin, Geographin und Soziologin
- 01. Oktober: John D. Anderson jr., US-amerikanischer Ingenieur
- 01. Oktober: Peter Stein, deutscher Regisseur
- 02. Oktober: Johnnie Cochran, US-amerikanischer Staranwalt († 2005)
- 02. Oktober: Michael Graff, österreichischer Rechtsanwalt und Politiker († 2008)
- 02. Oktober: Heinz Oliberius, deutscher Bildhauer († 2001)
- 02. Oktober: Helga Schütz, deutsche Schriftstellerin
- 03. Oktober: Lothar Hinze, Synchronsprecher und Synchronregisseur

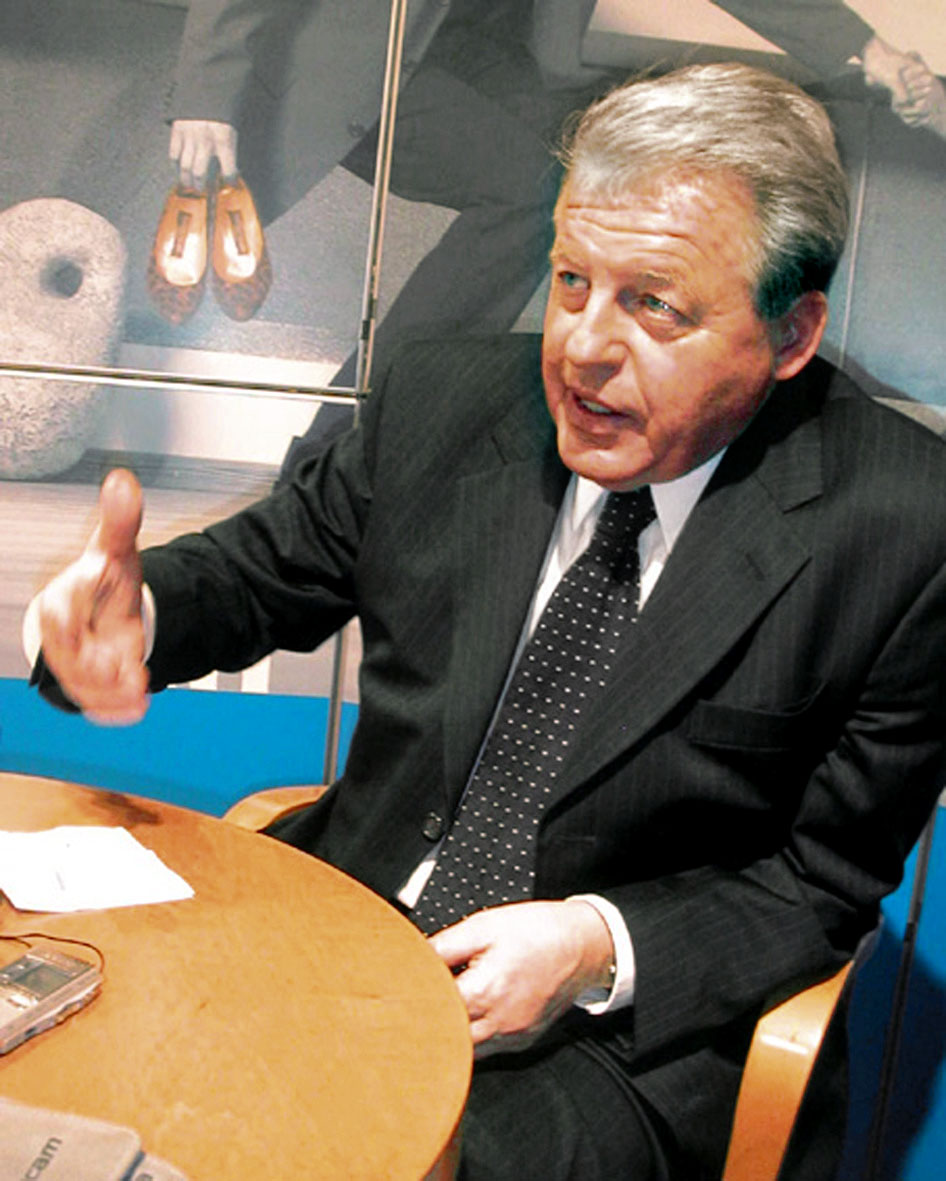
Franz Vranitzky

- 04. Oktober: Franz Vranitzky, österreichischer Politiker, Bundeskanzler, Manager
- 05. Oktober: Brian Maunsell, neuseeländischer Boxer († 2021)
- 05. Oktober: Abi Ofarim, israelischer Sänger († 2018)
- 05. Oktober: Barry Switzer, US-amerikanischer American-Football-Trainer
- 06. Oktober: Mario Capecchi, US-amerikanischer Genetiker
- 06. Oktober: Hōzan Yamamoto, japanischer Shakuhachispieler, Komponist und Hochschullehrer († 2014)
- 07. Oktober: Joaquín Larroya, spanischer Kanute († 2021)
- 08. Oktober: Eduard Ergartowitsch Rossel, russischer Politiker, Gouverneur
- 09. Oktober: Johann Brait, österreichischer Politiker
- 09. Oktober: Eugen Jegorov, tschechischer Schauspieler und Jazzmusiker († 1992)
- 09. Oktober: David Prophet, britischer Automobilrennfahrer († 1981)
- 09. Oktober: Peter Zbinden, Schweizer Automobilrennfahrer
- 11. Oktober: Virgil Bălan, rumänischer Tischtennistrainer († 2008)
- 11. Oktober: Bobby Charlton, britischer Fußballspieler († 2023)
- 13. Oktober: Rudolf Seiters, deutscher Politiker, Bundesminister
- 15. Oktober: Omrane Sadok, tunesischer Boxer († 2021)
- 15. Oktober: Karl-Heinz Schulze, deutscher Schauspieler und ehemaliger Nachtclub-Betreiber
- 16. Oktober: Joe Castellano, US-amerikanischer Mediziner und Automobilrennfahrer
- 16. Oktober: Roger Anthony Petitto, US-amerikanischer Schauspieler
- 16. Oktober: John Whitmore, britischer Automobilrennfahrer, Berater und Sachbuchautor († 2017)
- 17. Oktober: Muho Asllani, albanischer Politiker
- 17. Oktober: Peter Nilson, schwedischer Astronom und Romanautor († 1998)
- 18. Oktober: Boyd Dowler, US-amerikanischer American-Football-Spieler
- 18. Oktober: Gerhard Schäfer, Richter am Bundesgerichtshof
- 19. Oktober: Teresa Ciepły, polnische Leichtathletin und Olympionikin († 2006)
- 19. Oktober: Gerhard Dongus, deutscher Schauspieler, Nachrichtensprecher und Moderator
- 19. Oktober: Hans Conrad Zander, Schweizer deutschsprachiger Journalist und Schriftsteller
- 20. Oktober: Wanda Jackson, US-amerikanische Rockabilly- und Country-Sängerin
- 20. Oktober: Heinz Dieter Stodolkowitz, deutscher Jurist und Richter am Bundesgerichtshof
- 21. Oktober: Édith Scob, französische Schauspielerin († 2019)
- 22. Oktober: Elaine Hatfield, US-amerikanische Psychologin und Sexualwissenschaftlerin
- 22. Oktober: Manos Loïzos, griechischer Komponist († 1982)
- 22. Oktober: Tadeáš Salva, tschechischer Komponist († 1995)
- 23. Oktober: Xhevat Lloshi, albanischer Sprachwissenschaftler
- 25. Oktober: Julian Schutting, österreichischer Schriftsteller
- 26. Oktober: Reinhold Kellenbenz, deutscher Fußballspieler
- 26. Oktober: Thomas Küttler, deutscher evangelischer Theologe († 2019)
- 26. Oktober: William Lubtchansky, französischer Kameramann († 2010)
- 27. Oktober: Peter Lustig, deutscher Fernsehmoderator († 2016)

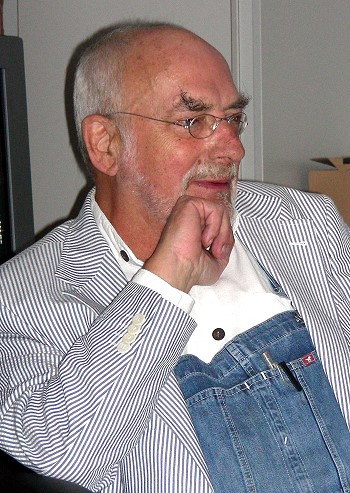
Peter Lustig

- 28. Oktober: Graham Bond, englischer Jazz- und Blues-Musiker († 1974)
- 28. Oktober: Helge Breloer, deutsche Sachverständige, Juristin und Sachbuchautorin († 2011)
- 28. Oktober: Georg Martin Lange, deutscher Fernsehregisseur, Texter und Buchautor († 2020)
- 28. Oktober: Lenny Wilkens, US-amerikanischer Basketballspieler und -trainer
- 29. Oktober: Christian Anatole, französischer Romanist und Okzitanist († 1987)
- 29. Oktober: Alan Peacock, englischer Fußballspieler († 2025)
- 30. Oktober: Rudolfo Anaya, US-amerikanischer Schriftsteller († 2020)
- 30. Oktober: Heinrich Augustin, deutscher Politiker († 2025)
- 30. Oktober: Claude Lelouch, französischer Filmregisseur, Filmproduzent und Schauspieler
- 30. Oktober: John Patrick Williams, US-amerikanischer Politiker († 2025)
- 31. Oktober: Tom Paxton, US-amerikanischer Folksänger, Songwriter und Kinderbuchautor

### November
- 01. November: Bill Anderson, US-amerikanischer Country-Sänger und Songwriter
- 01. November: Dieter Beckmann, deutscher Psychologe († 2012)
- 01. November: Jürgen Echternach, deutscher Politiker († 2006)
- 01. November: Witta Pohl, deutsche Schauspielerin († 2011)
- 01. November: Tom Waddell, US-amerikanischer Arzt und Sportler († 1987)
- 02. November: Wassilios E. Fthenakis, griechisch-deutscher Pädagoge, Anthropologe, Genetiker und Psychologe
- 02. November: Alfred Kucharczyk, polnischer Turner († 2020)
- 03. November: Rolf-Ernst Breuer, deutscher Bankmanager († 2024)
- 03. November: F. K. Waechter, deutscher Zeichner und Schriftsteller, Theater- und Filmregisseur († 2005)
- 04. November: Werner Aderhold, deutscher Musikwissenschaftler († 2021)
- 04. November: Lorenzo Alocén, spanischer Basketballspieler († 2022)
- 04. November: Loretta Swit, US-amerikanische Schauspielerin († 2025)
- 05. November: Harris Yulin, US-amerikanischer Schauspieler († 2025)
- 06. November: Horst Hano, deutscher Fernsehjournalist
- 07. November: Alberto Grau, venezolanischer Komponist, Dirigent und Musikpädagoge
- 07. November: John Reeve, Bobfahrer und Skirennläufer von den Amerikanischen Jungferninseln
- 07. November: Konrad Schily, deutscher Mediziner und Hochschulpolitiker
- 09. November: Eddie Blay, ghanaischer Boxer († 2006)
- 09. November: Martin Schwab, deutscher Schauspieler
- 10. November: Karin Eickelbaum, deutsche Film- und Theaterschauspielerin († 2004)
- 10. November: Werner Giggenbach, deutscher Geochemiker, Geologe und Vulkanologe († 1997)
- 10. November: Zdzisław Piernik, polnischer Tubist
- 11. November: Vittorio Brambilla, italienischer Motorrad- und Automobilrennfahrer († 2001)
- 11. November: André Brugiroux, französischer Globetrotter und Schriftsteller
- 11. November: Dick Celeste, US-amerikanischer Politiker
- 12. November: Mills Lane, US-amerikanischer Ringrichter († 2022)
- 12. November: Irene Rodrian, deutsche Schriftstellerin und Drehbuchautorin († 2025)
- 13. November: Eva-Maria Werth, deutsche Synchronsprecherin und Schauspielerin
- 14. November: Vittorio Adorni, italienischer Radrennfahrer († 2022)
- 15. November: Gabriele Ferro, italienischer Dirigent
- 16. November: Gerardo Chávez, peruanischer Maler († 2025)
- 16. November: Lothar Späth, deutscher Politiker, Ministerpräsident von Baden-Württemberg († 2016)
- 18. November: Ulrich Wildgruber, deutscher Schauspieler († 1999)
- 19. November: Tamara Bunke, Guerillera in Lateinamerika an der Seite von Che Guevara († 1967)
- 20. November: René Kollo, Berliner Tenor (Kammersänger)
- 20. November: Ruth Laredo, US-amerikanische Pianistin († 2005)
- 21. November: Bernard Bot, niederländischer Politiker
- 21. November: Marlo Thomas, US-amerikanische Schauspielerin und Produzentin
- 22. November: Theophil Antonicek, österreichischer Musikwissenschaftler († 2014)
- 22. November: Roland Berger, deutscher Unternehmer sowie Unternehmens- und Politikberater
- 22. November: Nikolai Kapustin, ukrainischer Komponist und Pianist († 2020)
- 22. November: Burghard Rieger, deutscher Computerlinguist und Semiotiker († 2021)
- 22. November: Joachim Siol, Richter am Bundesgerichtshof
- 23. November: Karl Mildenberger, deutscher Boxsportler († 2018)
- 23. November: Karol Modzelewski, polnischer Historiker († 2019)
- 23. November: Giuseppe Verucchi, italienischer Erzbischof († 2025)
- 24. November: Freddie Fingers Lee, britischer Sänger und Pianist († 2014)
- 24. November: Miguel Martorell, spanischer Radsportler († 2021)
- 24. November: Jürgen Raschert, deutscher Soziologe († 2012)
- 25. November: Hans Andree, deutscher Hochschullehrer und Professor
- 25. November: Kazimieras Antanavičius, litauischer Ökonom und Politiker († 1998)
- 26. November: Léo Lacroix, französischer Skirennläufer
- 26. November: Zenji Okuzawa, japanischer Leichtathlet († 2021)
- 29. November: Jo Brauner, deutscher Nachrichtensprecher
- 29. November: Johan Jørgen Holst, norwegischer Politiker der Arbeiderparti († 1994)
- 29. November: Tom Trana, schwedischer Rallyefahrer († 1991)
- 29. November: Tom Witkowski, deutscher Schauspieler, Regisseur und Dozent Tom Witkowski

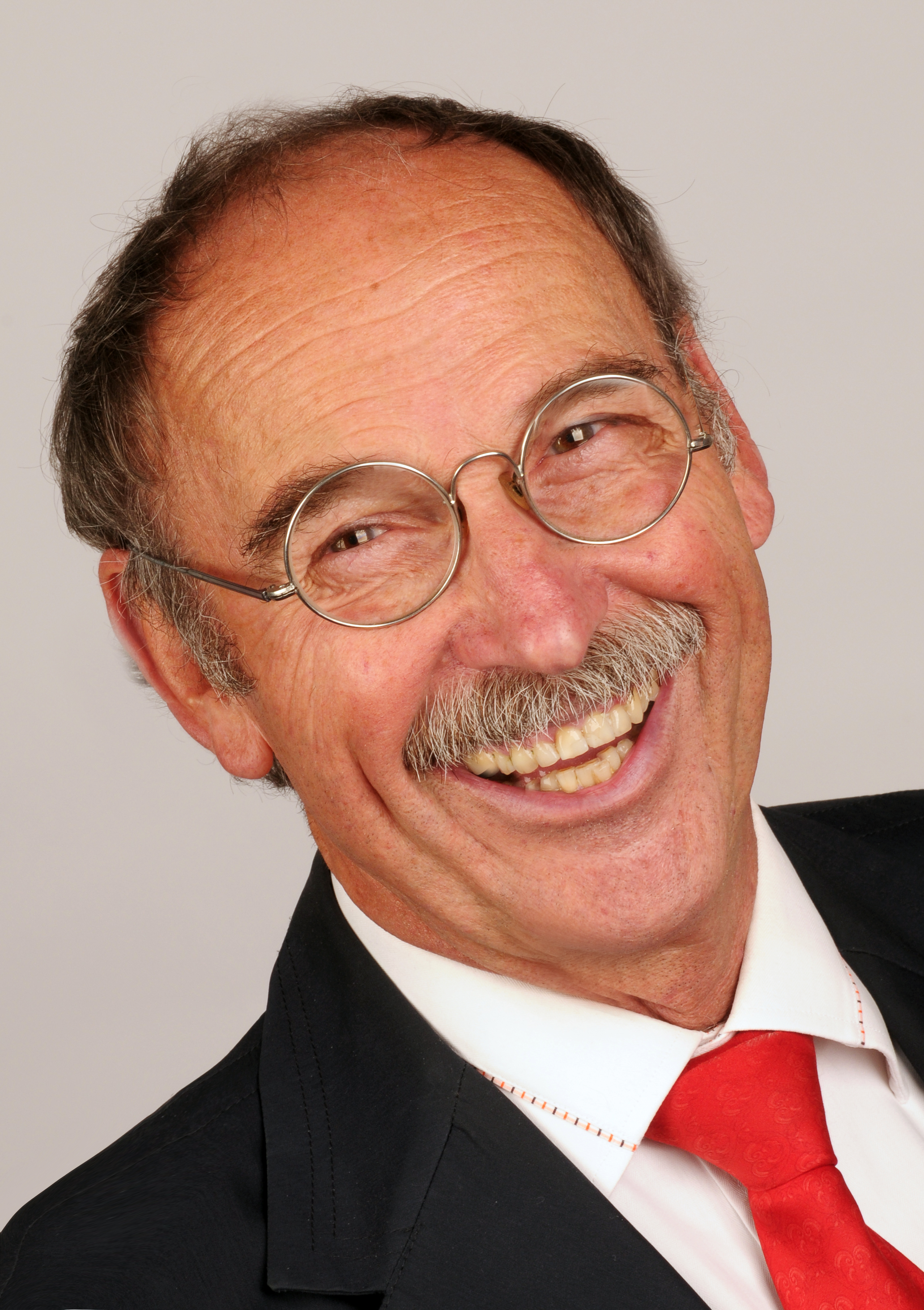
Tom Witkowski

- 30. November: Eduard Artemjew, sowjetischer bzw. russischer Komponist, insbesond. von Filmmusik († 2022)
- 30. November: Ridley Scott, britischer Regisseur Ridley Scott, 2012

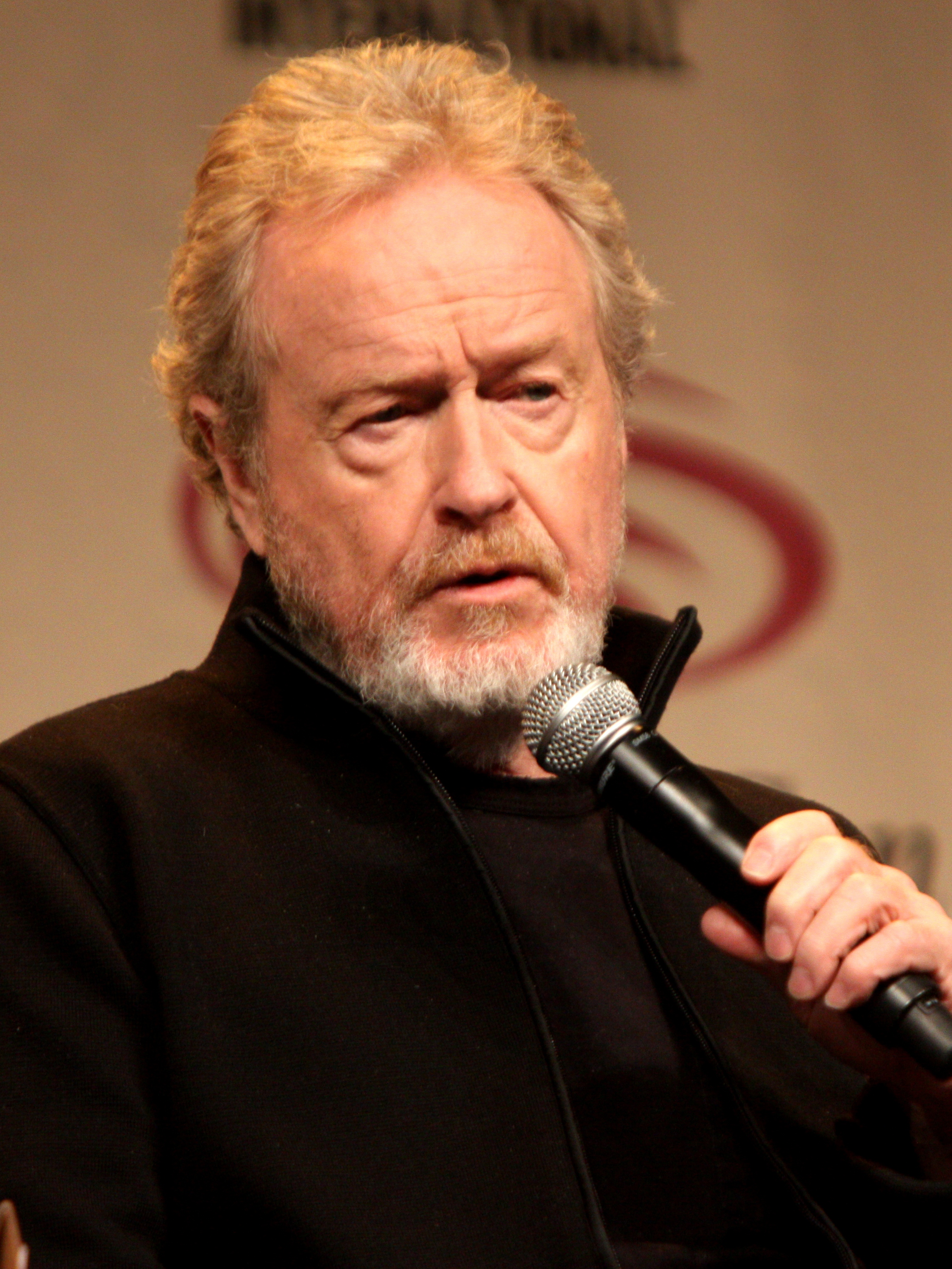
Ridley Scott, 2012

- 30. November: Tom Simpson, englischer Radrennfahrer († 1967)

### Dezember
- 01. Dezember: Vaira Vīķe-Freiberga, Präsidentin von Lettland
- 02. Dezember: Chris Bristow, britischer Automobilrennfahrer († 1960)
- 02. Dezember: Enver Bukić, slowenischer Schachgroßmeister († 2017)
- 03. Dezember: Bobby Boyd, US-amerikanischer American-Football-Spieler († 2017)
- 04. Dezember: Erich Ansorge, deutscher Wirtschaftsfunktionär († 1998)
- 04. Dezember: William Lombardy, US-amerikanischer Schachspieler († 2017)
- 05. Dezember: Sotìr Ferrara, italienischer Bischof der Eparchie Piana degli Albanesi († 2017)
- 05. Dezember: Maud Hansson, schwedische Schauspielerin († 2020)
- 05. Dezember: Wolfgang Krueger, deutscher Politiker († 2018)
- 05. Dezember: Gerhard Trumler, österreichischer Fotograf († 2025)
- 06. Dezember: Jiří Kodet, tschechischer Schauspieler († 2005)
- 06. Dezember: Richard Riess, deutscher Theologe
- 06. Dezember: Alberto Spencer, ecuadorianischer Fußballspieler und Konsul († 2006)
- 07. Dezember: Ken Colley, britischer Schauspieler († 2025)
- 08. Dezember: Margot Werner, österreichische Balletteuse und Chansonsängerin († 2012)
- 09. Dezember: Herbert Hechtel, deutscher Komponist († 2014)
- 10. Dezember: Peter Schmidt, deutscher Designer († 2025)
- 10. Dezember: Karl zu Schwarzenberg, tschechischer Politiker († 2023)
- 12. Dezember: Connie Francis, US-amerikanische Sängerin und Schauspielerin († 2025)
- 12. Dezember: Michael Jeffery, australischer Militär und Generalgouverneur († 2020)
- 12. Dezember: Joop van Oosterom, niederländischer Unternehmer und Schachspieler († 2016)
- 12. Dezember: Judy Tegart, australische Tennisspielerin
- 13. Dezember: Rob Houwer, niederländischer Filmproduzent, Filmregisseur und Drehbuchautor († 2025)
- 13. Dezember: Jutta Lampe, deutsche Schauspielerin († 2020)
- 13. Dezember: Paul Maar, deutscher Kinderbuchautor, Illustrator, Drehbuch- und Theaterautor
- 13. Dezember: Yvan Pestalozzi, Schweizer Eisenplastiker († 2024)
- 13. Dezember: Hans Dieter Stöver, deutscher Schriftsteller († 2020)
- 15. Dezember: Gilles Katz, französischer Schauspieler, Regisseur und Drehbuchautor († 2022)
- 15. Dezember: Andreas Klaus, deutscher Motorradrennfahrer
- 15. Dezember: Peter Kurt Würzbach, deutscher Politiker
- 16. Dezember: Joe Farrell, US-amerikanischer Jazzmusiker († 1986)
- 17. Dezember: Martín Aguirre Gomensoro, uruguayischer Journalist († 2016)
- 17. Dezember: Peter Temin, US-amerikanischer Wirtschaftshistoriker († 2025)
- 18. Dezember: Henri Duez, französischer Radrennfahrer († 2025)
- 18. Dezember: Edgar Hoppe, deutscher Schauspieler und Synchronsprecher
- 19. Dezember: Wolfgang Höflinger, deutscher Fußballspieler († 2023)
- 19. Dezember: Barry Mazur, US-amerikanischer Mathematiker
- 20. Dezember: Manfred Lahnstein, deutscher Politiker
- 20. Dezember: Ekkehard Wachmann, deutscher Entomologe († 2023)
- 21. Dezember: Jane Fonda, US-amerikanische Filmschauspielerin Jane Fonda, 2007

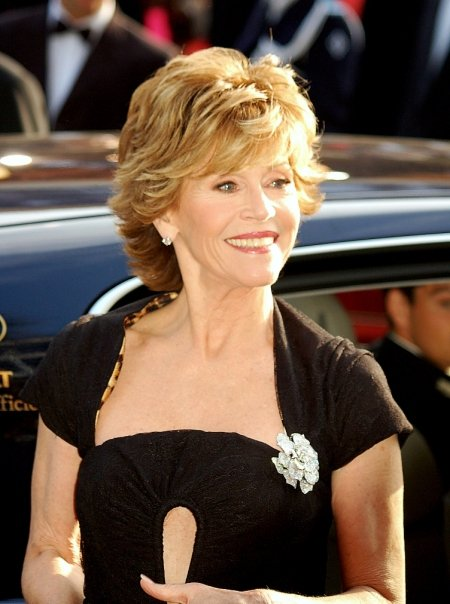
Jane Fonda, 2007

- 21. Dezember: Michel Gaißmayer, deutscher Schriftsteller und Kulturredakteur († 2025)
- 21. Dezember: David Levy, israelischer Politiker († 2024)
- 21. Dezember: Czesława Stopka, polnische Skilangläuferin († 2021)
- 22. Dezember: Christian Speck, Schweizer Politiker († 2005)
- 22. Dezember: Renate Welsh, österreichische Kinder- und Jugendbuchautorin
- 23. Dezember: Peter Medak, ungarischer Regisseur
- 24. Dezember: Bernt Rosengren, schwedischer Jazz-Tenor-Saxophonist und Flötist († 2023)
- 25. Dezember: Maung Aye, Vize-Staatschef von Myanmar
- 25. Dezember: Jan Peter Beckmann, deutscher Philosoph
- 25. Dezember: Ernst Röhl, deutscher Satiriker und Kabarettist († 2015)
- 26. Dezember: Franz Buchrieser, österreichischer Schauspieler
- 26. Dezember: John Horton Conway, englischer Mathematiker († 2020)
- 26. Dezember: Regina Fleck, deutsche Bildhauerin
- 26. Dezember: Rainer Offergeld, deutscher Politiker
- 26. Dezember: Michael Weiers, deutscher Orientalist († 2025)
- 27. Dezember: Günter Ahrends, deutscher Anglist und Theaterwissenschaftler
- 27. Dezember: Natascha Ungeheuer, deutsche Malerin
- 28. Dezember: Bengt Gunnar Richard Ahlfors, finnlandschwedischer Autor, Regisseur, Dramatiker und Komponist
- 28. Dezember: Jorge Nuno Pinto da Costa, portugiesischer Sportfunktionär († 2025)
- 28. Dezember: Ratan Tata, indischer Manager († 2024)
- 29. Dezember: Michael Adams, englischer Maler
- 29. Dezember: Maumoon Abdul Gayoom, Präsident der Malediven
- 29. Dezember: Dieter Thomas Heck, deutscher Showmaster und Entertainer († 2018) Dieter Thomas Heck

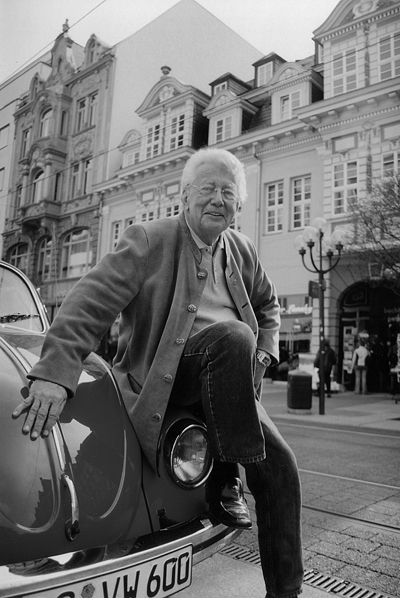
Dieter Thomas Heck

- 30. Dezember: Gordon Banks, englischer Fußballspieler († 2019)
- 30. Dezember: Sergio Castelletti, italienischer Fußballspieler und -trainer († 2004)
- 30. Dezember: John Hartford, US-amerikanischer Songwriter († 2001)
- 31. Dezember: Nicolas Born, deutscher Schriftsteller († 1979)
- 31. Dezember: Anthony Hopkins, britisch-US-amerikanischer Schauspieler Anthony Hopkins, 2001

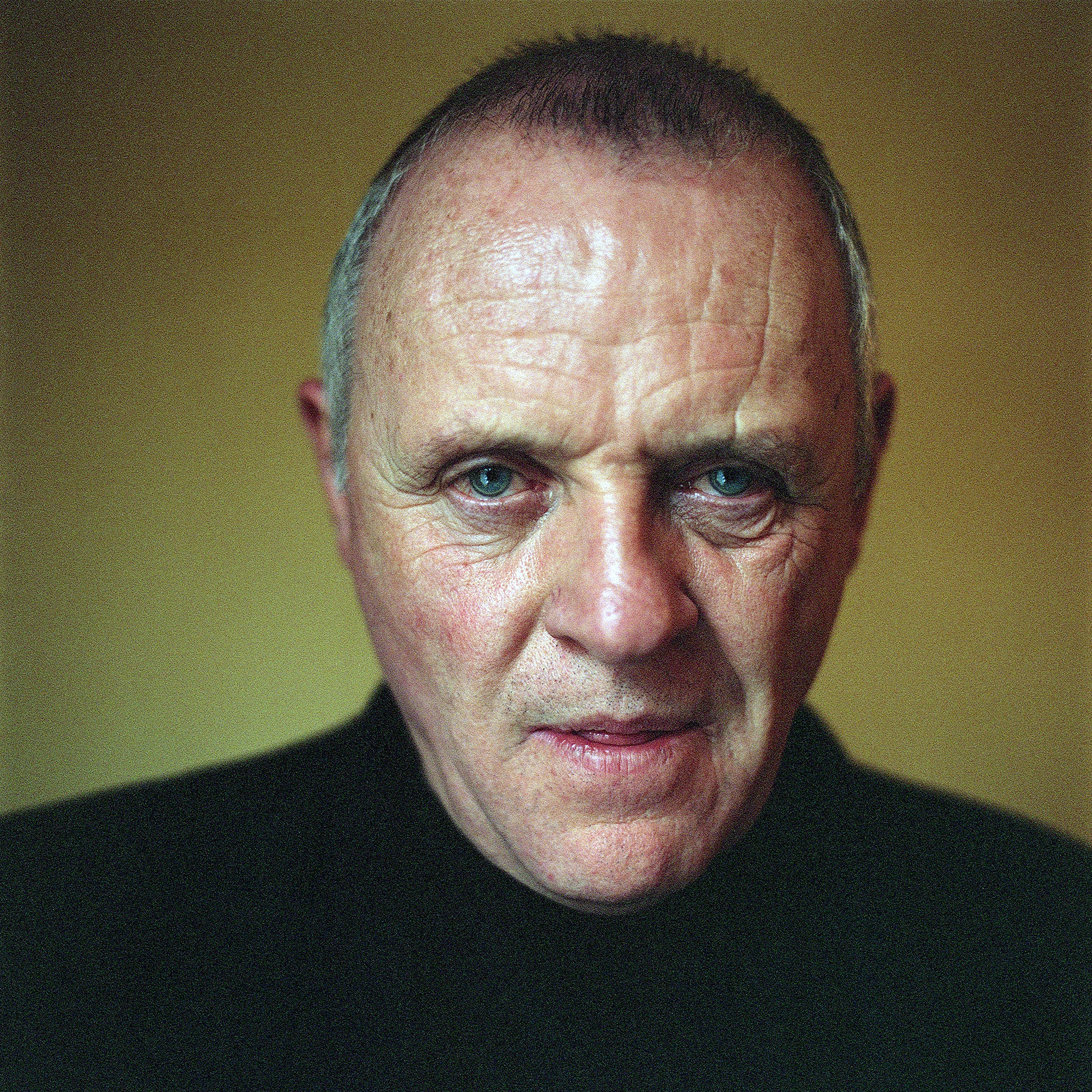
Anthony Hopkins, 2001

- 31. Dezember: Milutin Šoškić, jugoslawischer Fußballtorwart († 2022)
- 31. Dezember: Paul Spiegel, Präsident des Zentralrats der Juden in Deutschland († 2006)

### Genaues Geburtsdatum unbekannt
- Francisco Xavier do Amaral, osttimoresischer Politiker († 2012)
- Riccardo Assereto, italienischer Paläontologe und Geologe († 1976)
- Atilla Ateş, türkischer General
- Farah Mohamed Jama Awl, somalischer Schriftsteller († 1991)
- Heinz Balthes, deutscher Bühnenbildner
- Paul Brandvik, US-amerikanischer Komponist, Chordirigent und Musikpädagoge
- Hans Eberwein, deutscher Erziehungswissenschaftler und Hochschullehrer
- Reinhard E. Fischer, deutscher Sprachwissenschaftler, Namenforscher und Übersetzer
- Wolfgang Funke, deutscher Schriftsteller († 2009)
- Dieter Görsdorf (* 1937), deutscher Spion, Offizier der Volksmarine (DDR)
- John Graves, US-amerikanischer Automobilrennfahrer
- John Harmon, US-amerikanischer Komponist, Jazzpianist und Musikpädagoge
- Jacobus Kloppers, südafrikanischer Organist und Musikwissenschaftler
- Rudolf Maleri, deutscher Betriebswirt
- Bernhard Müller-Hülsebusch, deutscher Journalist und Buchautor († 2020)
- Hedwig Ortmann, deutsche Bildungs- und Erziehungswissenschaftlerin und Hochschullehrerin
- Alicja Patey-Grabowska, polnische Lyrikerin, Kinderbuchautorin, Übersetzerin und Literaturkritikerin
- Klaus Richrath, deutscher Architekt, Stadtplaner und Hochschullehrer († 2012)
- Miloslav Růžek, tschechischer Saxophonist
- Jusuf Sanei, iranischer Großajatollah, Marja-e taqlid und Politiker († 2020)
- Jimmy Stayton, US-amerikanischer Rockabilly-Musiker
- Rolf Tophoven, deutscher Journalist und Terrorismusexperte

## Gestorben

### Januar/Februar
- 01. Januar: Karl von der Aa, deutscher Wirtschaftspädagoge (* 1876)
- 01. Januar: Paul Herfurth, deutscher Verleger und Politiker (* 1855)
- 02. Januar: André d’Erlanger, französischer Automobilrennfahrer (* 1895)
- 03. Januar: Anna von Krane, deutsche Schriftstellerin (* 1853)
- 05. Januar: Sofie Röhr-Brajnin, polnisch-deutsche Opernsängerin (* 1861)
- 08. Januar: Richard Anschütz, deutscher Chemiker (* 1852)
- 10. Januar: John Howard, kanadischer Leichtathlet (* 1888)
- 12. Januar: Heinrich Christian Graf von Attems-Heiligenkreuz, österreichische K.u.K. Landespräsident im Herzogtum Krain und Geheimer Rat (* 1858)
- 15. Januar: Josef Steinbach, österreichischer Gewichtheber (* 1879)
- 17. Januar: Robert D. Carey, US-amerikanischer Politiker (* 1878)
- 18. Januar: Johannes Rudolf Max Adler, deutscher Historiker, Literaturwissenschaftler und Pädagoge (* 1867)
- 20. Januar: Richard Benno Adam, deutscher Porträt- und Pferdemaler (* 1873)
- 23. Januar: Sophie Pagay, österreichische Schauspielerin (* 1857)
- 23. Januar: Marie Prevost, kanadische Schauspielerin (* 1896)
- 24. Januar: Andrew Jackson Montague, US-amerikanischer Politiker (* 1862)
- 24. Januar: Karl Wüstefeld, deutscher Rektor, Organist und Heimatforscher (* 1857)
- 25. Januar: Harold Samuel, englischer Pianist und Komponist (* 1879)
- 26. Januar: Bertha Mathilde Müller, österreichische Malerin (* 1848)
- 30. Januar: Henri Duvernois, französischer Schriftsteller (* 1875)
- 01. Februar: Marguerite Audoux, französische Romanschriftstellerin (* 1863)
- 01. Februar: Nikolai Muralow, russischer Revolutionär und Kommandeur der Roten Armee (* 1877)
- 01. Februar: Georgi Pjatakow, russischer Revolutionär und sowjetischer Staatsmann (* 1890)
- 04. Februar: Selma Lohse, deutsche Politikerin (* 1883)
- 05. Februar: Lou Andreas-Salomé, deutsche Schriftstellerin, Erzählerin und Essayistin (* 1861)
- 06. Februar: Jane Atché, französische Malerin, Grafikerin und Plakatkünstlerin (* 1872)
- 07. Februar: Anna Jäger, österreichisch-deutsche Opernsängerin (* 1862)
- 10. Februar: Ali-Akbar Davar, iranischer Jurist und Politiker (* 1888)
- 11. Februar: Adolf Gaston Eugen Fick, deutscher Augenarzt (* 1852)
- 14. Februar: Emma Budge, deutsch-amerikanische Kunstsammlerin, Stifterin und Mäzenin (* 1852)
- 15. Februar: Vincenzo Lancia, italienischer Automobilrennfahrer und -konstrukteur (* 1881)
- 18. Februar: Lamartine Hardman, US-amerikanischer Politiker (* 1856)
- 18. Februar: Grigori Ordschonikidse, sowjetischer Politiker (* 1886)
- 25. Februar: Hans Georg Achelis, deutscher Theologe, Kirchenhistoriker, Christlicher Archäologe und Universitätsprofessor (* 1865)

### März/April
- 01. März: Paul Scheinpflug, deutscher Komponist und Dirigent (* 1875)
- 04. März: Engelbert Wittich, jenischer Schriftsteller (* 1878)
- 04. März: Louis-Martin de Courten, 22. Kommandant der Päpstlichen Schweizergarde (* 1835)
- 06. März: Rudolf Otto, evangelischer Theologe und Religionswissenschaftler (* 1869)
- 07. März: Guido von Pogatschnigg, rumäniendeutscher Komponist, Kirchenmusiker und Musikpädagoge (* 1867)
- 07. März: Waldemar Titzenthaler, deutscher Fotograf (* 1869)
- 08. März: Laura Schradin, erste weibliche Abgeordnete im württembergischen Landtag (* 1878)
- 09. März: Georg Amft, deutscher Komponist und Musiklehrer (* 1873)
- 10. März: Jewgeni Samjatin, russischer Revolutionär und Schriftsteller (* 1884)
- 10. März: Oskar Steinbach, deutscher Motorradrennfahrer (* 1913)
- 11. März: Alexei Granowski, russischer Theater- und Filmregisseur (* 1890)
- 11. März: Amé Pictet, Schweizer Chemiker (* 1857)
- 12. März: Jenő Hubay, ungarischer Komponist und Violinvirtuose (* 1858)
- 12. März: Charles-Marie Widor, französischer Organist, Komponist und Lehrer (* 1844)
- 15. März: H. P. Lovecraft, US-amerikanischer Schriftsteller (* 1890)
- 17. März: Austen Chamberlain, britischer Politiker, Friedensnobelpreisträger (* 1863)
- 19. März: Bolesław Raczyński, polnischer Komponist und Musikpädagoge (* 1879)
- 24. März: Annemarie Heise, deutsche Malerin und Graphikerin (* 1886)
- 27. März: Axel Anderberg, schwedischer Architekt (* 1860)
- 27. März: Eugène Grand, Schweizer Jurist und Politiker (* 1870)
- 28. März: Albert O. Brown, US-amerikanischer Politiker (* 1853)
- 28. März: James B. Frazier, US-amerikanischer Politiker (* 1856)
- 29. März: William M. Butler, US-amerikanischer Politiker (* 1861)
- 31. März: Ahmed İzzet Pascha, osmanischer Soldat und Staatsmann (* 1864)
- 04. April: Paul Gläser, deutscher Kirchenmusiker, Komponist und Kirchenmusikdirektor (* 1871)
- 04. April: Werner Krebs, Schweizer Unternehmer und Politiker (* 1854)
- 08. April: Arthur Foote, US-amerikanischer Komponist (* 1853)
- 09. April: Josef Lohner, deutscher Motorradrennfahrer
- 10. April: Kenelm Lee Guinness, britischer Unternehmer und Automobilrennfahrer (* 1887)
- 11. April: Philip van Dijk, niederländischer Fußballspieler (* 1885)
- 12. April: Sergei von Glasenapp, russischer Astronom (* 1848)
- 13. April: Ilja Arnoldowitsch Ilf, russischer Schriftsteller (* 1897)
- 18. April: Julius Lauterbach, deutscher Kapitän und Marineoffizier (* 1877)
- 20. April: James Gillett, US-amerikanischer Politiker (* 1860)
- 20. April: Gus Hill, US-amerikanischer Vaudevillekünstler und -produzent (* 1858)
- 21. April: Willy Rehberg, Schweizerischer Pianist, Komponist und Musikpädagoge (* 1863)
- 23. April: Nathan L. Bachman, US-amerikanischer Politiker (* 1878)
- 27. April: Antonio Gramsci, italienischer Schriftsteller und Politiker (* 1891)

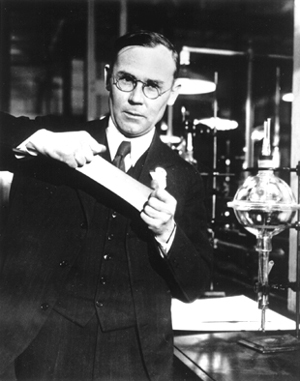
Wallace Carothers

- 29. April: Wallace Hume Carothers, Erfinder des Nylons (* 1896)
- 29. April: Anton Günther, Volksdichter und Sänger des Erzgebirges (* 1876)

### Mai/Juni
- 03. Mai: Anton Messmer, Schweizer Kaufmann und Politiker (* 1858)
- 05. Mai: Willem Alberda van Ekenstein, niederländischer Chemiker (* 1858)
- 06. Mai: Camillo Berneri, italienischer Autor und Anarchist (* 1897)
- 07. Mai: Edward W. Naylor, englischer Organist, Komponist und Musikpädagoge (* 1867)
- 07. Mai: Alfonso de Silva, peruanischer Komponist (* 1902)
- 09. Mai: Harry S. New, US-amerikanischer Politiker (* 1858)
- 10. Mai: Friedrich Uhlhorn, deutscher evangelischer Theologe und Kirchenhistoriker (* 1860)
- 11. Mai: Afonso Augusto da Costa, portugiesischer Politiker, mehrfacher Finanzminister und Ministerpräsident seines Landes (* 1871)
- 11. Mai: Viliam Figuš-Bystrý, slowakischer Komponist (* 1875)
- 12. Mai: Cecil Meares, britischer Abenteurer, Musher und Antarktisfahrer (* 1877)
- 14. Mai: John Burke, US-amerikanischer Politiker (* 1859)
- 14. Mai: Earl Snakehips Tucker, US-amerikanischer Tänzer und Entertainer (* 1906)
- 20. Mai: Max von Arco-Zinneberg, deutscher Automobilrennfahrer (* 1908)
- 23. Mai: Ivan Prijatelj, slowenischer Kultur- und Literaturhistoriker (* 1875)

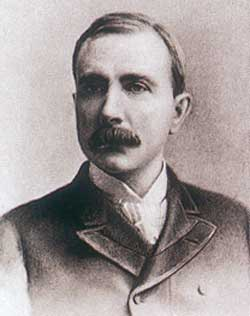
John D. Rockefeller (um 1875)

- 23. Mai: John D. Rockefeller, US-amerikanischer Unternehmer (* 1839)
- 26. Mai: Theodor Christian Hermann Ahlrichs, deutscher Theologe (* 1866)
- 26. Mai: Ludolf von Krehl, deutscher Mediziner (* 1861)
- 28. Mai: Alfred Adler, österreichisch-jüdischer Psychologe (* 1870)
- 01. Juni: Ljubomir Miletitsch, bulgarischer Sprachwissenschaftler, Ethnograph, Dialektologe, Historiker und Publizist (* 1863)
- 02. Juni: Louis Vierne, französischer Komponist und Organist (* 1870)
- 03. Juni: Emilio Mola, spanischer General und Stellvertreter von General Franco (* 1887)
- 05. Juni: Hugo Schauinsland, deutscher Zoologe (* 1857)
- 07. Juni: Jean Harlow, US-amerikanische Filmschauspielerin (* 1911)
- 07. Juni: Hugo Röhr, deutscher Komponist (* 1866)
- 10. Juni: Woldemar Lippert, deutscher Archivar und Historiker (* 1861)
- 11. Juni: José María Lacalle, spanischer Komponist (* 1859)
- 12. Juni: Boris Feldman, sowjetischer Offizier (* 1890)
- 12. Juni: Michail Tuchatschewski, Marschall der Sowjetunion (* 1893)
- 16. Juni: Mollie Kyle, Indianerin und Überlebende der Osage-Morde (* 1886)
- 18. Juni: Gaston Doumergue, französischer Staatsmann (* 1863)
- 19. Juni: J. M. Barrie, schottischer Schriftsteller und Dramatiker, Schöpfer von Peter Pan (* 1860)
- 20. Juni: Andreu Nin, spanischer Revolutionär aus Katalonien (* 1892)
- 26. Juni: Adolf Erman, deutscher Ägyptologe (* 1854)
- 28. Juni: Max Adler, österreichischer Jurist, Politiker und Sozialphilosoph (* 1873)

### Juli/August
- 02. Juli: Amelia Earhart, US-amerikanische Flugpionierin (* 1897)
- 06. Juli: Bohdan-Ihor Antonytsch, ukrainischer Poet und Prosaist (* 1909)
- 08. Juli: Axel Bakunts, armenischer Schriftsteller, Übersetzer und Drehbuchautor (* 1899)

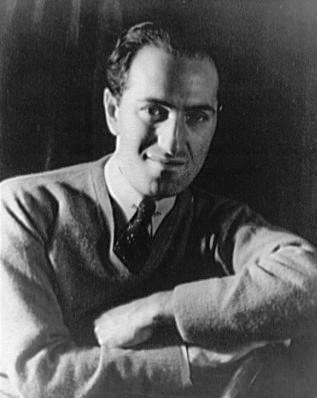
George Gershwin, 1937

- 11. Juli: George Gershwin, US-amerikanischer Komponist (* 1898)
- 13. Juli: Henry Edward Armstrong, englischer Chemiker (* 1848)
- 13. Juli: Jewgeni Preobraschenski, sowjetischer Revolutionär und Politiker (* 1886)
- 14. Juli: Walter Simons, deutscher Jurist und Politiker (* 1861)
- 17. Juli: Harriet Chalmers Adams, US-amerikanische Entdeckerin, Journalistin und Fotografin (* 1875)
- 17. Juli: Paul Julius Arndt, deutscher Klassischer Archäologe (* 1865)
- 17. Juli: Carl Hosius, deutscher Altphilologe (* 1866)
- 17. Juli: Gabriel Pierné, französischer Komponist (* 1863)

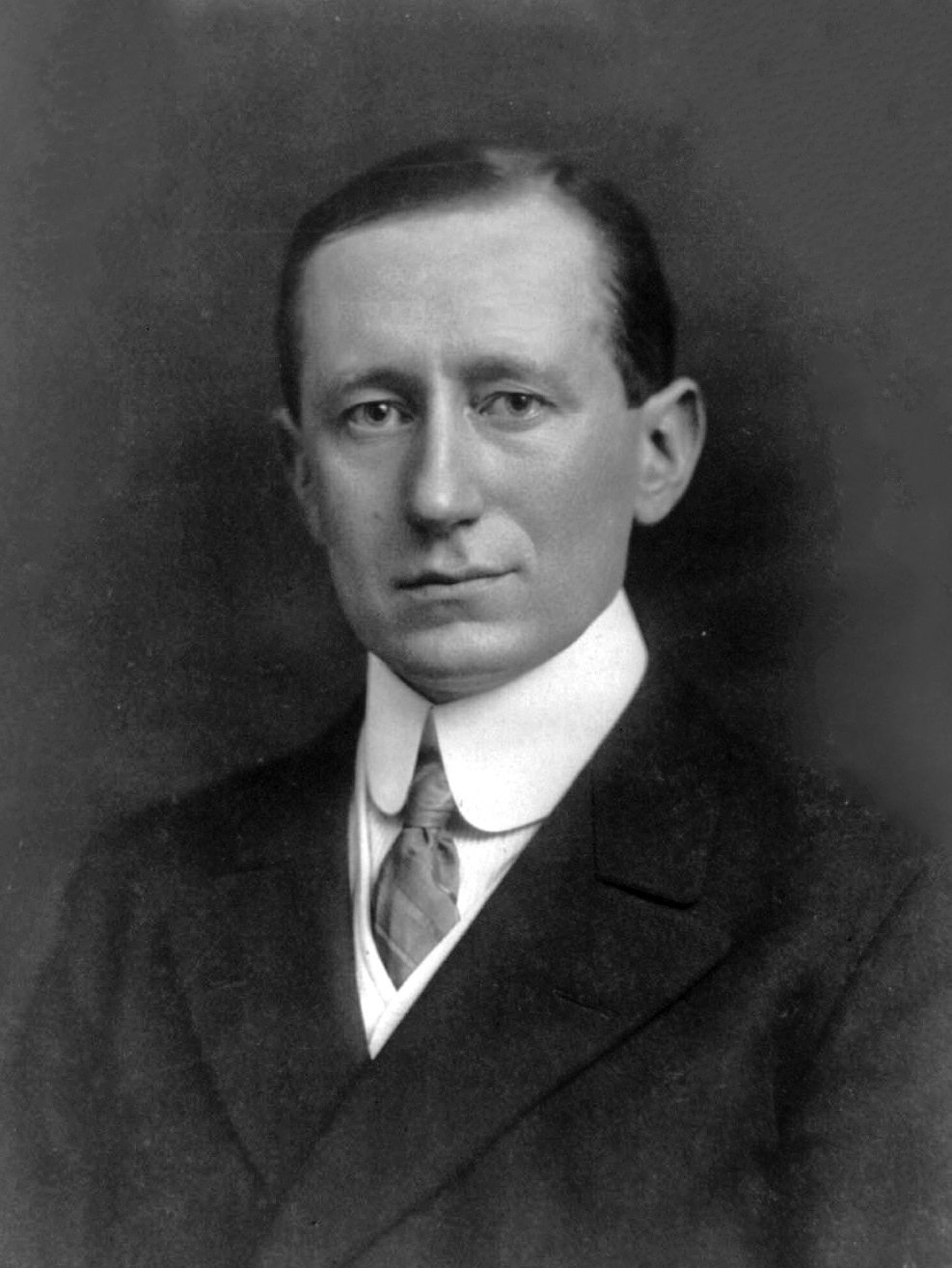
Guglielmo Marconi, um 1907

- 20. Juli: Guglielmo Marconi, italienischer Radiopionier und Unternehmer (* 1874)
- 26. Juli: Ernst von Delius, deutscher Automobilrennfahrer (* 1912)
- 26. Juli: Aldo Pigorini, italienischer Motorradrennfahrer (* 1907)
- 26. Juli: Gerta Taro, deutsche Fotografin (* 1910)
- 06. August: Annie Horniman, englische Theaterleiterin und Okkultistin (* 1860)
- 06. August: Alfred Wilm, deutscher Chemiker und Metallurg (* 1869)
- 08. August: Jimmie Guthrie, britischer Motorradrennfahrer (* 1897)
- 10. August: Hans Gustav Röhr, deutscher Konstrukteur und Automobilhersteller (* 1895)
- 11. August: Stéphan Elmas, türkisch-armenischer Komponist und Pianist (* 1864)
- 11. August: Edith Wharton, US-amerikanische Schriftstellerin (* 1862)
- 12. August: Charles Manley Smith, US-amerikanischer Politiker (* 1868)
- 13. August: Alexander Woronski, russischer Revolutionär und Literaturkritiker (* 1884)
- 14. August: Karl Pauker, sowjetischer NKWD-Offizier und Leibwächter Stalins (* 1893)
- 16. August: Otto Hörsing, deutscher Politiker (* 1874)
- 17. August: Edwin Doak Mead, US-amerikanischer Autor, Herausgeber und Pazifist (* 1849)
- 19. August: Iwan Katajew, russischer Prosaschriftsteller (* 1902)
- 21. August: Artur Frautschi, sowjetischer Geheimdienstler und Kommissar (* 1891)
- 22. August: Karl Braun, deutscher Motorradrennfahrer (* 1902)
- 23. August: Albert Roussel, französischer Komponist (* 1869)
- 23. August: Hermann Kersting, deutscher Arzt und Kolonialbeamter (* 1863)
- 25. August: Jean Paul Richter, deutscher Kunsthistoriker (* 1847)
- 27. August: Walter Rothschild, britischer Bankier und Zoologe (* 1868)
- 28. August: Frederick Burr Opper, US-amerikanischer Comiczeichner und Illustrator (* 1857)
- 30. August: Adele Sandrock, deutsche Schauspielerin (* 1863)
- 31. August: Albert Heim, Schweizer Geologe (* 1849)

### September/Oktober
- 02. September: Baron Pierre de Coubertin, Begründer der Olympischen Spiele der Neuzeit (* 1863)
- 04. September: Jewgeni Paschukanis, sowjetischer Jurist und Rechtsphilosoph (* 1891)
- 06. September: Henry Kimball Hadley, US-amerikanischer Komponist (* 1871)
- 06. September: Hugo Frederik Nierstrasz, niederländischer Zoologe (* 1872)
- 12. September: Gérard Marinier, französischer Automobilrennfahrer (* 1899)
- 12. September: Ruffin G. Pleasant, US-amerikanischer Politiker (* 1871)
- 14. September: Tomáš Garrigue Masaryk, tschechischer Staatsmann (* 1850)
- 19. September: Sidney M. Goldin, US-amerikanischer Regisseur des jiddischen Films (* 1878)
- 26. September: Bessie Smith, US-amerikanische Musikerin (* 1894)
- 26. September: Andrei Wostrikow, russisch-sowjetischer Ostasienwissenschaftler (* 1902)
- 28. September: Fridolin Suter, Schweizer römisch-katholischer Geistlicher, Ehrendomherr und Ehrenbürger von Bischofszell (* 1863)
- 29. September: Ray Ewry, US-amerikanischer Leichtathlet und Olympiasieger (* 1873)
- 30. September: Micheil Dschawachischwili, georgischer Schriftsteller (* 1880)

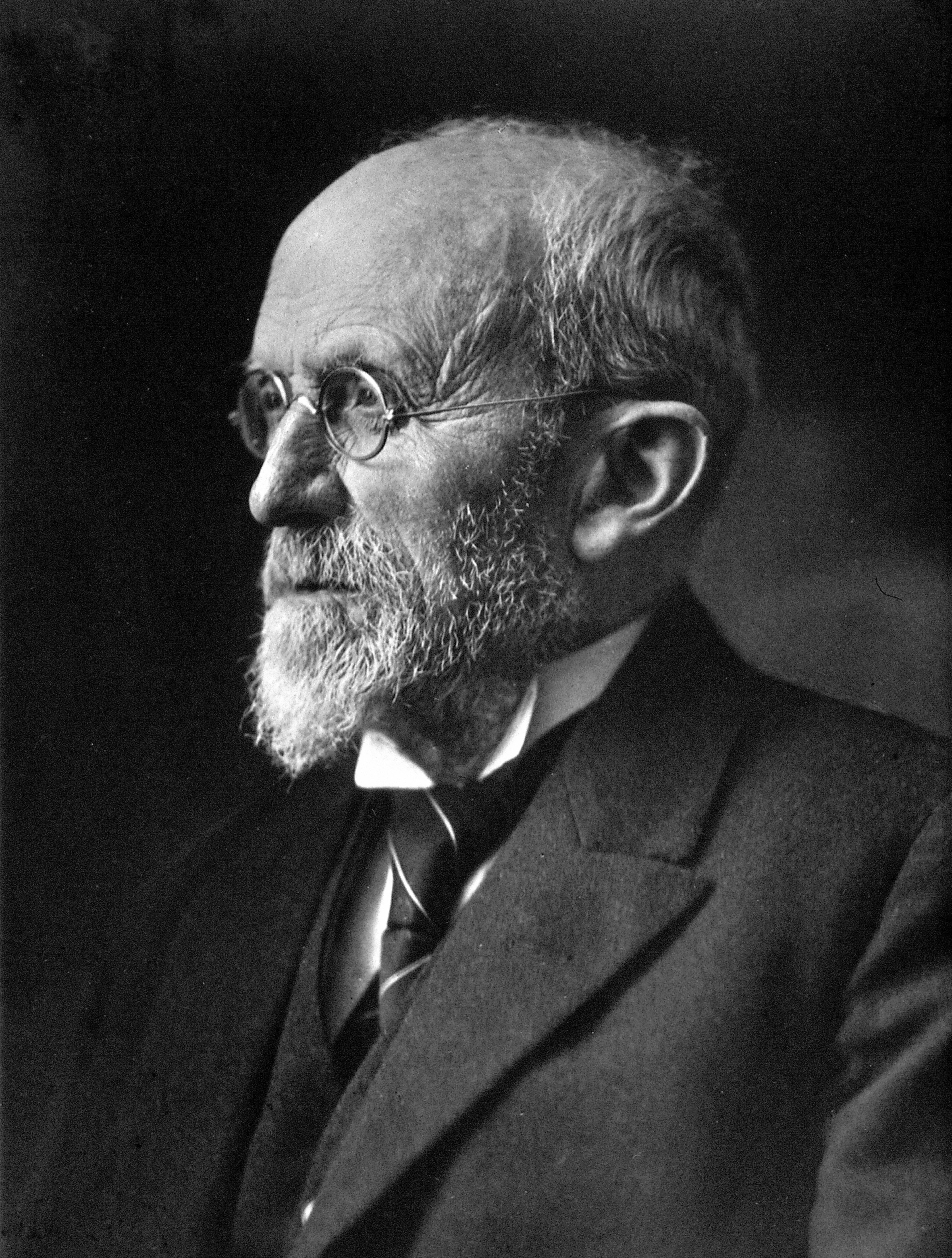
Richard von Hertwig, 1930

- 03. Oktober: Richard von Hertwig, deutscher Zoologe (* 1850)
- 03. Oktober: Hans Kippenberger, deutscher Politiker (* 1898)
- 06. Oktober: Tomoda Kyōsuke, japanischer Schauspieler (* 1899)
- 07. Oktober: Renate Müller, deutsche Schauspielerin und Sängerin (* 1906)
- 08. Oktober: Sergei Klytschkow, russischer Schriftsteller (* 1889)
- 09. Oktober: Julianus Marie August de Boeck, belgischer Komponist, Organist und Musiklehrer (* 1865)
- 11. Oktober: Ogden L. Mills, US-amerikanischer Politiker (* 1884)
- 13. Oktober: Simon Fraser Tolmie, kanadischer Politiker (* 1867)
- 15. Oktober: Ewgeni Gwaladse, georgischer Widerstandskämpfer (* 1900)
- 16. Oktober: William Sealy Gosset, englischer Statistiker (* 1876)
- 17. Oktober: Ludvig Birkedal-Barfod, dänischer Organist und Komponist (* 1850)
- 17. Oktober: Paul Lhérie, französischer Sänger und Musikpädagoge (* 1844)

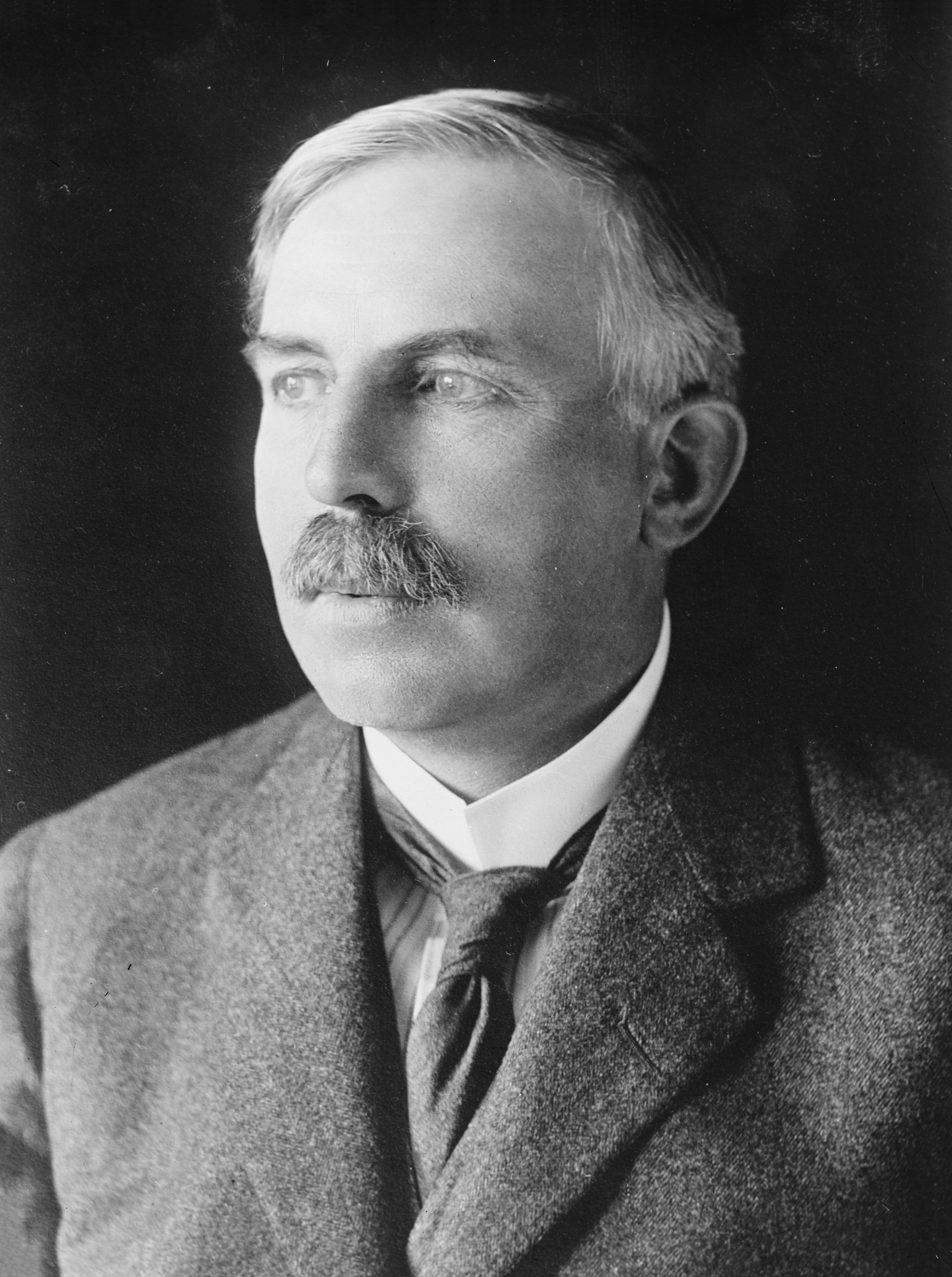
Ernest Rutherford

- 19. Oktober: Ernest Rutherford, englischer Atomphysiker, Nobelpreisträger (* 1871)
- 22. Oktober: Nakahara Chūya, japanischer Lyriker (* 1907)
- 22. Oktober: Frank Damrosch, deutsch-amerikanischer Dirigent und Musikerzieher (* 1859)
- 24. Oktober: Georg Domizlaff, deutscher Feld-Oberpostmeister im Ersten Weltkrieg (* 1854)
- 26. Oktober: Józef Dowbor-Muśnicki, polnischer General (* 1867)
- 27. Oktober: Friedrich Christian Georg Ahlborn, deutscher Zoologe und Physiker (* 1858)
- 28. Oktober: Martin Donndorf, Oberbürgermeister der Stadt Weimar von 1910 bis 1920 (* 1865)
- 28. Oktober: Marianne von Eschenburg, österreichische Malerin (* 1856)
- 30. Oktober: Iwan Alexejewitsch Akulow, sowjetischer Gewerkschafter, Partei- und Staatsfunktionär (* 1888)
- 30. Oktober: Wladimir Polonski, sowjetischer Politiker und Gewerkschafter (* 1893)

### November/Dezember
- 04. November: Robert Stamm, deutscher Politiker und Opfer des NS-Regimes (* 1900)
- 05. November: Kinoshita Naoe, japanischer Schriftsteller und Journalist (* 1869)

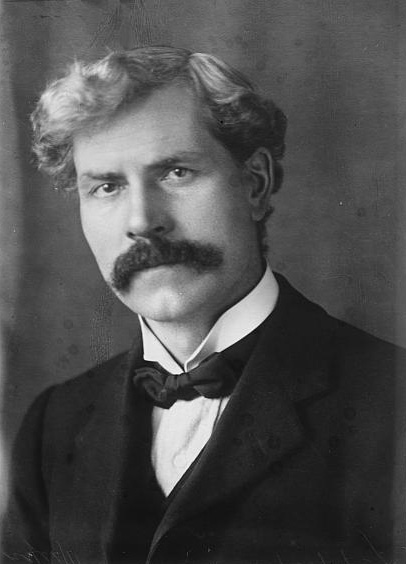
Ramsay MacDonald, um 1900

- 09. November: Ramsay MacDonald, britischer Politiker und Regierungschef (* 1866)
- 10. November: Lew Schubnikow, russischer Physiker (* 1901)
- 11. November: Jerzy Gablenz, polnischer Komponist (* 1888)
- 11. November: Miguel Paz Barahona, Präsident von Honduras (* 1863)
- 12. November: Paul Fauchet, französischer Organist und Komponist (* 1881)
- 13. November: Max Mohr, deutscher Dramatiker und Erzähler (* 1891)
- 15. November: Heinrich Eugen Abt, Schweizer Politiker (* 1854)
- 15. November: Seyit Rıza, Anführer aus Dersim (* 1862)
- 16. November: Ludwig Plate, deutscher Zoologe (* 1862)
- 21. November: Henri Cain, französischer Librettist und Maler (* 1857)
- 23. November: Aloys Fischer, deutscher Pädagoge (* 1880)
- 24. November: Albert S. Burleson, US-amerikanischer Politiker (* 1863)
- 25. November: Alexander Lasarewitsch Abramow-Mirow, sowjetischer Komintern- und Geheimdienstfunktionär (* 1895)
- 25. November: Lilian Baylis, englische Theaterleiterin (* 1874)
- 26. November: Peldschidiin Genden, Staatspräsident und Premierminister der Mongolischen Volksrepublik (* 1892)
- 26. November: Heinz Neumann, deutscher Politiker (* 1902)
- 27. November: Isaak Iljitsch Rubin, russischer Ökonom (* 1886)
- 27. November: Jeghische Tscharenz, armenischer Dichter (* 1897)
- 30. November: Harry Graf Kessler, deutscher Kunstsammler, Mäzen, Schriftsteller, Publizist und Diplomat (* 1868)
- 01. Dezember: Sophie Gräfin Attems-Heiligenkreuz, österreichische Schriftstellerin (* 1862)
- 02. Dezember: Joe Smith, US-amerikanischer Jazz-Trompeter (* 1902)
- 04. Dezember: Wilbur Louis Adams, US-amerikanischer Politiker (* 1884)
- 04. Dezember: Erich Lexer, deutscher Chirurg, Mitbegründer der Plastischen Chirurgie (* 1867)
- 05. Dezember: Johann Innerhofer, österreichischer Gastwirt und Fremdenverkehrspionier (* 1837)
- 05. Dezember: Hōjō Tamio, japanischer Schriftsteller (* 1914)
- 06. Dezember: Francis Cadell, schottischer Maler (* 1883)
- 08. Dezember: Franz Ahrens, deutscher Architekt (* 1858)
- 08. Dezember: Pawel Florenski, russischer Theologe, Mathematiker und Kunstwissenschaftler (* 1882)
- 09. Dezember: Gustaf Dalén, schwedischer Ingenieur (* 1869)
- 10. Dezember: Harry Leslie, US-amerikanischer Politiker (* 1878)
- 11. Dezember: Jaan Anvelt, estnischer Kommunist und Schriftsteller (* 1884)
- 11. Dezember: Eduard Biermann, deutscher Nationalökonom (* 1878)
- 11. Dezember: Gaik Bschischkjan, russischer Militär (* 1887)
- 11. Dezember: Ángel Pestaña, spanischer Syndikalist und Politiker (* 1886)
- 12. Dezember: Alfred Peter Abel, deutscher Schauspieler (* 1879)
- 12. Dezember: Louis Artaud, französischer Politiker (* 1852)
- 16. Dezember: Eugen Nägele, deutscher Naturschützer, Pädagoge und Heimatforscher (* 1856)
- 17. Dezember: Forrest Lamont, kanadischer Sänger und Musikpädagoge (* 1881)
- 18. Dezember: Henri Berguer, Schweizer evangelischer Geistlicher (* 1854)

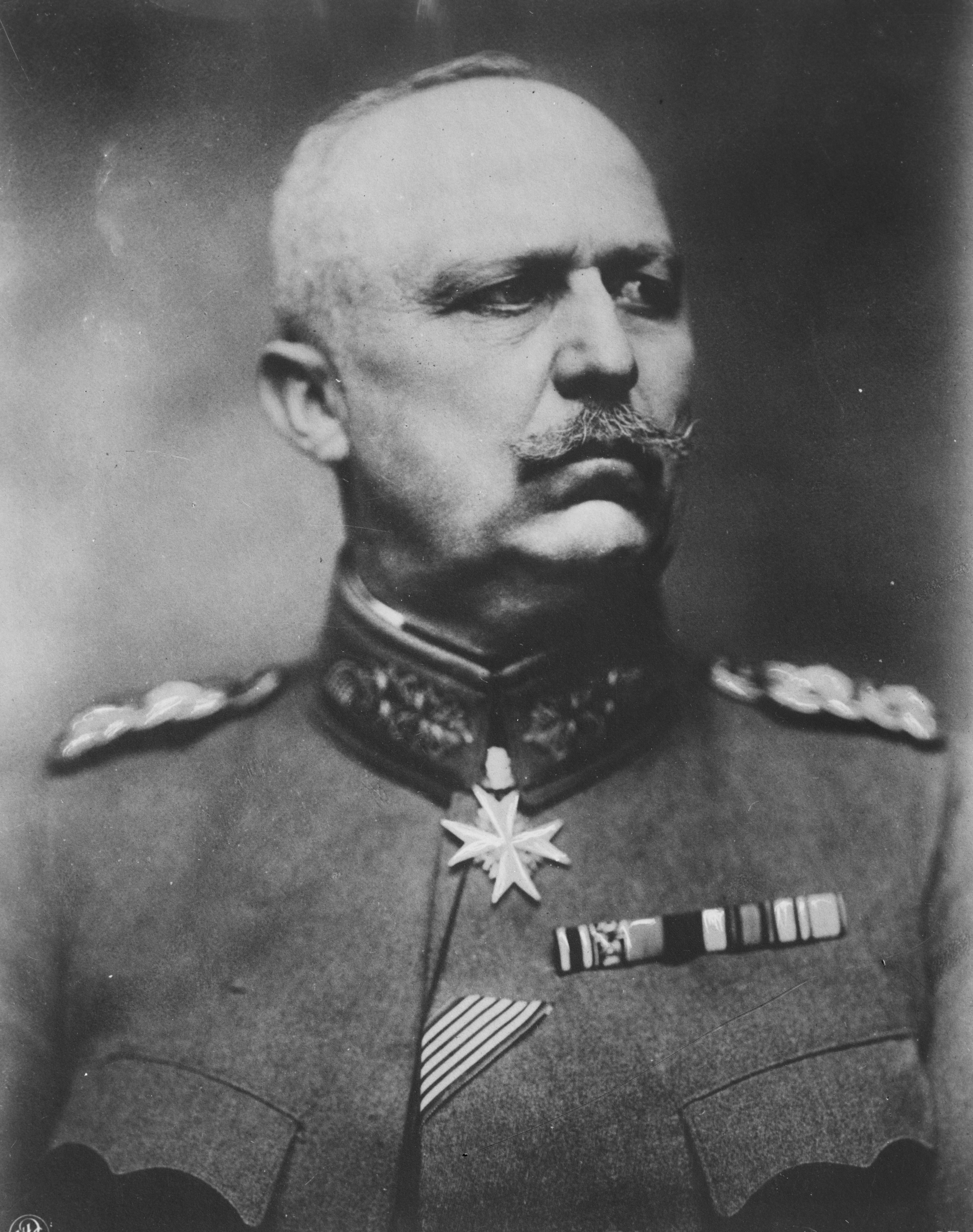
Erich Ludendorff

- 20. Dezember: Erich Ludendorff, preußischer General (* 1865)
- 21. Dezember: Frank Billings Kellogg, US-amerikanischer Politiker (* 1856)
- 22. Dezember: Violet Manners, Duchess of Rutland, britische Kunstmäzenin und Künstlerin (* 1856)
- 23. Dezember: Nils Collett Vogt, norwegischer Schriftsteller (* 1864)
- 27. Dezember: William Noble Andrews, US-amerikanischer Politiker (* 1876)

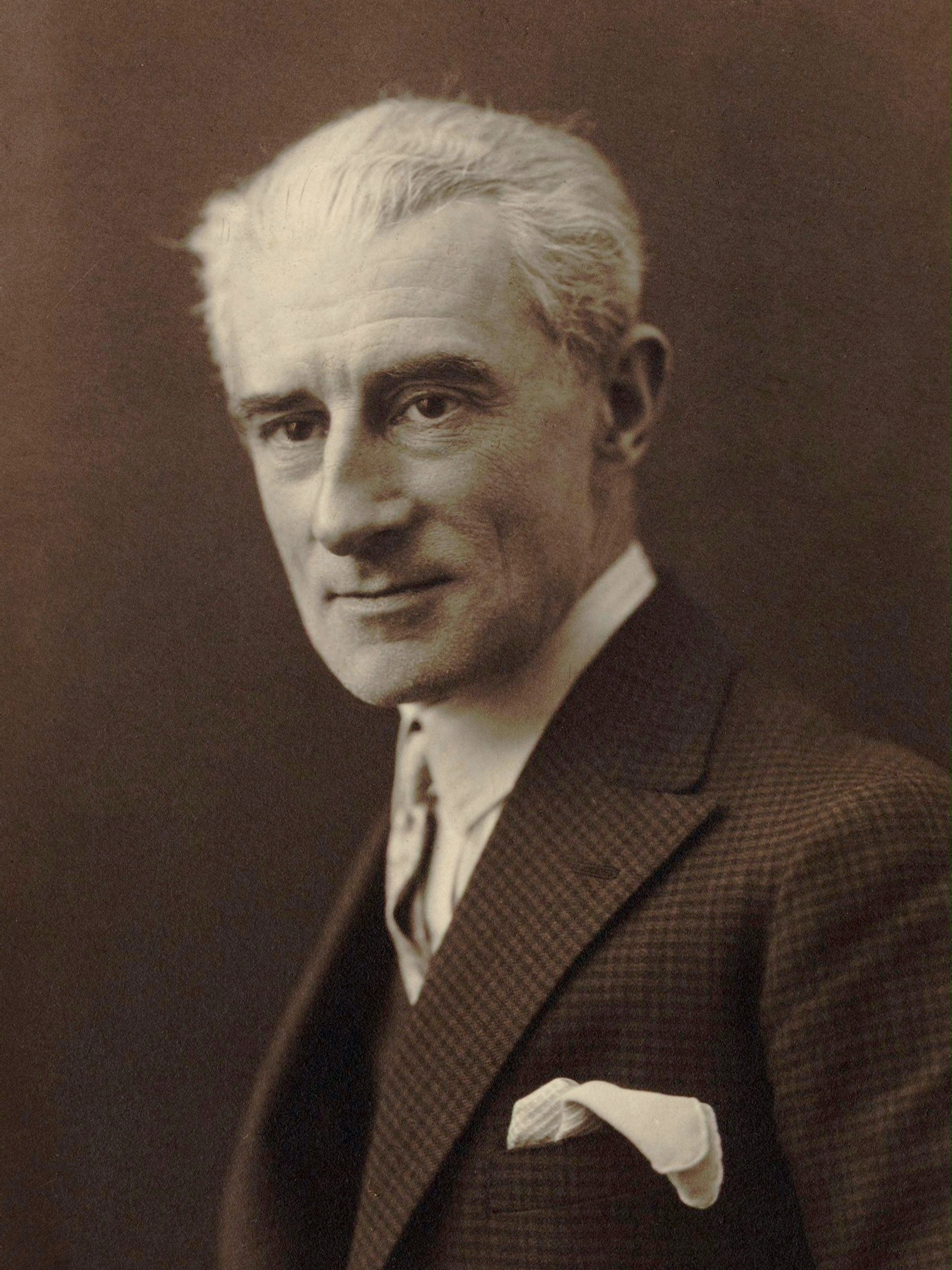
Maurice Ravel, 1925

- 28. Dezember: Maurice Ravel, französischer Komponist (* 1875)
- 28. Dezember: Georg Thilenius, deutscher Mediziner und Ethnologe (* 1868)

### Genaues Todesdatum unbekannt
- Eugen Blasius, deutscher Physiker (* 1861)
- Clarence Eddy, US-amerikanischer Organist und Komponist (* 1851)
- Jim Jackson, US-amerikanischer Blues-Sänger und Gitarrist (* um 1884 oder 1890)
- Firuz Nosratdoleh, iranischer Politiker (* 1889)
- Friedrich Schrader, deutscher Vizeadmiral (* 1865)